# Golpe de Estado no Brasil em 1964
O golpe de Estado no Brasil em 1964 foi a deposição do presidente brasileiro João Goulart por um golpe militar de 31 de março a 1.º de abril de 1964, pondo fim à Quarta República (1946–1964) e iniciando a ditadura militar brasileira (1964–1985). Teve início na forma de uma rebelião militar e foi seguido pela declaração de vacância da Presidência da República pelo Congresso Nacional, em 2 de abril, pela formação de uma junta militar (o Comando Supremo da Revolução) e pelo exílio do presidente, no dia 4. Em seu lugar assumiu provisoriamente o presidente da Câmara dos Deputados, Ranieri Mazzilli, até a eleição pelo Congresso do general Humberto de Alencar Castelo Branco, um dos principais líderes do golpe.
Democraticamente eleito vice-presidente em 1960, Jango, como Goulart era conhecido, assumiu o poder após a renúncia do presidente Jânio Quadros em 1961 e a Campanha da Legalidade, que derrotou uma tentativa de golpe militar para impedir sua posse. Em seu governo a crise econômica e os conflitos sociais aprofundaram-se. Movimentos sociais em vários meios — político, sindical, camponês, estudantil, as praças (baixas patentes militares) — militavam pelas reformas de base, propostas também pelo presidente. Ele teve crescente oposição entre a elite, classe média urbana, grande parte do oficialato, Igreja e imprensa, sendo acusado de ameaçar a ordem legal e de ser conivente com o comunismo, o caos social e a quebra da hierarquia militar. Ao longo de seu mandato, esteve sob numerosos esforços para pressionar e desestabilizar seu governo e conspirações para destituí-lo. As relações com os Estados Unidos deterioraram e o governo americano aliou-se às forças oposicionistas e seus esforços, apoiando o golpe. Goulart perdeu o apoio do centro, não conseguiu aprovar as reformas no Congresso e no estágio final de seu governo contou com a pressão dos movimentos reformistas para superar a resistência do Legislativo, levando ao ápice da crise política em março de 1964.
Em 31 de março a rebelião eclodiu em Minas Gerais, conduzida juntamente por militares e alguns governadores. Militares legalistas e rebelados deslocaram-se para o combate, mas Goulart não queria a guerra civil. Os legalistas inicialmente estavam em superioridade, mas com a ocorrência de adesões em massa, a situação militar do presidente deteriorou e ele sucessivamente viajou do Rio de Janeiro a Brasília, Porto Alegre, o interior gaúcho e o Uruguai. Os golpistas controlavam a maioria do país ao final de 1.º de abril, e o Rio Grande do Sul no dia 2. O Congresso declarou vago seu cargo enquanto ele ainda estava em território nacional, na madrugada do dia 2. Movimentações para defender seu mandato, como a convocação à greve geral, foram insuficientes. Enquanto uma parte da sociedade saudava a autodenominada “revolução”, outra foi alvo de forte repressão. A classe política esperava um breve retorno a um governo civil, mas nos anos seguintes consolidou-se a ditadura de caráter autoritário, nacionalista e politicamente alinhado aos Estados Unidos.
Historiadores, cientistas políticos e sociólogos já deram numerosas interpretações ao evento, que foi tanto a implantação da ditadura militar quanto a última de várias crises políticas da República Populista com oponentes parecidos, como em 1954, 1955 e 1961. No contexto internacional, ele fez parte da Guerra Fria na América Latina e ocorreu no mesmo período de vários outros golpes militares na região.

## Terminologia

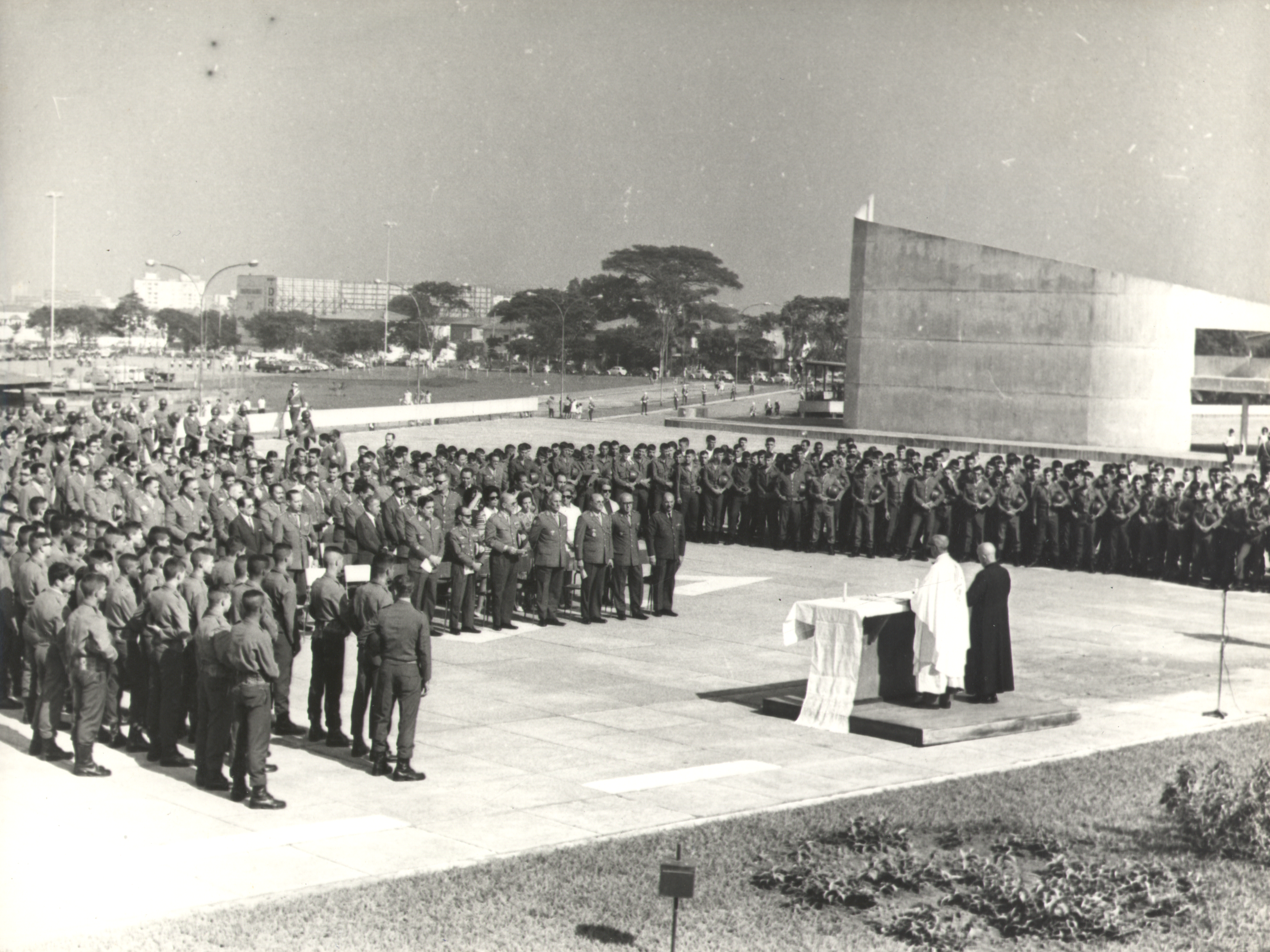
Em 1970, a imprensa registra o aniversário da revolução

Após tomar posse, Castelo Branco definiu o processo que o alçou ao poder: “Não se trata de um golpe de Estado, mas de uma revolução”. O termo também aparece no primeiro Ato Institucional. Esse conceito de revolução tem mais inspiração nos pronunciamentos, com a derrubada de um governo e a pretensão a reafirmar a soberania popular, do que na ruptura radical com a ordem estabelecida, como na Revolução Russa de 1917. Ele permaneceu em uso na caserna durante e após a ditadura. Porém, para Ernesto Geisel o ocorrido não foi uma revolução, pois uma revolução é a favor de um ideal e o movimento de 1964 foi apenas “contra Goulart, contra a corrupção e contra a subversão”. Gilberto Freyre elogiou o ocorrido como “uma ‘revolução branca’, promotora da ordem política e social”.
A historiografia atual usa golpe para esse processo. Houve uma captura dos órgãos estatais pela força militar, e os novos donos do poder estavam acima do ordenamento jurídico anterior. Isso pode ser visto no preâmbulo do AI-1 — “os processos constitucionais não funcionaram para destituir o governo”, e a “revolução vitoriosa” “edita normas jurídicas sem que nisto seja limitada pela normatividade anterior à sua vitória”. A tomada do poder também ocorre numa revolução, mas em seu sentido moderno isso é seguido de “profundas mudanças no sistema político, social e econômico”. Já o ocorrido no Brasil foi definido como a defesa da ordem estabelecida contra a desordem. Contrarrevolução é usado por alguns militares e acadêmicos, com conotações tanto positivas quanto negativas. Também há o termo contragolpe. A rejeição do termo golpe de forma favorável ao evento, existente no discurso político atual, é avaliada como revisionismo ou negacionismo.
A qualificação do golpe como “civil-militar” é bastante difundida e não é recente. Um dos primeiros autores a usá-la foi René Armand Dreifuss, em 1981; porém, o termo foi usado no sentido de “empresarial-militar”, referindo-se a civis específicos, e não genericamente a civis como não militares. Desde pelo menos 1976, vários autores chamam o evento de “movimento” ou “golpe” “político-militar”, “empresarial-militar” ou “civil-militar”. “Civil-militar” é usado pois civis não apenas apoiaram, como também deram o golpe. A importância relativa dos militares foi maior nos estágios finais e na concretização. O golpe só poderia começar com o deslocamento de tropas. Poder de fogo, armamentos disponíveis, viaturas empregadas e tamanho das tropas foram considerações importantes e puramente militares, embora não tenha havido combate.

## Contexto

### Político

Campanha eleitoral de Jânio Quadros em 1960

O período democrático iniciado em 1946 era marcado pela oposição entre nacional-estatistas e liberal-conservadores, divididos pela atitude ao investimento estrangeiro, alinhamento aos Estados Unidos e intervenção estatal na economia e relações de trabalho. Em três momentos — 1954, no suicídio de Getúlio Vargas, 1955, no contragolpe do marechal Lott, e 1961, na renúncia de Jânio Quadros — alguns militares e políticos do bloco liberal-conservador tentaram golpes, criando graves crises que beiraram a guerra civil, mas não tiveram apoio suficiente na sociedade e nas Forças Armadas. Em 1964, o conflito foi entre os mesmos blocos, mas o golpe encontrou base suficiente para vencer. Dadas as tentativas anteriores de golpe, o ocorrido em 1964 não foi unicamente resultado da situação imediata.
Os três grandes partidos eram o Partido Trabalhista Brasileiro (PTB), União Democrática Nacional (UDN) e Partido Social Democrático (PSD). O PTB representava a herança trabalhista de Vargas, o PSD nasceu da máquina política varguista e a UDN vinha da oposição a Vargas. A tendência de urbanização gradualmente expandia os votos do PTB. PTB e PSD eram aliados na maior parte do período. A UDN representava a direita, o PTB avançava para a esquerda e o PSD estava ao centro.
A eleição de 1960 empossou como presidente da República Jânio Quadros, apoiado pela UDN mas posicionando-se acima dos partidos, e, como vice-presidente, João Goulart, do PTB. Jânio e Jango eram de chapas adversárias, mas no sistema eleitoral da época a eleição era separada. No poder, Jânio isolou-se e após pouco tempo de mandato, renunciou em agosto de 1961, provavelmente numa manobra para ter a renúncia recusada e retornar fortalecido. Ele contava com a forte rejeição de seu vice, que estava em viagem à China, entre os militares. Entre os militares Jânio era popular, e Jango, antigo desafeto. Em 1954, quando era ministro do Trabalho de Vargas, já era considerado muito esquerdista e foi demitido devido ao Manifesto dos Coronéis.
A manobra de Jânio fracassou e sua renúncia foi aceita. Mas a rejeição ao vice materializou-se no veto dos três ministros militares, entre eles Odílio Denys, ministro da Guerra, ao retorno ao país e posse de Goulart. Leonel Brizola, governador do Rio Grande do Sul, rejeitou o veto, deflagrando a Campanha da Legalidade. Ele recebeu amplo apoio pelo país, e o general José Machado Lopes, comandante do Terceiro Exército, juntou-se à causa da sucessão constitucional. Tanto esquerdistas quanto conservadores formavam a coalizão oposta aos ministros militares. Os conservadores montaram a solução para a crise: Jango tomou posse, mas sob a nova República Parlamentarista, na qual seus poderes eram reduzidos.
A próxima eleição presidencial estava prevista para 1965. Os pré-candidatos mais fortes eram Juscelino Kubitschek, pelo PSD, e Carlos Lacerda, governador da Guanabara e ferrenho oposicionista, pela UDN. As melhores opções do PTB seriam Brizola ou o próprio Goulart, mas a lei não permitia a reeleição ou a candidatura de parentes (Brizola era cunhado de Jango).

### Socioeconômico

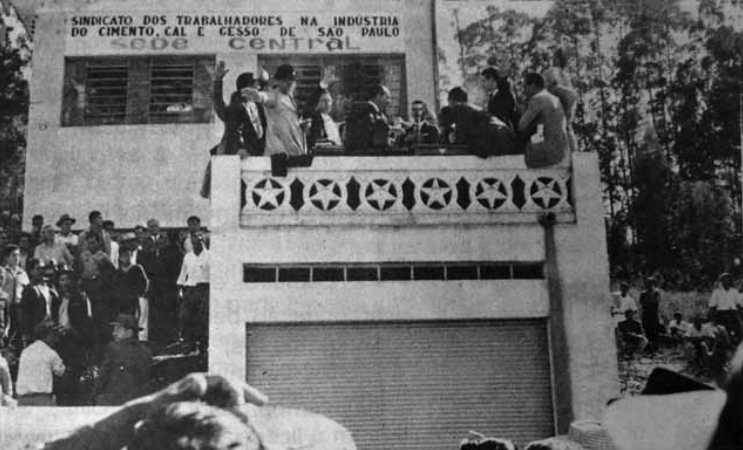
Assembleia durante uma greve em São Paulo em 1962

Tanto Jânio quanto Jango herdaram de Juscelino Kubitschek (JK) uma economia em grande modernização, mas desequilibrada, e não conseguiram superar as dificuldades econômicas brasileiras do início dos anos 60, especialmente o crescimento da inflação e do déficit da balança de pagamentos. A inflação subiu de 30,5% em 1960 a 79,9% em 1963 e 92,1% em 1964. O Produto Interno Bruto cresceu 8,6% em 1961 e apenas 0,6% em 1963. Tanto a classe média quanto os trabalhadores estavam preocupados com a corrosão de seus salários. O fracasso em superar a crise econômica deveu-se em parte à pressão de grupos de interesse domésticos (trabalhadores e empresários) e externos. O aumento do custo de vida impulsionava a organização e atividade do sindicalismo. Ocorreram 430 greves em 1961-1963, contra 180 em 1958-1960. O Comando Geral dos Trabalhadores (CGT), surgido fora da legislação sindical, organizou as “primeiras greves de caráter explicitamente político na história brasileira”.
Segundo um relatório do International Food Policy Research Institute havia escassez de alimentos, empurrando a inflação e atraindo atenção ao campo. O país era mais agrário do que no presente: no censo de 1960, apenas 44,67% da população vivia nas cidades. No Sudeste esse valor chegava a 57%, e no Nordeste, apenas 33,89%. Havia grande concentração fundiária. O nível tecnológico era defasado. A mobilização social chegava também ao campo, onde ocorriam invasões de terras e violentos conflitos. As Ligas Camponesas, concentradas no Nordeste, atingiram seu ápice e radicalizaram-se, clamando pela “reforma agrária na lei ou na marra” no lugar do caminho moderado proposto pelo Partido Comunista Brasileiro (PCB). Elas entraram em declínio a partir de 1963 devido à regularização da sindicalização rural pelo governo e a organização de sindicatos pela Igreja Católica e PCB.
O período assistiu a uma intensa “mobilização popular”. Sindicalistas e membros das Ligas juntavam-se a outros integrantes das esquerdas. Elas eram heterogêneas, mas tinham em comum a exigência de reformas de base — “bancária, a fiscal, a administrativa, a urbana, a agrária e a universitária” — “além da extensão do voto aos analfabetos e oficiais não graduados das Forças Armadas”, a legalização do PCB, a Política Externa Independente, o “controle do capital estrangeiro e o monopólio estatal de setores estratégicos da economia”. As esquerdas tinham desconfianças sobre Goulart, e tanto ele quanto elas buscavam aliar-se pelas reformas, mas vendo-se como autônomos. O presidente sofreu muitas críticas da esquerda, que rejeitava seus esforços de conciliação.
Nas Forças Armadas, movimentos de subalternos militares como sargentos e marinheiros entravam em conflito com os oficiais por exigências internas, como os direitos a concorrer em eleições e ao casamento, e também defendiam as reformas. Havia intelectuais organizados, e alguns católicos formaram a Ação Popular. Estudantes militavam na União Nacional dos Estudantes (UNE). O PCB era bem organizado e tinha sucesso nos sindicatos em cooperação com o PTB. Leonel Brizola destacava-se dentro da classe política, atraía fama com a encampação de empresas americanas e tinha muitos seguidores. Ele unificou os grupos favoráveis às reformas de base na Frente de Mobilização Popular e mobilizou sua base política em Grupos dos Onze.
Na oposição, foi importante a ascensão do Instituto Brasileiro de Ação Democrática (IBAD), ligado à Central Intelligence Agency (CIA), e o Instituto de Pesquisas e Estudos Sociais (IPES), que reunia a “nata do empresariado brasileiro”. Mais do que realizar propaganda ideológica, essas organizações eram um polo conspiratório.

### Internacional

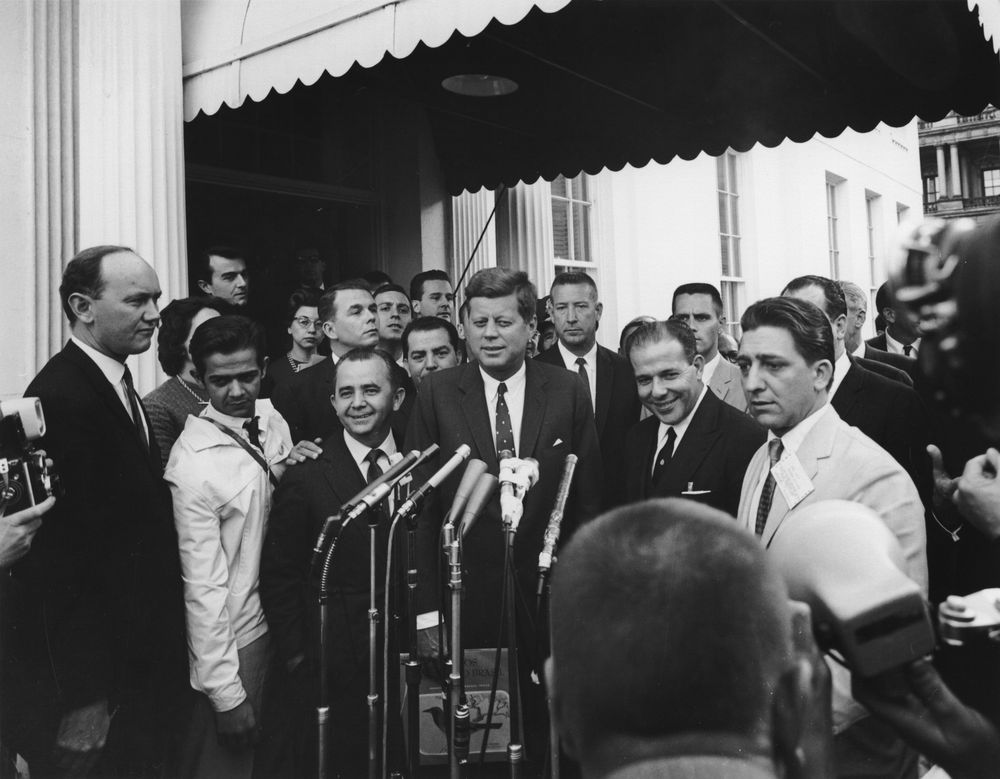
John F. Kennedy, presidente dos EUA (meio) e João Goulart (à dir.) falam à imprensa

A América Latina estava na esfera de influência dos Estados Unidos, mas nos anos 50 não era considerada muito importante. No contexto da Guerra Fria, o governo americano combatia a expansão da influência da União Soviética através da política de contenção e estava sob pressão doméstica para ter uma política externa dura. Na prática, na América Latina mesmo governantes reformistas, mas não marxistas, como Goulart, podiam ser alvos da pressão americana, que ocorria através de incentivos econômicos ou do apoio a golpes de Estado.
A Revolução Cubana, em 1959, trouxe a América Latina ao centro das atenções e introduziu o objetivo de evitar sua repetição no restante da região. Com a crise dos mísseis de Cuba, em 1962, o equilíbrio de forças na região pendeu para os EUA em detrimento da URSS, permitindo uma atitude mais dura com os governos latino-americanos. Surgiu também a Aliança para o Progresso, novo programa de assistência econômica que deveria evitar uma nova Cuba pelo apoio à democracia, reformas (como a agrária) e a superação do subdesenvolvimento. A política americana para a região não concretizou essa ideia. Golpes militares, como na Argentina e no Peru, em 1962, e na Guatemala e Equador, em 1963, ocorreram como fenômeno internacional, e os governos autoritários instalados foram reconhecidos pelos EUA. O objetivo de evitar novos governos socialistas e comunistas na região foi assim conseguido.
Os comunistas latino-americanos estavam influenciados pelos desenvolvimentos no bloco socialista, como a desestalinização, a cisão sino-soviética e a Revolução Cubana. Os partidos comunistas sob influência soviética, como o PCB, passaram por uma crise devido ao choque de sua crença numa etapa pacífica com o exemplo cubano. O governo de Fidel Castro era aliado dos soviéticos no plano internacional, mas apoiava a luta armada. O bloco socialista era também relevante como hipotética fonte de crédito e apoio econômico alternativa aos Estados Unidos, embora não seria capaz de substituir os americanos no caso de uma ruptura. Ele tinha atividades de inteligência no continente, incluindo no Brasil, através da StB tchecoslovaca, mas foi pego de surpresa pelo golpe. Segundo o ativista socialista Plínio de Arruda Sampaio, Goulart havia solicitado que ataques contra a direita fossem mais moderados, tendo conversado com o embaixador soviético, o qual lhe explicara que a URSS não suportaria quaisquer medidas "menos institucionais", explicando que apoiar Cuba já estava custando demais ao governo da URSS, e apoio o Brasil também seria impossível.

## O governo de Goulart

### 1961-1962

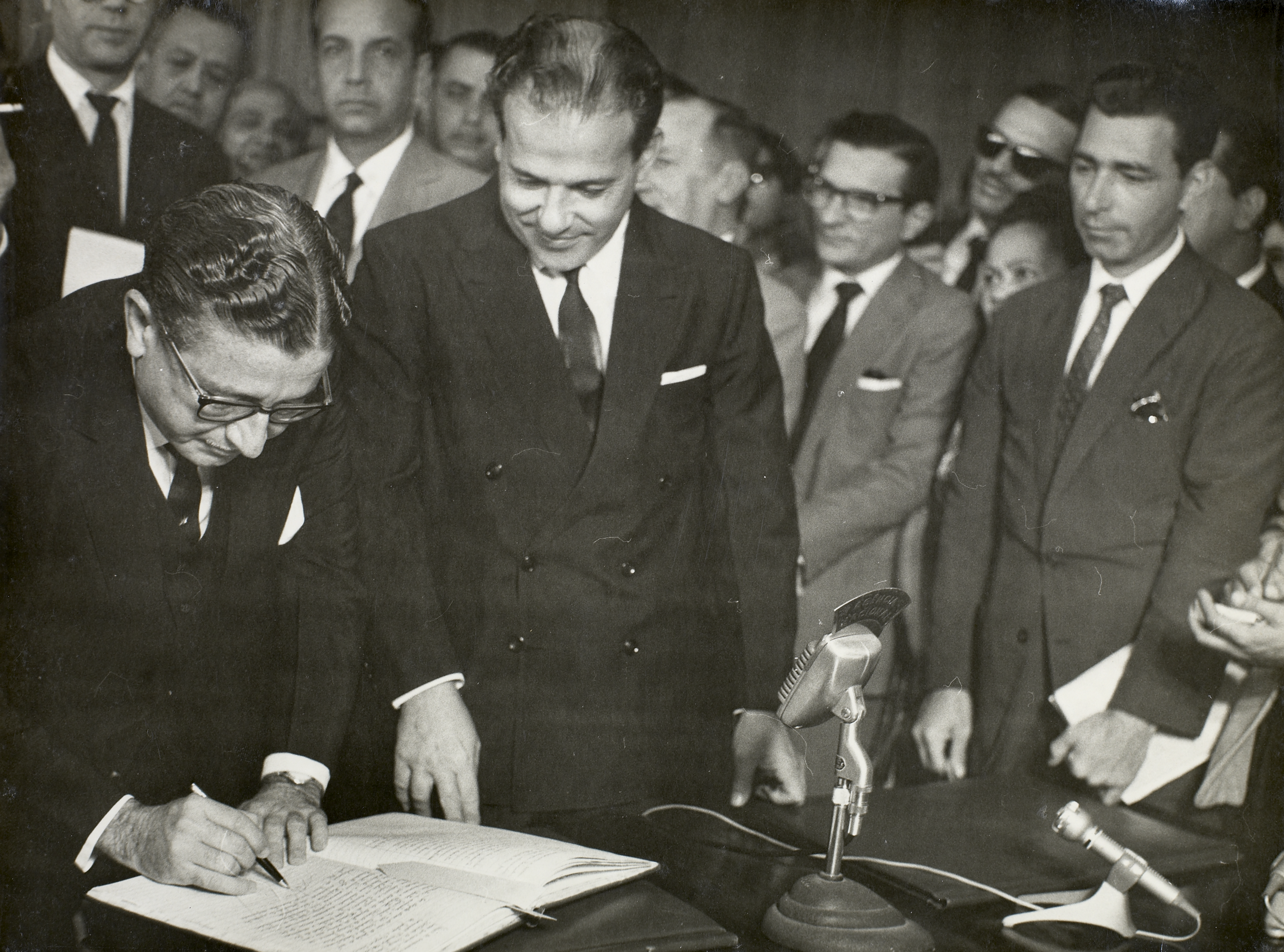
João Goulart (ao centro) em 1963

Jango tomou posse em setembro de 1961. Na política externa, deu continuidade à Política Externa Independente, expandindo as relações com o bloco socialista e opondo-se às sanções propostas pelos EUA contra Cuba. Essa política externa não aceitava a exigência de alinhamento aos EUA ou à União Soviética. Ainda assim, as negociações com os EUA foram importantes devido à dívida externa e à regulamentação do capital estrangeiro.
Internamente, a prioridade era desde o início reaver os plenos poderes subtraídos pela implantação do parlamentarismo. Para tanto, precisaria pressionar o Congresso para derrubar o Ato Adicional parlamentarista, possivelmente com uma assembleia constituinte, ou antecipar o plebiscito marcado para 1965 no qual o sistema de governo seria submetido à consulta popular. A coalizão antiparlamentarista era ampla, pois mesmo inimigos do presidente queriam a volta do presidencialismo. Através de forte pressão sindical, militar e política, em setembro de 1962 o Congresso antecipou a consulta popular a janeiro de 1963.
Em outubro realizaram-se eleições para o Congresso e onze governos estaduais. Dependendo da análise, “a correlação de forças no Congresso pouco se alterou” ou “o resultado das urnas deu a vitória aos candidatos esquerdistas, reformistas e trabalhistas”. O IBAD, apoiado por multinacionais, financiou a campanha de inúmeros candidatos oposicionistas. O financiamento foi polêmico e investigado por uma Comissão Parlamentar de Inquérito; no ano seguinte, o presidente fechou o Instituto. Em 1977, Lincoln Gordon admitiu o financiamento americano da oposição nas eleições.

### 1963-1964

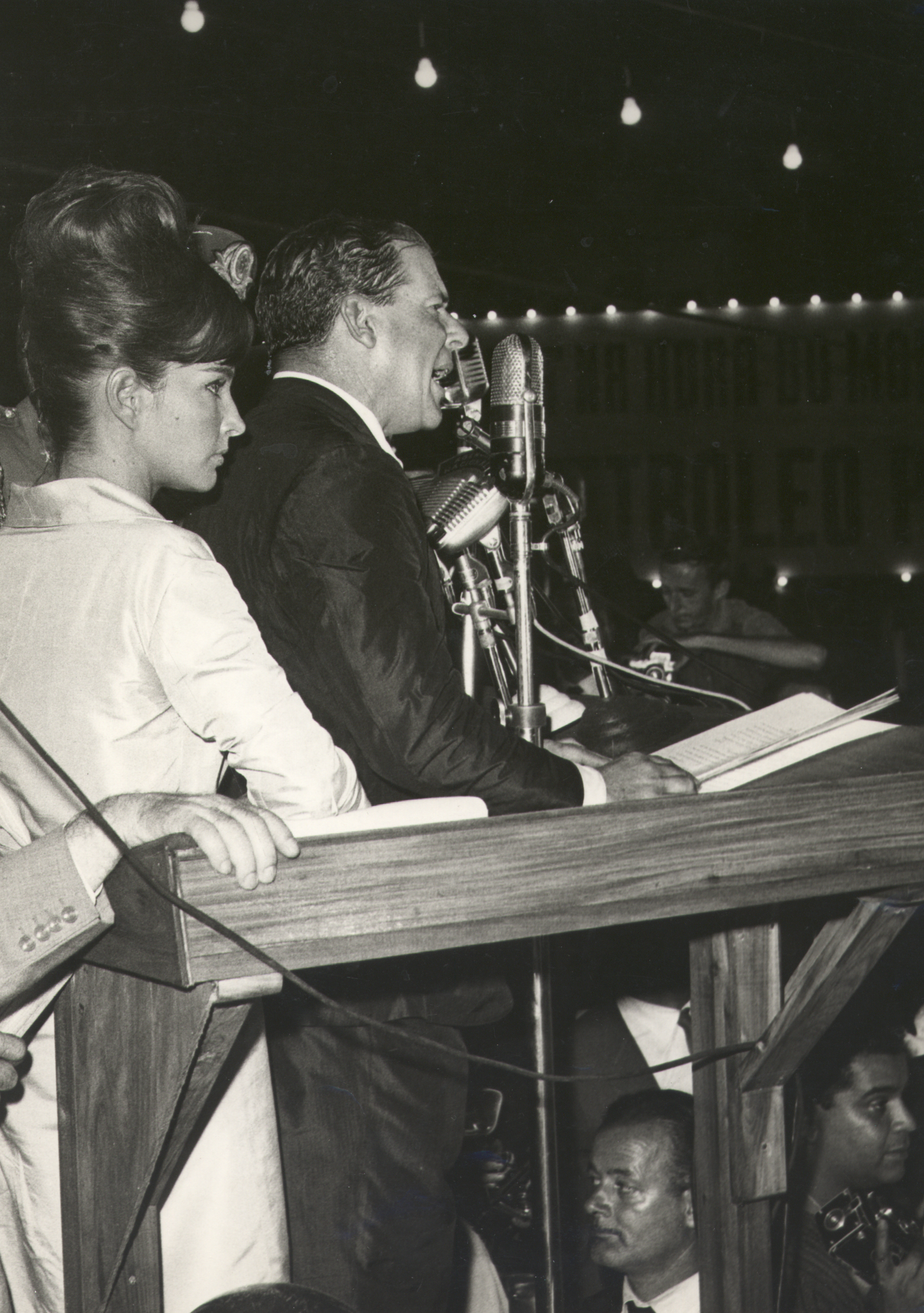
Jango no Comício da Central

O presidencialismo venceu por larga margem em 1963 e Goulart teve um “novo começo”, com plenos poderes. Ele pretendeu realizar as reformas de base, mas a reforma agrária foi derrotada no Congresso e a possibilidade de votar as demais reformas de base era difícil. O atrito entre o Executivo e o Legislativo aumentava à medida que a direita se opunha às reformas e a esquerda exigia sua implantação imediata. Ao longo de 1963 o apoio do PSD foi perdido. A porcentagem de projetos de lei aprovados caiu a 7% em 1963, contra 13 a 15% em 1959-1962. Porém, ao longo do mandato Goulart ainda conseguiu aprovar algumas iniciativas importantes. Enquanto isso, na economia o Plano Trienal proposto para enfrentar a crise exigia um pacto social com trabalhadores e empresários para limitar salários, crédito, preços e despesas governamentais. Após alguns meses, o plano foi abandonado por falta de sustentação política e a crise prosseguiu.
Em setembro, sargentos da Marinha e da Aeronáutica foram contrariados pelo Supremo Tribunal Federal (STF), que reafirmou a inelegibilidade de sua categoria ao Legislativo. Em Brasília eles lançaram uma revolta armada mas foram rapidamente derrotados, com algum combate, pela guarnição do Exército. O movimento dos sargentos recebeu a simpatia da esquerda, mas politicamente saiu muito prejudicado. A imprensa tornou-se bastante crítica ao presidente. No mês seguinte Carlos Lacerda deu entrevista ao Los Angeles Times e discutiu a possibilidade de um golpe militar contra Goulart. Os ministros militares ficaram indignados. Jango solicitou o estado de sítio ao Congresso, mas foi duramente criticado tanto pela esquerda quanto pela direita e retirou o pedido. Seu governo estava enfraquecido.
No final de 1963, após o fracasso das últimas tentativas de reconstituir uma base ao centro, o presidente reaproximou-se da esquerda. Ao final de fevereiro de 1964, optou definitivamente pelo embate, acreditando na força das esquerdas. O Comício da Central, no dia 13, e a mensagem presidencial ao Congresso, no dia 15, marcaram o fim da conciliação. O presidente tinha um cronograma de comícios até Primeiro de maio, que coincidiria com uma greve geral, para pressionar o Congresso a aprovar as reformas. A reação oposicionista também era forte. No dia 15 o governador de São Paulo Ademar de Barros exigiu o impeachment e chamou a população às ruas; no dia 20, a oposição organizou a Marcha da Família com Deus pela Liberdade. Na Marinha, o conflito entre as autoridades e os subalternos culminou no dia 25 na revolta de marinheiros que recusavam a ordem de comparecimento aos postos enquanto não fossem libertos seus dirigentes presos e atendidas suas demandas. A esquerda apoiou os marinheiros. O governo anistiou os revoltosos, atraindo para si a indignação dos oficiais em geral e ataques na imprensa. A crise militar era profunda, e oficiais recusavam-se a embarcar nos navios. Na noite do dia 30, o presidente não recuou e, agravando a crise, compareceu à reunião no Automóvel Clube com os mesmos subalternos militares.
Esse seria o último ato daquele período republicano. No dia 31 o general Olímpio Mourão Filho, da 4ª Região Militar/Divisão de Infantaria (4ª RM/DI), iniciou uma ofensiva de Minas Gerais ao Rio de Janeiro para derrubar o presidente. Com o rápido progresso da revolta e os recuos de Goulart, em 4 de abril ele estava no exílio no Uruguai.

## As conspirações

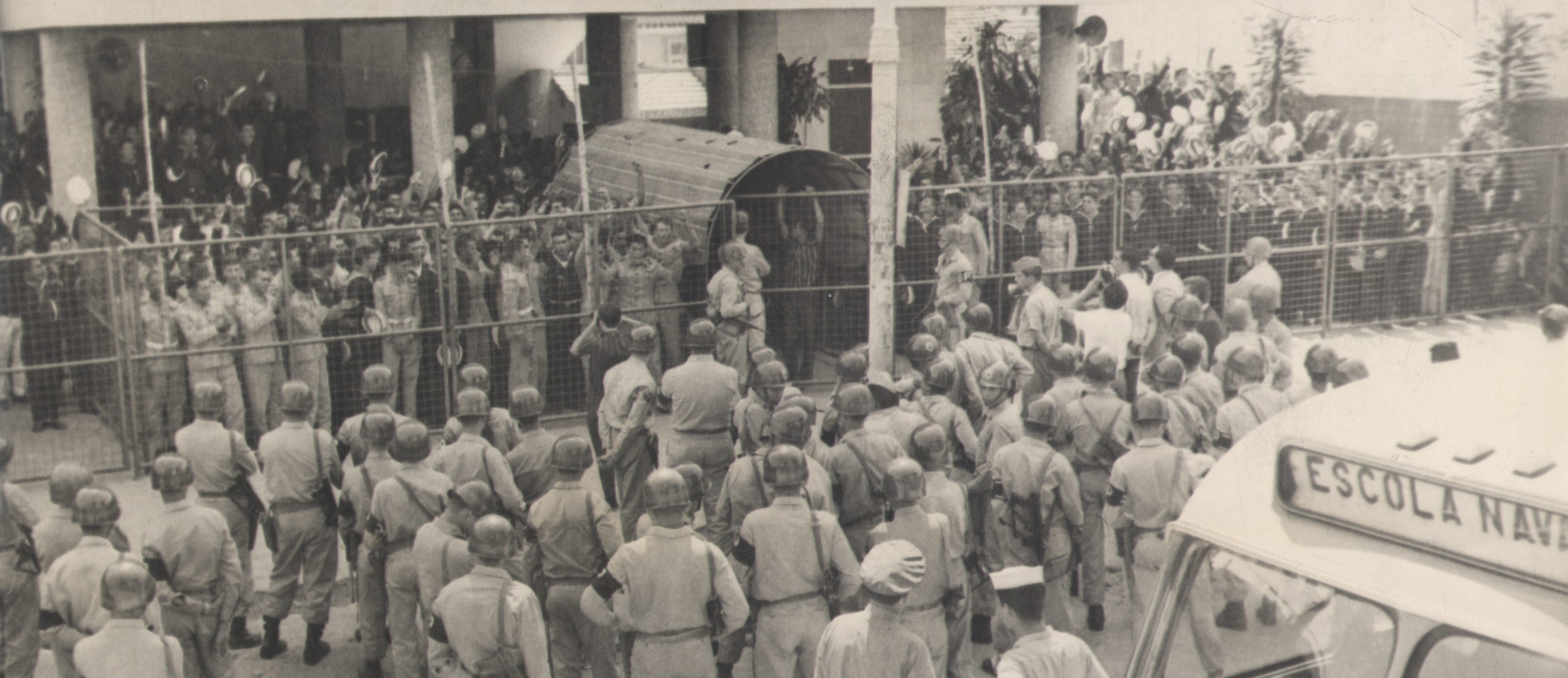
Fuzileiros navais confrontam marinheiros revoltosos no Sindicato dos Metalúrgicos do Rio de Janeiro

Além de sofrer uma tentativa de golpe na sua própria posse, Goulart foi alvo de preparativos para outra tentativa desde o início. Ainda no final de 1961 já havia alguns grupos conspiratórios, ainda que isolados na sociedade. A conspiração militar era descentralizada e mal organizada até as vésperas do golpe. Já os esforços civis para enfraquecer o governo eram melhor articulados, e sua desestabilização prévia foi crucial para o sucesso da intervenção militar. Os conspiradores militares esbarravam no “legalismo inercial” da maioria dos oficiais que não queria arriscar suas carreiras, e às vésperas do golpe a maioria dos militares não havia tomado partido.
Vários intelectuais especulavam da possibilidade de um golpe, e em março de 1964 a esquerda radical denunciava sua iminência, mas ele veio como grande surpresa. O presidente e seu círculo sabiam da atividade conspiratória, embora não conseguissem identificar seus focos. O Serviço Federal de Informações e Contrainformação (SFICI) captava mensagens dos conspiradores, mas pouco era feito, pois ele não era diretamente subordinado ao presidente e Argemiro de Assis Brasil, chefe do Gabinete Militar de 1963 a 1964, tinha uma atitude excessivamente confiante. Para evitar um golpe, o governo tinha como política o dispositivo militar, isto é, a ocupação dos comandos-chave com oficiais leais, além de esperar o apoio das baixas patentes.
O financiamento da oposição nas eleições de 1962 não faria sentido se o golpe já estivesse decidido, e houve esforços para afastar o presidente da esquerda. A conspiração adquiriu força a partir da restauração do presidencialismo em janeiro de 1963. Após a Revolta dos Sargentos e o pedido do estado de sítio, no final de 1963, muitos oficiais suspeitaram das intenções do presidente e aderiram à conspiração com intenção “defensiva”. A passagem do PSD à oposição, em 10 de março de 1964, foi considerada sinal pelos conspiradores civis e militares. A radicalização ao longo do mês alimentou a suposição de que o presidente daria um autogolpe. Parlamentares passavam a concordar com os conspiradores. Na memória militar, os eventos levaram à adesão dos indecisos e formaram o estopim para o golpe.

## Fatores, motivos e interpretações

### Reação aos movimentos sociais

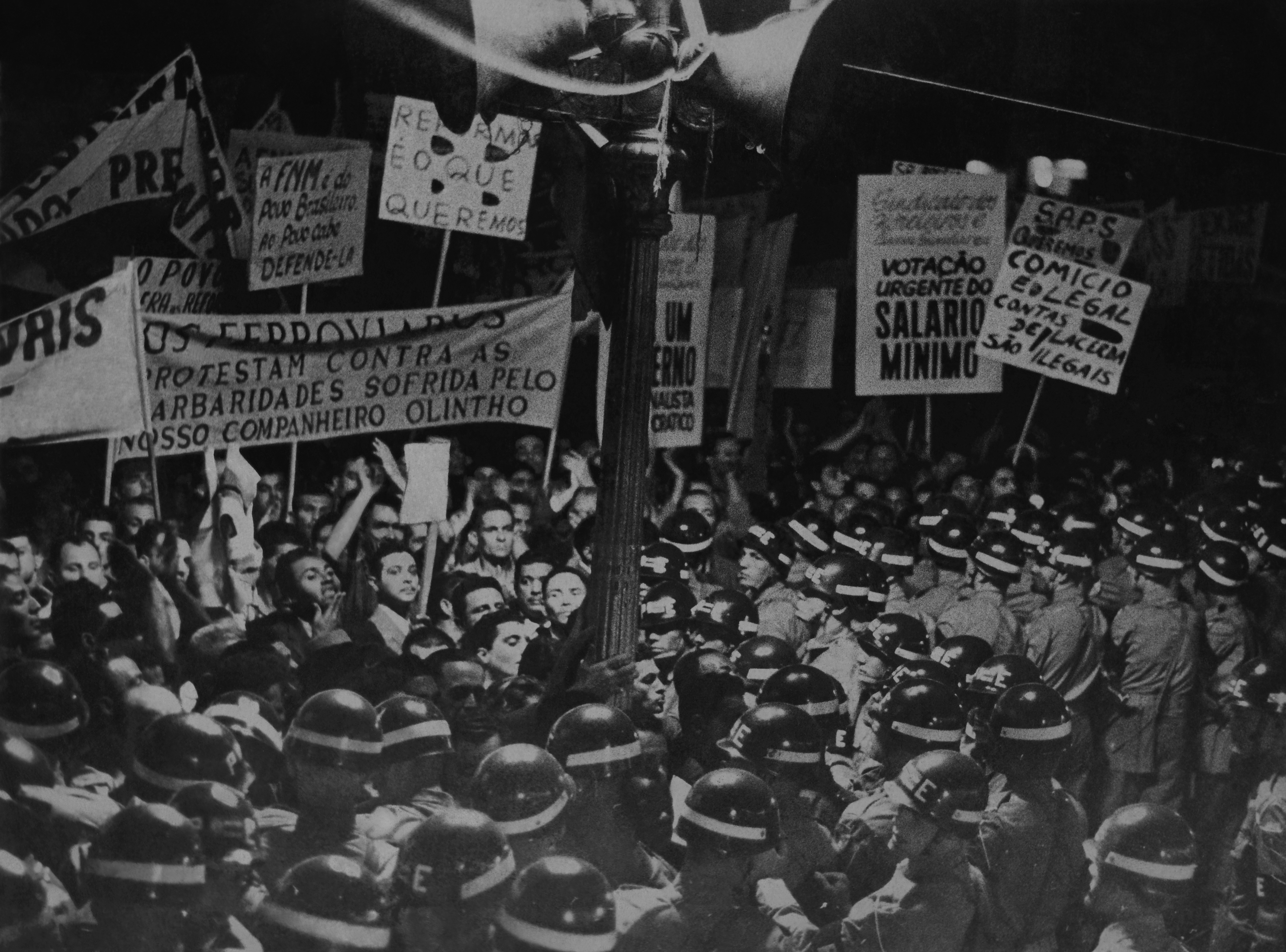
Comício a favor do presidente em 1963

Autores como o sociólogo Florestan Fernandes e os historiadores Caio Navarro de Toledo, Lucilia de Almeida Neves Delgado e Jacob Gorender interpretam o golpe como forma de derrotar a “crescente e autônoma organização da sociedade civil”, tendo caráter reativo e preventivo. Enquanto vários autores consideram uma vitória da esquerda impossível, para Gorender havia uma situação pré-revolucionária no início de 1964, e o golpe foi uma contrarrevolução. Para Octavio Ianni a situação era pré-revolucionária, mas sem a possibilidade de uma ruptura com as instituições como na Revolução Russa de 1917. Segundo autores como Ianni e Francisco Weffort, o populismo existente desde a Era Vargas entrou em colapso à medida que os trabalhadores passaram a agir de forma autônoma, enquanto os empresários ligados ao capital internacional abandonaram o sistema populista.
As greves constantes “são interpretadas como sinais positivos do avanço da consciência política dos trabalhadores”, mas também desgastavam o governo, incomodavam a população durante a suspensão dos serviços e alarmavam os empresários. A direita afirmava a iminência de uma “república sindicalista”. Depoimentos de militares enfatizam a ação dos sindicatos, considerando-os como cada vez mais capazes de pressionar o governo e infiltrados pelos comunistas. Para Edmundo Campos Coelho, isso refletia o temor de perderem sua própria influência sobre o governo, além de uma concepção orgânica da sociedade, na qual os ganhos de um grupo específico prejudicam a sociedade em geral. Os comunistas tinham, de fato, influência em sindicatos importantes. Goulart, por sua vez, era tolerante com os sindicalistas, permitiu a ascensão do PTB e PCB nos sindicatos e usou-os como ferramenta política, mas foi prejudicado por eles quando sua pressão inviabilizou o Plano Trienal. O presidente tentou recuperar seu controle e enfraquecer os mesmos sindicalistas anteriormente apoiados, mas sem sucesso, e ao final de seu governo tentou recompor o apoio sindical.
Nas Forças Armadas, a mobilização política das praças era rejeitada pelos oficiais como um atentado à hierarquia e disciplina militares, muito embora os oficiais fossem politicamente engajados. Em 1963, o discurso do subtenente Gelcy Rodrigues Côrrea — “pegaremos em nossos instrumentos de trabalho e faremos as reformas juntamente com o povo, e lembrem-se os senhores reacionários que o instrumento de trabalho do militar é o fuzil” — causou grave crise com os oficiais. A esquerda imaginava que os subalternos militares poderiam ser força em sua defesa, uma ideia considerada, mas que não chegou a uma organização concreta. Para os conservadores, as Forças Armadas estavam sendo subvertidas. Além disso, o presidente buscava o apoio dos subalternos militares, e sua atitude tolerante com a Revolta dos Marinheiros e discurso no Automóvel Clube deram a impressão de que “esporeava a crise”. Os atentados à hierarquia e disciplina são listados como uma das principais motivações do golpe pelos militares.
A historiografia concorda que havia problemas disciplinares nas baixas patentes das Forças Armadas nos anos 60, embora especificamente no Exército (e não na Marinha ou Aeronáutica) as evidências indiquem que os sargentos permaneceram leais. Muitos autores e grande parte da esquerda consideram a Revolta dos Marinheiros, em especial, como obra de agentes provocadores da Marinha ou da CIA. Outros mais recentes contestam tanto essas acusações quanto a opinião dos conservadores de que os subalternos militares estavam sendo subvertidos; em vez disso, eles são considerados agentes autônomos.

### Impasse das reformas de base

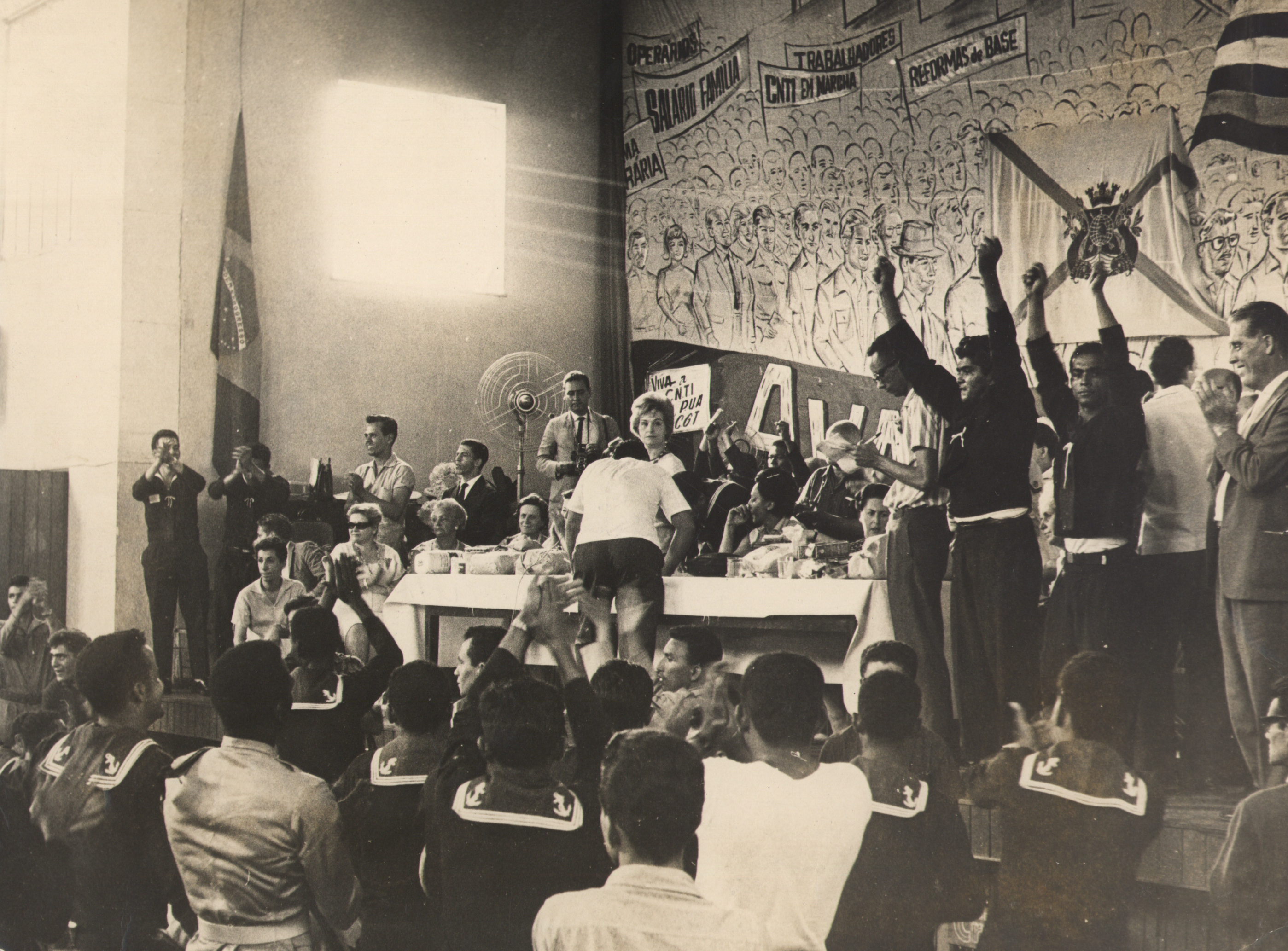
Reformas de base em cartazes durante a Revolta dos Marinheiros

Durante o golpe, Goulart afirmou a Tancredo Neves que o alvo não era ele, mas as reformas, e poderia ficar se as abandonasse. Vários autores concordam que o objetivo era impedir as reformas, pois beneficiavam e prejudicavam determinados setores da sociedade. Além das reformas em si, havia a associação feita à esquerda radical. Embora fizessem parte de um projeto nacional-desenvolvimentista de progresso capitalista, elas chegaram a ser tachadas de revolucionárias.
Uma visão contrária não considera as reformas como o motivo central, pois não eram integralmente rejeitadas e Goulart chegou a ter apoio entre conservadores no início do mandato. Grupos como proprietários rurais rejeitavam as reformas com força, enquanto alguns setores anticomunistas consideravam-nas um instrumento para afastar o comunismo, e isso era justamente um preceito da Aliança para o Progresso. A reforma agrária não era tabu, e mesmo o IBAD fez um simpósio sobre ela em 1961. Alguns autores consideram que ao longo do mandato houve margem para sua negociação. Os parlamentares oposicionistas não eram categoricamente contrários às reformas.
O insucesso das propostas é atribuído à falta de habilidade de negociação de Goulart (avaliação existente e também contestada), ou, entre autores com explicações conjunturais do golpe, pela “paralisia decisória” do sistema político, como descrito por Wanderley Guilherme dos Santos, e a radicalização e desrespeito mútuo pela democracia, segundo Jorge Ferreira e Argelina Figueiredo. Para Figueiredo, autora de Democracia ou reformas? Alternativas democráticas à crise política: 1961-1964 (1993), as possibilidades de realizar reformas dentro das instituições foram impedidas pelo radicalismo em ambos os lados, e os derrotados no golpe eram assim responsáveis em parte por sua derrota. Ela é criticada por tirar o “foco de sua explicação da direita civil e militar, do IPES, da Embaixada dos EUA, etc.” e pelo seu entendimento de uma esquerda não democrática. Para Moniz Bandeira, Jango caiu justamente por ter tentado conciliar.

### Anticomunismo

#### Goulart e os comunistas

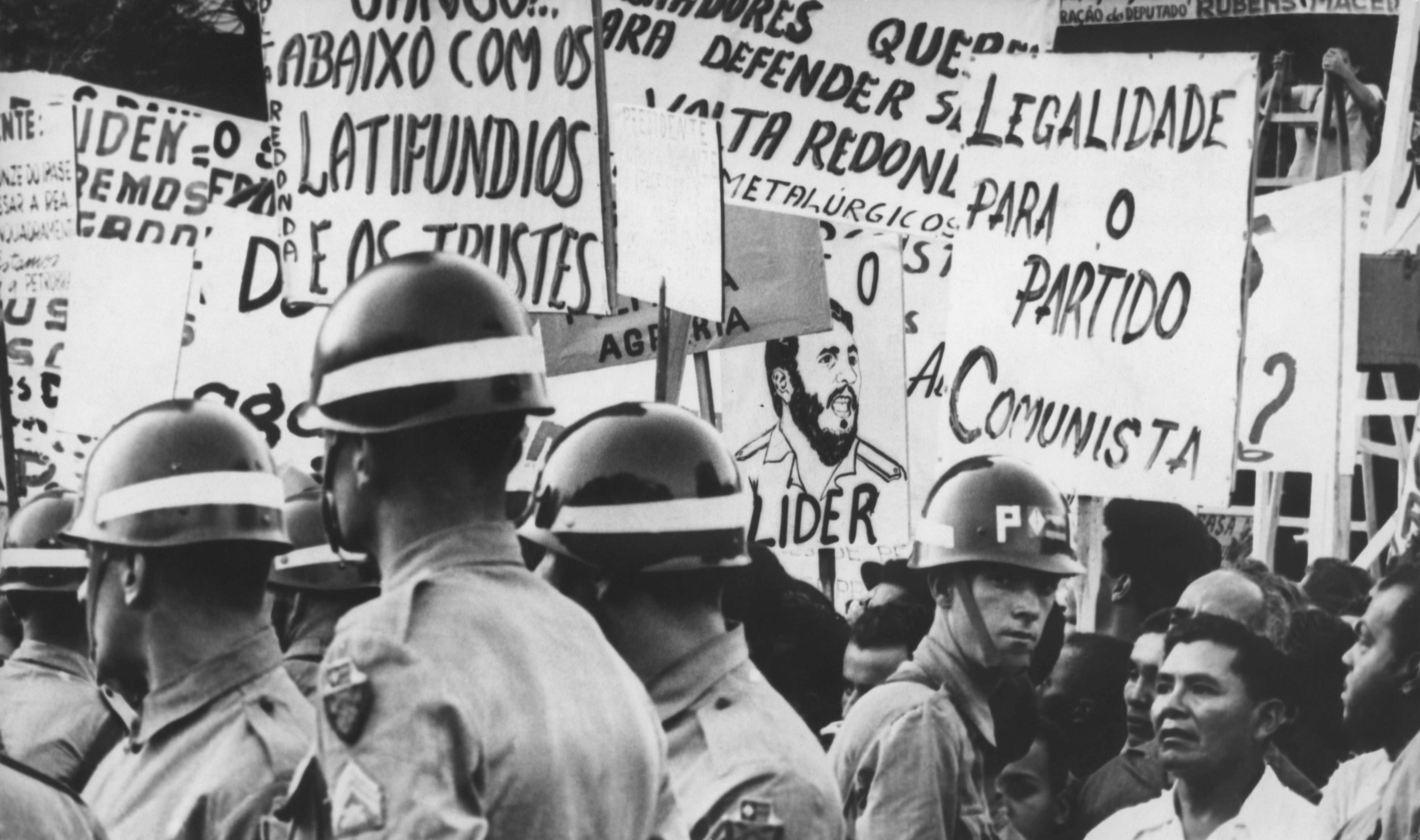
Cartazes no Comício da Central

O anticomunismo é considerado elemento fundamental do golpe tanto em estudos quanto entre os militares. O período 1961-1964 foi um ponto alto do sentimento anticomunista no país. Ele estava associado à Guerra Fria, com os anticomunistas brasileiros, em sua maioria, sendo favoráveis aos americanos e considerando o comunismo como obra do imperialismo soviético, mas o sentimento tinha raízes locais desde os anos 30, quando ocorreu a Intentona Comunista.
O problema não seria a pessoa de Goulart, mas as pressões que receberia dos comunistas. Jango era o responsável por transformar o PTB de um dique contra o comunismo a um aliado do PCB, e a tentativa de impedir sua posse em 1961 já tinha motivação anticomunista. Os anticomunistas não acreditavam que ele fosse marxista, mas temiam que sua aliança abrisse caminho para o avanço dos comunistas. Nos depoimentos na História Oral do Exército há unanimidade de que os comunistas estavam infiltrados no governo, mas não na associação de Jango ao comunismo. Olímpio Mourão Filho achava que Goulart não era comunista, mas ele e Brizola seriam mortos pelos comunistas e Luís Carlos Prestes tomaria o poder. A distinção continua a ser feita em alguns escritos de militares no século XXI. Uma opinião semelhante fora do meio militar é a de Lincoln Gordon, para o qual Jango daria um golpe não comunista mas em seguida, devido à sua incompetência, seria vítima de um golpe comunista.
O PCB tinha influência nos sindicatos, intelectualidade e governo, mas ela era exagerada por seus inimigos. Os anticomunistas bem informados pensavam num golpe presidencial com apoio comunista, mas falavam à população de uma revolução comunista iminente. O rótulo comunista era também usado para toda a esquerda radical — a direita militar tinha uma definição elástica de quem era comunista. Após o golpe, houve surpresa com a fragilidade dos comunistas. Além disso, o PCB acreditava numa revolução em etapas, sendo a primeira pacífica, democrático-burguesa e em aliança com a “burguesia nacional”. A revolução socialista imediata era desejada por grupos menores. Os militares, pelos preceitos da Doutrina da Guerra Revolucionária, não acreditavam no pacifismo do PCB, considerando-o uma dissimulação com fins psicológicos e a primeira etapa na sua tomada do poder.

#### Doutrina da Guerra Revolucionária

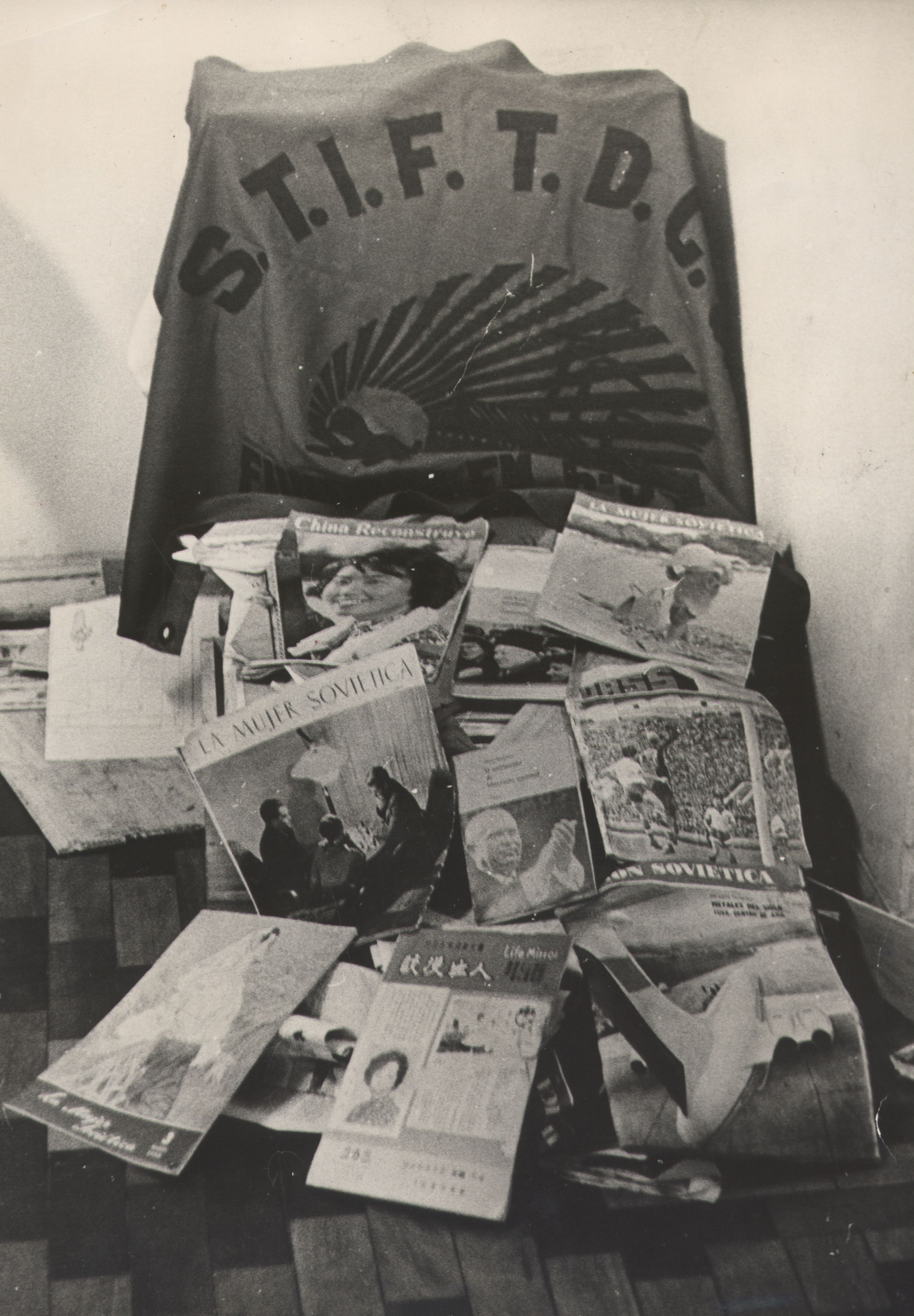
“Material subversivo apreendido” em abril de 1964

A Doutrina da Guerra Revolucionária era ensinada aos oficiais e divulgada por civis, como o deputado udenista Bilac Pinto e o jornal O Estado de São Paulo, de Júlio de Mesquita Filho. Ela concebia cinco etapas do avanço comunista. Após a primeira, com a ação psicológica, a segunda seria a formação de uma rede de organizações locais e a infiltração no aparelho estatal. A agitação social em curso era vista como prova dessa etapa. As duas primeiras, embora sem sangue, eram consideradas as mais críticas e difíceis de combater. Na terceira etapa surgiriam a guerrilha e o terrorismo, na quarta, zonas livres fora do alcance do Exército, e na quinta, a tomada violenta do poder por um exército revolucionário. Conforme os teóricos da Doutrina, a intenção dos subalternos militares de reagir com armas a um golpe e a organização das Ligas Camponesas e Grupos dos Onze constituíam a terceira etapa da guerra revolucionária no Brasil.
No campo, as Ligas Camponesas atraíam temores. A direita via potencial revolucionário no homem do campo brasileiro, o que serviu de justificativa para o golpe como uma defesa da legalidade. Parte da esquerda pensava o mesmo, e alguns membros das Ligas chegaram a formar um movimento guerrilheiro, o Movimento Revolucionário Tiradentes. A organização recebeu apoio de Cuba. Ao ser descoberta e desbaratada em 1962, teve repercussão desproporcional a seu pequeno tamanho. Porém, a forte reação que os golpistas esperavam no Nordeste não se materializou. Em Pernambuco, os focos de reação camponesa que chegaram a aparecer estavam desarmados.
Os Grupos dos Onze eram associados ao comunismo e guerra revolucionária, gerando medo entre os conservadores. Eles existiam aos milhares e foram formados como futuro “embrião de um partido revolucionário”, com a função de resistir a um golpe. Segundo Brizola, sua função seria legalista e eles não tinham caráter paramilitar. Conforme um de seus assessores, havia planos para usá-los sob o comando de sargentos, participando da ocupação de quartéis e prendendo oficiais. Porém, durante o golpe eles não esboçaram reação, pois ainda não tinham organização concreta. A imprensa havia publicado muitas ações atribuídas a eles, mas eram em sua maioria imaginadas.

### Legalidade e democracia

#### Nos discursos

Ação Democrática, publicação do IBAD

Nenhum dos lados do espectro político declarava-se antidemocrático, mas as concepções de democracia eram diferentes: para a esquerda, sinônimo das reformas, e para a direita, do formalismo jurídico. Um caráter antidemocrático das esquerdas é tese controversa. Entre a direita, a democracia podia ser associada à restrição de liberdades para combater as ideologias perigosas ou significar apenas a livre iniciativa. A palavra era comum no nome dos grupos anticomunistas, nos quais podia ser apenas um rótulo vazio, embora para muitos o futuro autoritário foi uma decepção.
Os golpistas tomaram para si a bandeira da legalidade, usando um discurso defensivo enquanto conduziam sua ofensiva. A defesa da legalidade e da Constituição, não explicitamente direcionada contra o governo, apareceu em março de 1964 nos discursos na convenção do PSD. A Ordem dos Advogados do Brasil acusava o presidente de ameaçar a ordem jurídica. Entre militares, a partir de 1963 surgiam documentos justificando o uso da força em termos jurídicos, como a circular reservada divulgada por Castelo Branco em 20 de março de 1964. Castelo cultivou uma imagem de legalista, o que ajudou a obtenção de adesões. A Constituição e a Revolução Constitucionalista eram temas fortes na Marcha da Família em São Paulo. Nos editoriais dos jornais durante o golpe, o rompedor da legalidade era o governo. Parlamentares justificaram o afastamento do presidente como uma forma de defender o regime democrático.
Essa legalidade podia ser “vinculada a uma lei moral, tradicional e cristã” ou mesmo a “uma legalidade revolucionária ligada à vontade popular”. A ilegalidade seriam as ações do CGT, a quebra da hierarquia nas Forças Armadas, o caos e desordem generalizados, a realização das reformas de base por meios inconstitucionais e intenções continuístas e golpistas do presidente.

#### Acusações de caudilhismo
Havia a acusação de caudilhismo, distinta do anticomunismo mas agravada por ele. Goulart era considerado caudilho potencial ou presente por Carlos Lacerda, por vários jornais, apontando oportunismo, paternalismo e tendências ditatoriais, e por Afonso Arinos, para o qual o caudilhismo era uma herança getulista e havia também bonapartismo. Lincoln Gordon acreditava numa ditadura janguista de caráter nacionalista, nos moldes de Vargas e Juan Perón. Alguns militares temiam também a transformação das Forças Armadas em milícias governistas.
Dois momentos deram margem a interpretações de golpismo do presidente. Em 1962 o comandante do Terceiro Exército declarou-se incapaz de manter a ordem se o Congresso não antecipasse o plebiscito do parlamentarismo, o que foi somado a outras pressões. No ano seguinte, durante o pedido de estado de sítio, as tropas saíram à rua no Recife e foi denunciada uma operação de paraquedistas contra Carlos Lacerda; haveria assim intervenção contra o governador direitista da Guanabara e o esquerdista de Pernambuco, Miguel Arraes. Naquele momento, também a esquerda denunciou um golpe do presidente. Em março de 1964, as propostas do presidente foram recebidas com muita suspeita: o direito de voto para os analfabetos, um plebiscito pelas reformas, a delegação de poderes legislativos ao Executivo e uma revisão na lei eleitoral abriria uma brecha para a concorrência de parentes consanguíneos e afins, como Brizola (cunhado do presidente), e mesmo permitiria a reeleição.
Alguns autores discernem golpismo nas ações de Jango, como Marco Antonio Villa e Leandro Konder, para o qual a exiguidade dos prazos e inexistência de consenso permitem ver golpismo na proposta da reeleição. Porém, em 1962, 1963 e 1964 não há evidências empíricas firmes de intenções golpistas de Goulart. Há também evidência de que em 1962 ele recusou propostas de fechar o Congresso como as feitas por Brizola e o general Amaury Kruel, então chefe do Gabinete Militar. Moniz Bandeira teria ouvido do próprio Jango que Brizola propôs o golpe de Estado em vários momentos, mas ele recusou. Lincoln Gordon afirmou em 1966 ter “bem mais evidências sólidas do que acusações na imprensa brasileira antigovernista” das intenções ditatoriais, mas em 2005 disse não ter mais evidências para isso do que os rumores na imprensa.

### Opinião pública

#### Nas manifestações e imprensa

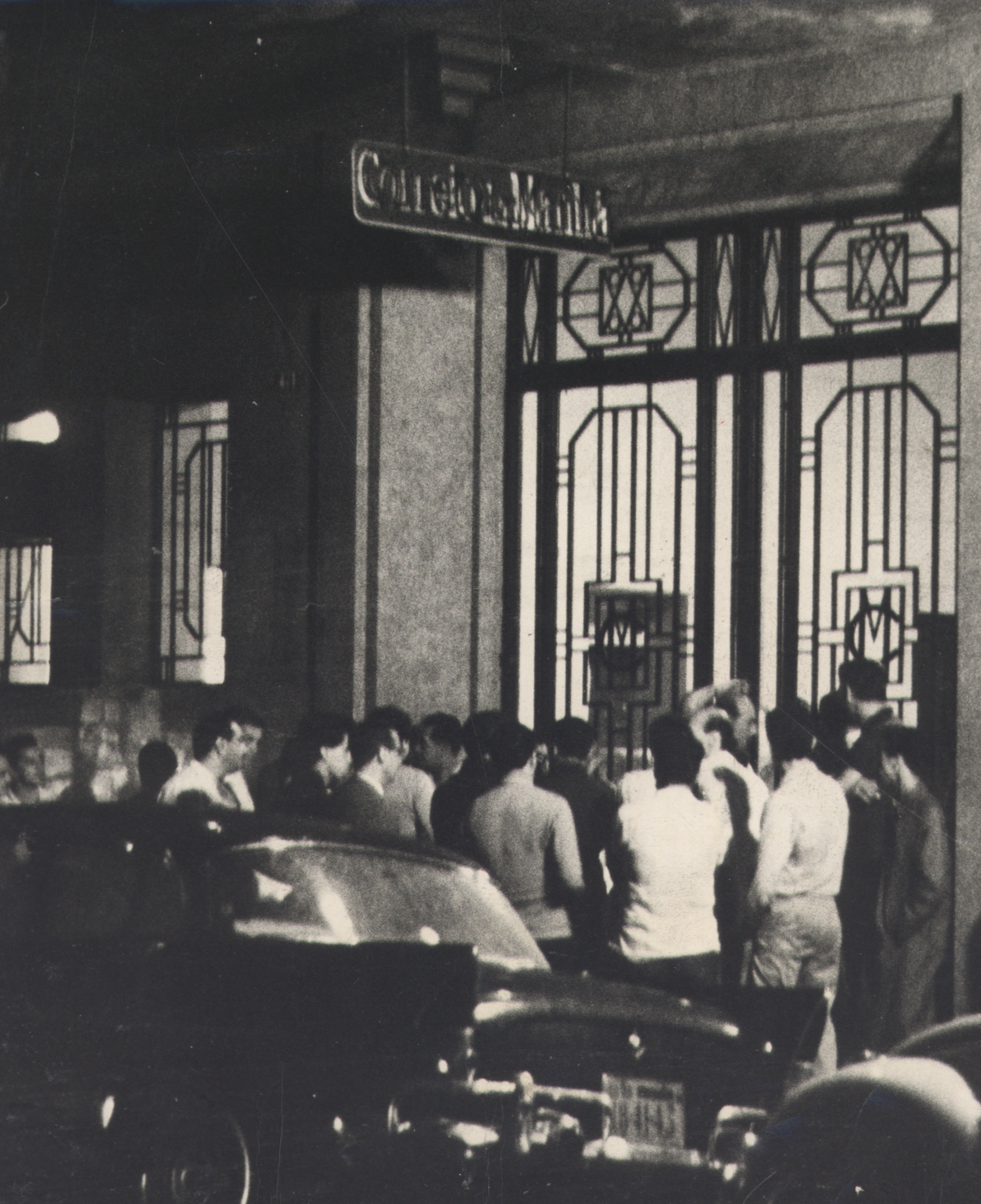
Aglomeração no Correio da Manhã aguarda o lançamento da edição extra sobre o golpe

Os conspiradores consideravam o respaldo da opinião pública como importante para desencadear a ação. Na memória dos militares, a Marcha da Família, a classe média, as mulheres e a imprensa cobraram e legitimaram uma intervenção. As Marchas da Família, fenômeno iniciado em São Paulo e multiplicado para muitas outras cidades brasileiras, demonstravam uma oposição mobilizada e socialmente heterogênea. Apesar dessa base social, não houve genericamente um apoio da sociedade, mas um apoio de uma parte.
A frente oposicionista englobava “banqueiros, empresários, industriais, latifundiários, comerciantes, políticos, magistrados e classe média” — especialmente a classe média urbana de profissionais liberais, pequenos empresários e donas de casa. A classe média predominava, mas também compareceram operários. O IPES participou da organização da Marcha de forma a mobilizar a classe média para seus fins. Porém, ela não foi passivamente usada como instrumento e tinha seus próprios motivos, temendo o que poderia perder numa redistribuição radical. Além disso, muitas atividades antigoverno eram obra de grupos locais motivados pela conjuntura e com demandas especificamente locais, não refletindo apenas os estímulos nacionais.
As marchas consideravam ameaçadas as liberdades individuais e os valores cristãos e tinham ideologia antipopulista (contra a “demagogia, a desordem e a corrupção”) e anticomunista (contra o ateísmo e totalitarismo). Empenharam-se sindicatos patronais, entidades civis e de classe e entidades femininas como a Campanha da Mulher pela Democracia. A presença feminina foi importante na organização dos eventos e na evocação da família e religião. O anticomunismo podia ter caráter religioso, predominantemente católico mas ecumênico, existindo também entre protestantes, judeus, espíritas e mesmo umbandistas. Padres (como Patrick Peyton), pastores e rabinos participaram das marchas. Porém, a Igreja Católica estava dividida; os conservadores eram provavelmente a maioria. No protestantismo brasileiro a adesão mais visível era da Igreja Presbiteriana, mas o golpe também foi aceito em publicações batistas, metodistas, das Assembleias de Deus e outras.
A grande imprensa abriu o caminho para a deposição do presidente, pediu-a em editoriais e celebrou sua ocorrência. O Jornal do Brasil, Correio da Manhã, O Globo, Folha de S. Paulo e O Estado de S. Paulo defenderam abertamente a deposição, sendo famosos os editoriais “Fora!” e “Basta!” do Correio da Manhã durante o golpe. O Estado de S. Paulo, O Globo e a Tribuna da Imprensa estiveram na conspiração. Entre os jornais importantes, o único que não aderiu foi Ultima Hora. Sua redação foi depredada durante o golpe, situação inversa de 1954, quando após o suicídio de Vargas O Globo e a Tribuna da Imprensa tiveram suas redações atacadas. O Semanário também não aderiu.

#### Pesquisas de opinião

A Marcha da Família em São Paulo

Pesquisas do IBOPE à época revelam um público com boa imagem de Goulart, desejoso das reformas e anticomunista sem associar o comunismo às reformas ou Goulart. Em março de 1964, na cidade de São Paulo o governo era avaliado por 42% como ótimo ou bom e 30% como regular, e 79% consideravam as reformas de base necessárias, seja com urgência ou com moderação. Esse apoio era focado em reformas para setores específicos, e não tanto com efeito geral: nas capitais a média de apoio à reforma agrária era de 70%, com apoio inclusive das classes média e alta, e o voto aos subalternos militares era também aceito, mas havia rejeição ao voto aos analfabetos. Na eleição de 1965, 19% preferiam candidatos de esquerda (Miguel Arraes e Leonel Brizola), 45% de centro (Magalhães Pinto e JK) e 23% de direita (Carlos Lacerda e Ademar de Barros). 48,9% votariam em Jango se ele pudesse disputar a reeleição. Com uma seleção menor de candidatos, havia 37% de intenção de voto em JK e 25% em Lacerda.
Quanto ao comunismo, em São Paulo em fevereiro, 44% consideravam-no um perigo em crescimento; em março, 68% consideravam-no um perigo e 80% eram contra legalização do PCB. Em 1963, 63% dos cariocas concordaram com a proibição do Congresso de Solidariedade a Cuba. Porém, em março de 1964 apenas 16% dos paulistanos consideravam as medidas propostas pelo presidente como um caminho para o comunismo, e 10% como demagogia.
Nas pesquisas após o golpe há uma mudança de opinião sobre Goulart, com 54% dos paulistanos em maio considerando sua deposição benéfica. 55% concordavam com as visões golpistas de que ele fecharia o Congresso ou levaria o Brasil ao comunismo. Na Guanabara havia apoio aos expurgos e rejeição à anistia. Porém, em São Paulo e na Guanabara os entrevistados queriam eleições diretas e uma sucessão a um governo civil, e em 1965 havia elevada insatisfação com o governo de Castelo Branco e especialmente a economia.

### Influência americana

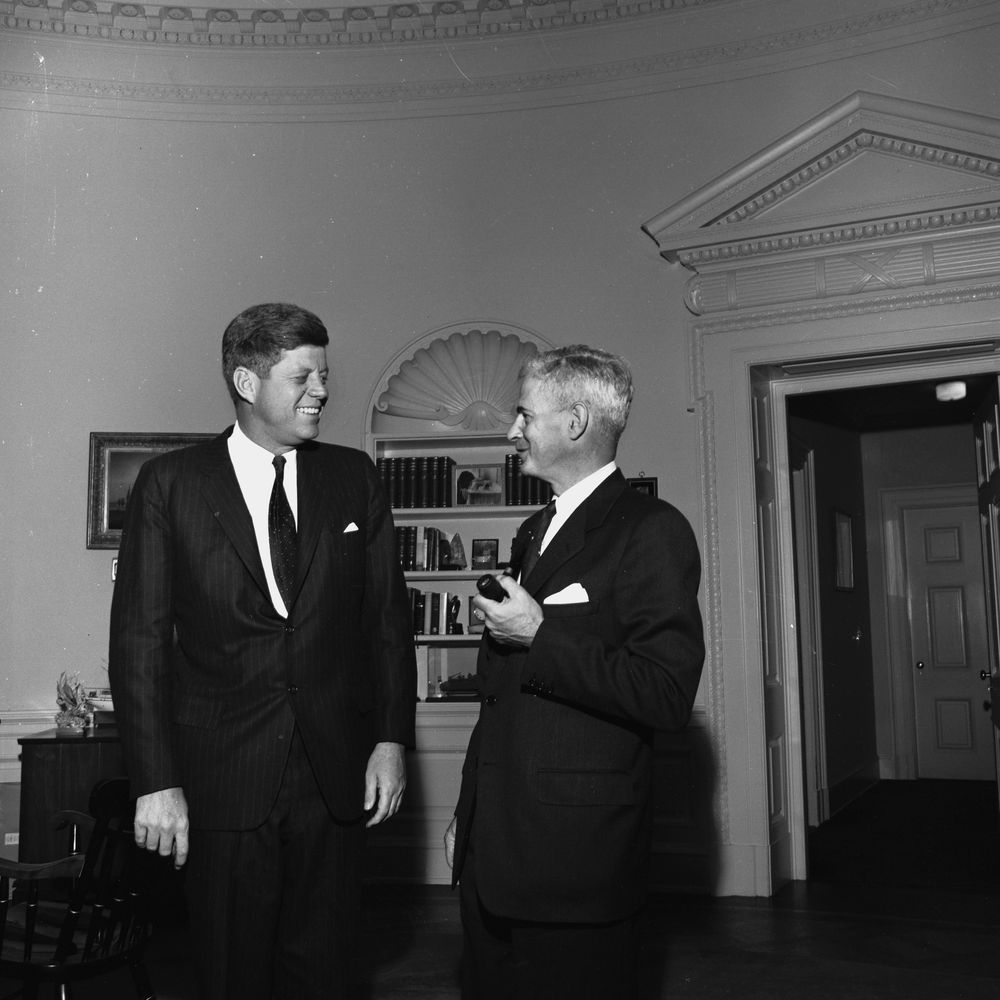
Kennedy e Lincoln Gordon (dir.)

Desde sua posse, Goulart foi alvo de suspeitas na Casa Branca devido às suas ligações passadas nos sindicatos. Porém, a deterioração das relações bilaterais foi gradual. Os fatores eram vários, como a Lei da Remessa de Lucros direcionada às empresas estrangeiras, as divergências quanto a Cuba, uma ameaça de romper com os EUA e buscar crédito soviético em 1962, a interpretação de Lincoln Gordon de que Goulart daria um golpe, o fracasso da estabilização pelo Plano Trienal, as encampações de empresas americanas por Brizola e motivos econômicos. Em Washington também havia preocupação com as Ligas Camponesas e com o apoio cubano à guerrilha descoberta em 1962.
Uma revisão em 2018 definiu o papel americano no mandato de Goulart como de aumentar as chances de ocorrência e sucesso de uma rebelião, mas com a dinâmica da crise ainda fundamentalmente brasileira. Uma crise brasileira com a influência americana pesando em favor da oposição é a opinião de vários historiadores. Por outro lado, nos anos 60 e 70 acadêmicos marxistas punham bastante ênfase no fator americano. Num dado momento os EUA decidiram favorecer a deposição de Goulart, mas a cronologia e os motivos são controversos. O momento pode ser situado desde 1962 até o final de 1963, e as atitudes no início do mandato, como formas de pressionar, não derrubar, o presidente brasileiro.
Além do financiamento de candidatos nas eleições de 1962 e do direcionamento de recursos aos governadores oposicionistas, a negociação dos créditos americanos, cruciais para a economia brasileira e facilmente concedidos a Jânio, foi difícil para Jango, pois os créditos foram condicionados à estabilização econômica e distanciamento da esquerda radical nos sindicatos. Em um telegrama de 28 de março de 1964, Gordon mencionou como em curso no Brasil “operações secretas de manifestações de rua pró-democracia ... e encorajamento [de] sentimento democrático e anticomunista no Congresso, nas Forças Armadas, grupos de estudantes e trabalhadores pró-americanos, igreja, e empresas”.
Ainda em julho de 1962, Lincoln Gordon discutiu favoravelmente com John F. Kennedy a possibilidade de um golpe militar no Brasil. A CIA monitorava as conspirações militares por mais de dois anos antes do golpe e em 1963 procurou um grupo militar para apoiar. O plano de contingência de dezembro de 1963 menciona contatos secretos com os conspiradores brasileiros e, de quatro hipóteses, tem duas improváveis, uma semelhante ao ocorrido de fato (o afastamento de Goulart e posse de Ranieri Mazzilli) e uma com um conflito no Brasil. No caso de conflito, seria fornecido apoio logístico à oposição, mas primeiro era necessária a formação de um governo provisório alternativo, com o reconhecimento internacional de um estado de beligerância. Afonso Arinos já confessou ter sido nomeado em Minas Gerais para buscar o reconhecimento no exterior.
A operação logística tinha como intermediário no Brasil o general José Pinheiro de Ulhoa Cintra, de confiança de Castelo Branco. Durante o golpe, foi Castelo Branco quem informou os americanos que o apoio logístico não era necessário, e assim, a operação foi desativada. Denominada Brother Sam, a operação acionada durante o golpe esteve constituída do carregamento de petroleiros no Caribe e munições em bases aéreas e a partida de uma força-tarefa naval capitaneada pelo porta-aviões USS Forrestal, ancorado na Virgínia. Os navios chegariam ao litoral brasileiro a partir de 10 de abril, mas com o cancelamento, retornaram aos portos. A operação não previa o desembarque de tropas, embora um plano terrestre tenha sido discutido em Washington. Embora sua função fosse desembarcar combustível e munição para a oposição, a força-tarefa acabaria também tendo efeito intimidatório.

### O projeto do IPES
Uma análise marxista clássica do golpe é 1964: A Conquista do Estado (1981), de Dreifuss. O livro foca nos empresários ligados ao capital internacional que emergiram nos anos 50 e, no governo de Goulart, concluíram que para concretizar seus interesses seria preciso “conquistar o Estado”. Eles tinham um projeto de Estado — “restringir a organização das classes trabalhadoras; consolidar o crescimento econômico num modelo de capitalismo tardio, dependente, com alto grau de concentração industrial integrado ao sistema bancário e promover o desenvolvimento de interesses multinacionais e associados na formação de um regime tecnoempresarial”. Para realizá-lo, o IPES e IBAD trabalharam para desestabilizar o presidente. Sua atuação é bem documentada. Após o golpe, ipesianos como Delfim Neto, Roberto Campos e Otávio Gouveia de Bulhões galgaram pontos estratégicos do aparelho estatal e conduziram suas reformas econômicas, enquanto Golbery do Couto e Silva, também um ipesiano, criou o Serviço Nacional de Informações.
A interpretação é críticada por diminuir a importância dos militares no golpe e ignorar sua tradição estatista, que foi posteriormente implantada na ditadura, contradizendo o liberalismo econômico do IPES e assim, o sucesso de seu projeto. Contra isso, argumenta-se que o papel do Estado na economia era reconhecido como parte do projeto. Também já se chamou atenção ao fracasso de muitos dos esforços do IPES, o que foi reconhecido por Dreifuss, mas esse fracasso pode ter sido justamente o motivo do golpe. Escritos de militares tratam o golpe como obra de uma conspiração militar apoiada por grupos econômicos e não o inverso, como aparece na literatura político-sociológica. Para Carlos Fico, a obra não distingue entre a desestabilização e a conspiração contra o governo de Goulart. A desestabilização, como a propaganda do IPES, tinha caráter mais civil e não necessariamente conduziria à derrubada do governo, podendo, por exemplo, apenas alterar o jogo nas eleições.
A conspiração do “complexo IPES/IBAD” e da Escola Superior de Guerra (ESG), a “Sorbonne”, incluía os generais Castelo Branco, Golbery do Couto e Silva, Antônio Carlos Muricy e Osvaldo Cordeiro de Farias, sendo conhecidos como os “modernizadores”. Seu movimento não era o único; Dreifuss também identificava os “extremistas de direita” e os “tradicionalistas”. Os primeiros, também conhecidos como a linha-dura, estavam especialmente ligados aos empresários paulistas e incluíam o brigadeiro João Paulo Moreira Burnier. Os últimos representavam as elites menos dinâmicas, grupos partidários, governadores e militares sem treinamento da ESG, como Artur da Costa e Silva, Olímpio Mourão Filho, Amaury Kruel e Joaquim Justino Alves Bastos. Eles não tinham o projeto de Estado dos “modernizadores” e opunham-se ao governo por motivos mais reativos. Os “tradicionalistas” tinham mais comandos militares e portanto iniciaram o golpe, mas o poder passou aos “modernizadores” devido à sua base social mais forte.

### Mudanças no pensamento militar
A ESG desenvolveu a Doutrina de Segurança Nacional (DSN), considerada o “conteúdo doutrinário e ideológico para conquista e manutenção do poder a partir de 1964”. Centrada no binômio segurança e desenvolvimento, “visava submeter todas as atividades nacionais a uma política de segurança, destinada a rechaçar o comunismo e transformar o Brasil em uma potência capitalista”. Influenciada, mas não importada dos Estados Unidos, concebia a aliança a Estados fortes, a guerra total, com a defesa nacional envolvendo toda a população, e o combate ao inimigo interno. A ESG queria formar elites civis e militares competentes para conduzir a sociedade nas exigências da guerra total.
Porém, embora a ESG fosse importante think tank e ponto de contato entre civis e militares, no início dos anos 60 seu corpo teórico não era sistematicamente disseminado entre a oficialidade. A inovação teórica com grande difusão era a Doutrina da Guerra Revolucionária. De influência francesa, era distinta da DSN, que, porém, assimilou seus conceitos. Ela permitia uma leitura dramática da conjuntura e a conclusão de que a democracia liberal, os direitos civis e mesmo as Convenções de Genebra seriam incapazes de superá-la.
Conforme o cientista político americano Alfred Stepan, autor de The Military in Politics: Changing Patterns in Brazil (1971), outro desenvolvimento foi a percepção da decadência e inoperância do sistema político. Somado ao sentimento dos oficiais de que estavam capacitados pela DSN, isso permitiu a permanência do poder nas suas mãos após o golpe; assim, foi rompido um padrão de agir como poder moderador, derrubando governos civis e instalando outros. A ideia do padrão moderador é semelhante à defendida por Robert W. Dean, conselheiro da seção da embaixada dos Estados Unidos em Brasília, ainda em 1964. As teses de Stepan, especialmente o poder moderador, são bastante conhecidas e já foram criticadas por outros autores.

## Geografia das operações

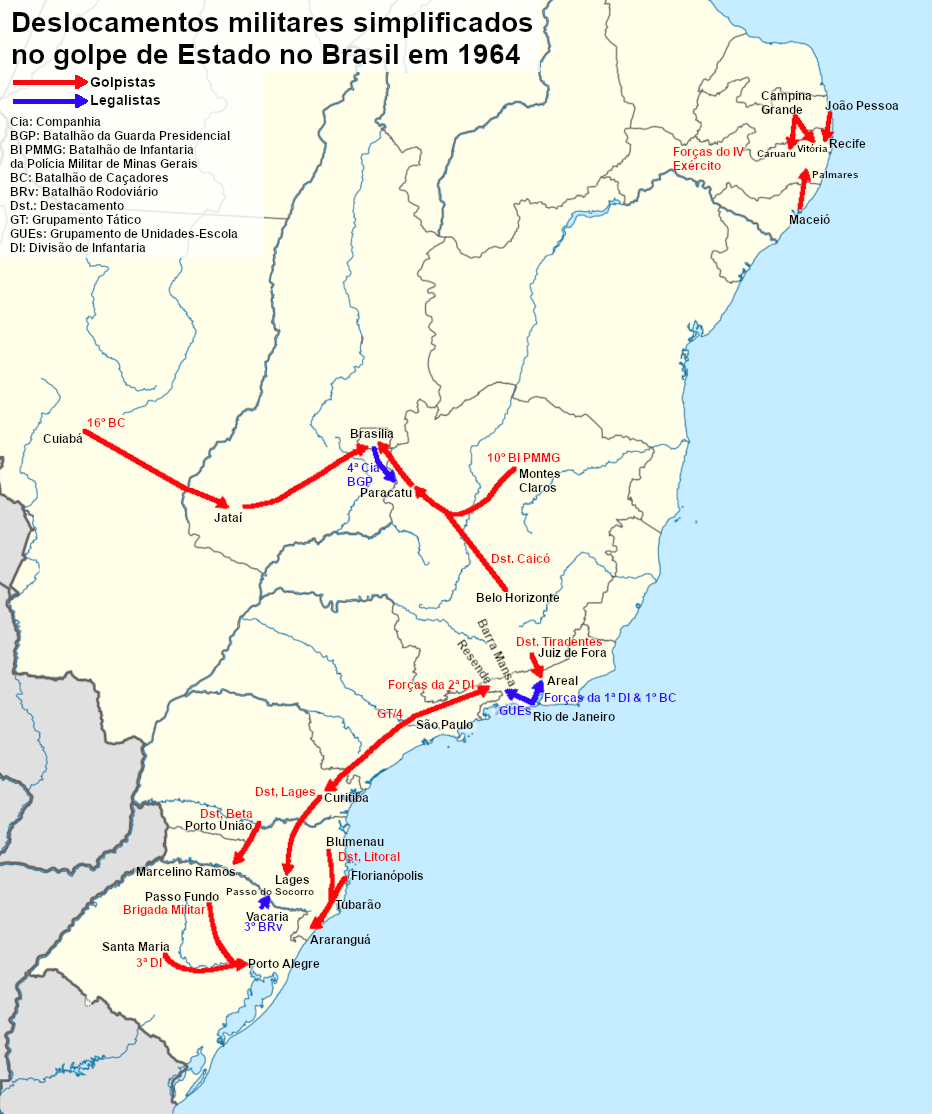
Deslocamentos militares durante o golpe

O maior objetivo dos golpistas era o Rio de Janeiro. Embora Brasília fosse a nova capital, “o Rio continuava a capital política e, em verdade, a grande caixa de ressonância de todos os eventos nacionais importantes.” Ali estavam os generais Castelo Branco e Costa e Silva. Castelo Branco, chefe do Estado-Maior do Exército e representante da facção dos “modernizadores”, tinha grande prestígio e servia assim de mais importante nexo da conspiração. Costa e Silva liderava um grupo de oficiais mais ligados à tropa. A cidade concentrava os números e poder de fogo do Primeiro Exército. Ela era igualmente a prioridade do governo, que ali concentrou os oficiais fiéis. Sem comandos na cidade, aos conspiradores restava uma ofensiva a partir de São Paulo e Minas Gerais.
Paralelamente, haveria rebelião no Nordeste e no Sul. Os generais Amaury Kruel e Joaquim Justino Alves Bastos, respectivamente comandantes do Quarto Exército, no Recife, e Segundo Exército, em São Paulo, aderiram à conspiração. Benjamim Galhardo, do Terceiro Exército, não havia aderido, mas a conspiração chegava até dentro do seu QG. Em Minas Gerais a conspiração estava articulada entre Mourão Filho, seu subordinado, o general Carlos Luís Guedes, e o governador Magalhães Pinto. Como a presença do Exército era fraca, a Polícia Militar de Minas Gerais (PMMG) foi preparada para o combate (embora os recursos bélicos também fossem mínimos) e incorporada aos planos. O governador também negociou com o Espírito Santo para que o porto de Vitória pudesse ser usado para receber suprimentos (especialmente americanos) durante o conflito, com o corredor defendido pela PMMG. Mourão pensava numa operação surpresa para entrar com as forças de Juiz de Fora na Guanabara, enquanto Guedes queria avançar até a fronteira com o Rio, aguardar a reação e decidir sobre o avanço.

## Antecipação da data

### Decisão em Minas Gerais

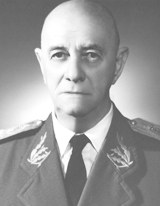
O general Mourão Filho

Em 29 de março, a largada foi marcada pelo grupo de Castelo Branco para o dia 2 de abril, coincidindo com uma grande passeata como a Marcha da Família no Rio de Janeiro. O CGT denunciava que ocorreria um golpe nessa data. Outra data citada era a noite de 10 de abril, começando em São Paulo. A deflagração poderia também iniciar com uma senha, que seria a prisão de Castelo Branco; sua exoneração era iminente e ele recusaria a entregar o cargo. As lideranças em São Paulo e Rio de Janeiro não pretendiam dar a liderança do movimento a Minas Gerais, sabendo de sua fraqueza militar, mas as lideranças mineiras deliberadamente anteciparam o início à sua revelia, o que foi possível graças à descentralização da conspiração, ainda que os grupos estaduais estivessem conectados.
No fragor da Revolta dos Marinheiros, em 25 de março Magalhães Pinto sondou Castelo Branco e Kruel quanto à participação e convocou Guedes, Mourão e o marechal Odílio Denys a uma reunião no aeroporto de Juiz de Fora no dia 28. Antes disso, Mourão ainda visitou Belo Horizonte. O governador tinha motivos para pressa — em abril Guedes seria substituído e Goulart faria um comício na capital mineira. Além disso, é possível que tenha precipitado o movimento para reverter sua situação precária na UDN, onde Lacerda predominava. Ele tentou tirar proveito eleitoral do golpe para sua pré-candidatura presidencial de 1965. Para Mourão também havia um motivo para pressa — sua compulsória iminente. Mas entre esses três havia conflitos de interesse. Guedes estava sob influência do IPES, que procurava restringir Mourão e tinha projeto diferente do de Magalhães, enquanto entre Mourão e Magalhães surgiu uma disputa pela liderança do movimento. Os relatos de Guedes e Mourão se contradizem, cada um exaltando a si mesmo.
Pelos relatos de Guedes e Rubens Bayma Denys, filho do marechal, Mourão mostrou-se indeciso, e, para Bayma, somente foi impelido a agir em 30 de março, quando o governador divulgou um manifesto e Guedes iniciou a mobilização militar em Belo Horizonte para criar um fato consumado. O IPES queria que Guedes liderasse a marcha, e há a interpretação de que Guedes e Magalhães já estavam rebelados. Veio nesse contexto a frase de Guedes — “30 é o último dia de lua cheia, e eu não tomo nenhuma iniciativa na minguante; se não sairmos sob a cheia, irei esperar a lua nova, e então será muito tarde”.
Mourão considerou o manifesto e a mobilização ineficazes e perigosos, pois se descobertos, o governo federal poderia esmagar Minas Gerais, e se ele traísse Guedes e Magalhães, poderia ele mesmo esmagá-los por terem levantado a cabeça primeiro. Segundo seu relato, na reunião do dia 28 ele quis partir naquela mesma noite, mas o governador queria mais tempo. O fato conhecido da reunião é que Mourão ficou à espera de um manifesto de Magalhães para agir. Ele precisava da legalidade de um líder civil e de mobilizar suas tropas primeiro antes do lançamento do manifesto, que deveria taxativamente exigir a deposição do presidente. Sentiu-se traído pela divulgação antecipada e sem a exigência taxativa no dia 30. Quando recebeu emissários do governador com uma cópia do manifesto, na madrugada do dia 31, e viu sua decepção reafirmada, iniciou ele mesmo o golpe.

### Informações da iminência
Nos últimos dias de março os mineiros receberam informações dos conspiradores na Marinha, e segundo Bayma Denys, após a reunião do dia 28, a partir de Minas Gerais saíram emissários para informar a iminência do movimento a Castelo Branco, Costa e Silva (que estava cético) e Justino. Mourão enviou um emissário a Kruel, e chegou a ir ao Rio de Janeiro para conversar com seu irmão Riograndino Kruel; ele não pretendia marchar sozinho.
O aeroporto de Juiz de Fora era movimentado, especialmente pelo dia 28 ser Sábado de Aleluia, e Mourão preocupou-se com a descoberta da reunião pelo governo. De fato, um militante do PCB noticiou a anormalidade ao setor militar do partido, mas a informação foi considerada irrelevante. No dia 30 o jornalista David Nasser informou o coronel Domingos Ventura, da Polícia do Exército, dos preparativos militares em Minas Gerais. Ventura telefonou a Minas e os rumores foram desmentidos. Também nesse dia o subchefe do gabinete do ministro da Guerra passou por Belo Horizonte e o QG em Juiz de Fora e os conspiradores ficaram preocupados, mas ele não notou o que se passava. Até 29 de março, quando estava com os batalhões reunidos, a PMMG fez grandes transferências de pessoal e equipamento pelo estado, o que poderia ter sido percebido. Houve assim uma falha na inteligência do governo.
A Embaixada americana e a CIA acompanhavam a iminência da deflagração. Em 27 de março Lincoln Gordon noticiou a espera do grupo de Castelo Branco por algum movimento do presidente ou greve geral para agir e sugeriu que seus apoiadores em São Paulo recebessem apoio logístico. Em 30 de março a CIA relatou que a “revolução por forças anti-Goulart” começaria em Minas Gerais e São Paulo nos próximos dias. No mesmo dia o adido militar Vernon Walters, em contato com o grupo de Castelo Branco, relatou de sua possível exoneração e fuga a São Paulo, onde estaria concentrado o movimento a iniciar-se naquela semana.

## Possibilidade de confronto

### Duração e intensidade esperadas

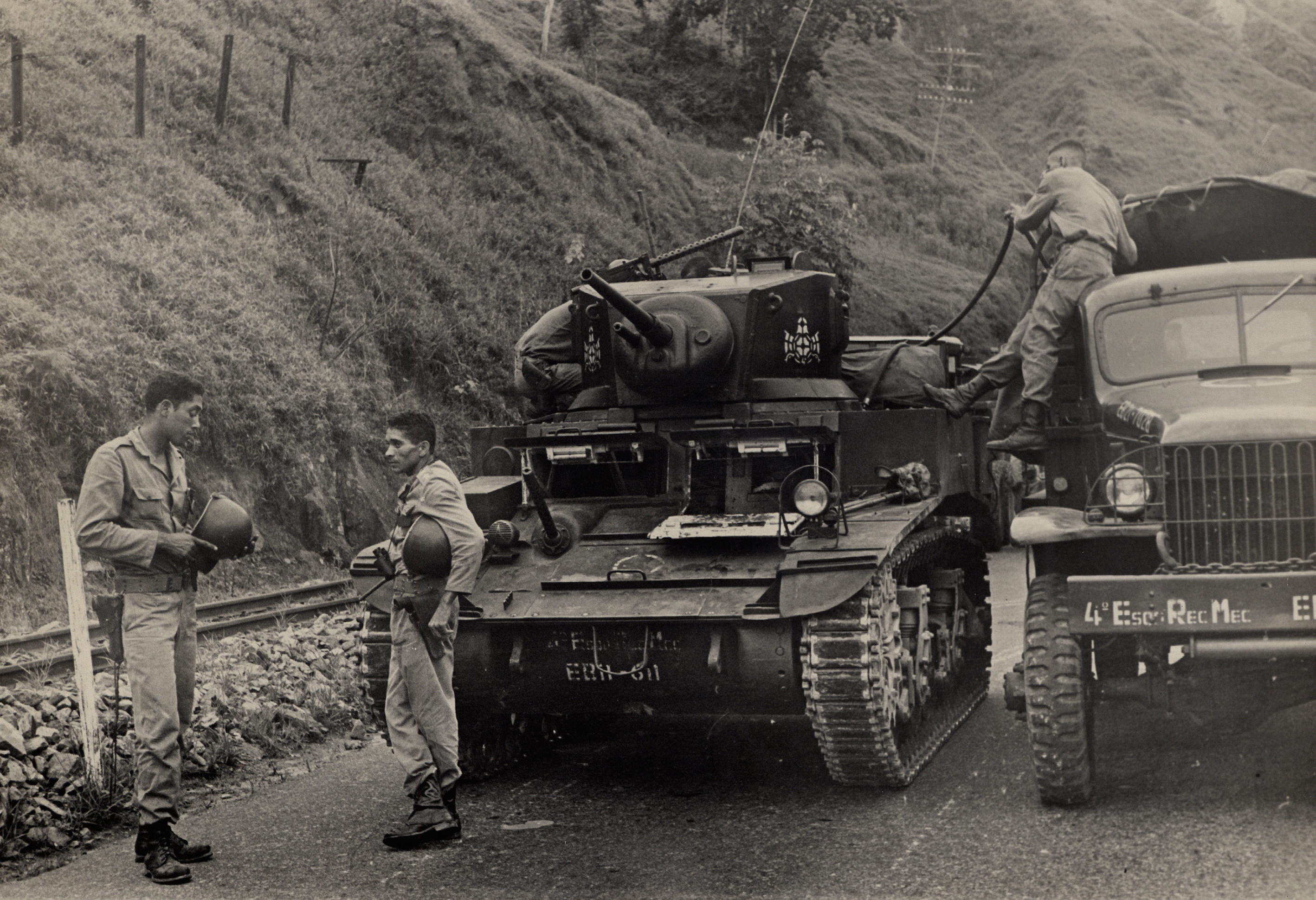
M3 Stuart das forças de Mourão Filho

As articulações golpistas levavam em conta a hipótese de resistência e combate. A maioria dos conspiradores esperava encontrar resistência. Conforme o general Muricy, ele previa a duração de um mês, outros, até seis meses, e só o general Golbery previu que o governo cairia como um castelo de cartas. Para ele, o processo mais sangrento seria no Rio de Janeiro e Rio Grande do Sul. Os conspiradores no Nordeste esperavam resistência local. Uma fonte em Belo Horizonte informou a CIA que o movimento seria sangrento e não acabaria rápido.
Mourão Filho esperava no mínimo quatro meses. No caso do fracasso de Minas Gerais em avançar contra o Rio de Janeiro, poderia recuar aplicando terra arrasada até o sul da Bahia, onde com o apoio da oficialidade da 6ª Região Militar e de forças civis rurais resistiria o avanço dos legalistas ao Nordeste. Magalhães Pinto esperava 10 dias, mas Minas Gerais preparou-se para até três meses de luta, distribuindo armas e uniformes a voluntários, organizando médicos e enfermeiras e levantando estoques de alimento. Em São Paulo também houve preparativos como abertura do voluntariado e recebimento de medicamentos. Na Guanabara a população, antecipando guerra civil, comprou alimentos.

### Nível de violência ocorrida

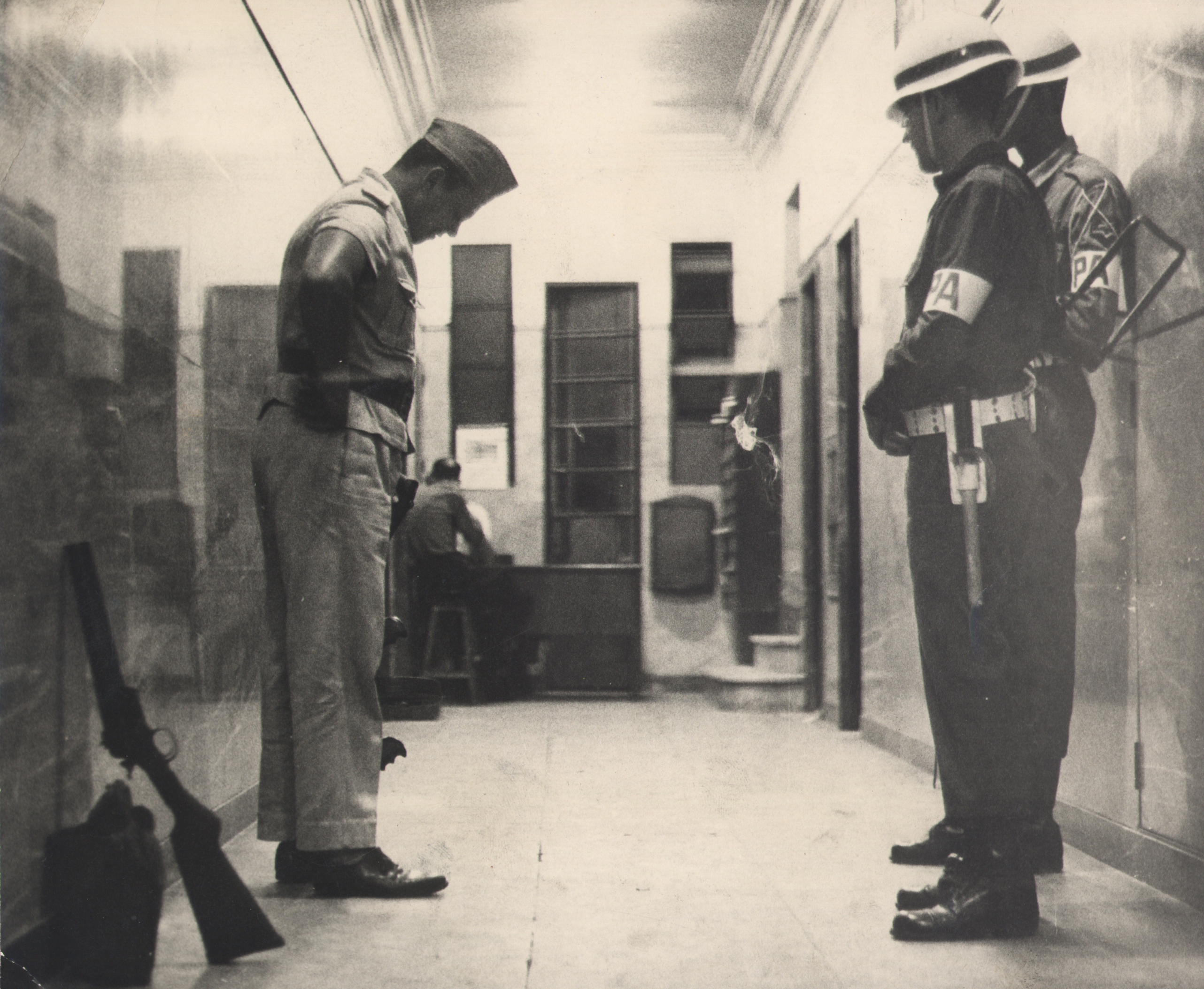
PM depõe a arma a soldados legalistas da Aeronáutica no Rio de Janeiro

A crise chegou ao fim pelas armas e um conflito armado potencial, mas não ocorrido. Como relatado em Os idos de março e a queda em abril, publicado logo após o golpe, a frente mineira teve tudo para ser uma guerra civil, e “as tropas adversárias se defrontaram fisicamente, engatilharam as suas armas e estiveram prontas para disparar o primeiro tiro”, mas não houve combate. Apenas na tomada do QG da Artilharia de Costa, no Rio de Janeiro, houve breve troca de tiros e luta corporal entre militares, com um ferido em cada lado, e aquele foi o mais chamativo episódio de violência bélica na cidade.
“A velocidade dos acontecimentos foi tão surpreendente que as forças de defesa do governo federal aparentaram sequer existir”. Mesmo com um caráter de blefe do movimento, pois os golpistas a princípio não tinham supremacia de força militar, a maioria dos militares de perfil legalista ou profissional acabaram aderindo ou não resistindo. O presidente caiu através de “defecções em cadeia, de uma adesão em massa dos oficiais de patente intermediária e da renúncia à resistência por parte dos oficiais minoritários e dos praças recalcitrantes”.
Embora o sucesso obtido fosse surpresa, as adesões faziam parte da estratégia. Em resposta à ofensiva a partir de São Paulo e Minas Gerais, o alto comando legalista deslocou comandantes de tropa para o interior fluminense, onde estavam mais longe de sua influência. Na frente mineira o general Muricy contou com a fluidez política do momento para superar sua fraqueza material.
Grande parte da deposição foi decidida pelo telefone. A ausência de guerra e o reduzido número de mortos civis deu origem à tese de que ocorreu uma asséptica “guerra de telefonemas”, seguindo a tradição de que as mudanças de regime nacionais, como a Independência do Brasil e Proclamação da República, são pouco violentas. Por outro lado, ocorreram muitas arbitrariedades como prisões sem mandato, tortura e interrogatórios violentos. O movimento sindical era alvo preferencial.
Elio Gaspari contabiliza 20 mortes em 1964, sete delas durante o golpe, todas de civis: três no Rio de Janeiro, duas no Recife e duas em Governador Valadares, Minas Gerais; para o padrão latinoamericano, o número foi baixo, mas para o brasileiro, foi médio. Foi notória a tortura do dirigente comunista pernambucano Gregório Bezerra em 2 de abril, e o novo regime teve a tortura desde o início. Milhares foram presos nas semanas após o golpe; foram executados planos de prisões imediatas, como em São Paulo e na “Operação Gaiola” em Minas Gerais. Na Guanabara a violência foi conduzida pelas Polícias Militar e Civil e paramilitares, sendo maior após a saída do presidente.

### Motivos para a duração breve

#### Falta de ação

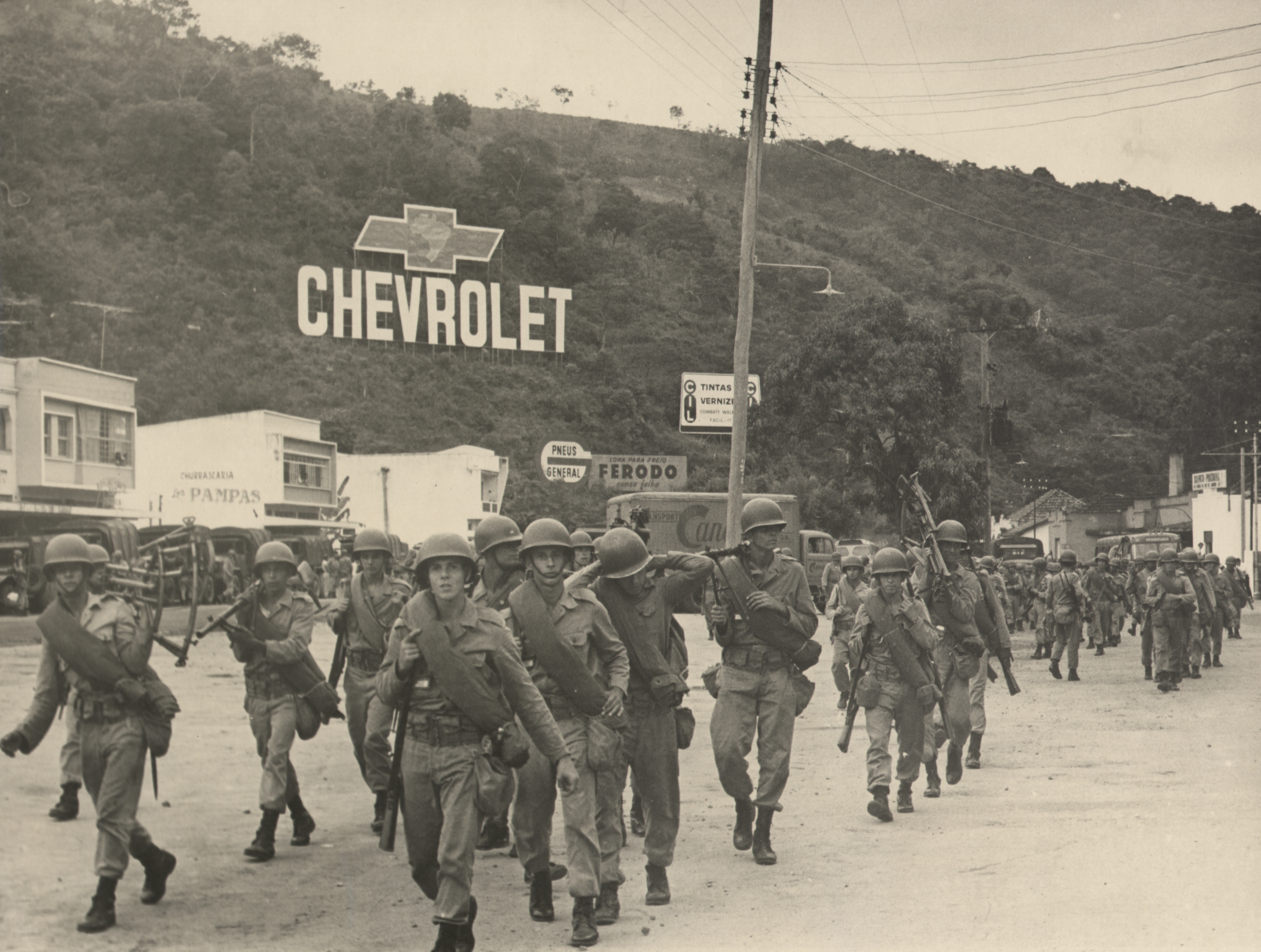
Soldados legalistas em Areal, Rio de Janeiro

O presidente teve diversas oportunidades para enfrentar as tropas rebeldes. Suas maiores chances eram nas doze horas entre a deflagração do movimento em Minas Gerais e sua divulgação aberta a partir das 17h00. Nesse período o dispositivo militar governista estava de pé pela inércia, Mourão Filho não havia recebido nenhuma adesão relevante de tropas e não teria como enfrentar as forças de primeira linha do Rio de Janeiro e São Paulo. Mesmo a entrega de armas, munição e combustível pelos americanos aos rebeldes demoraria dias para ocorrer, e a rebelião mineira poderia ter sido derrotada nas suas primeiras 24 horas.
Os comandantes aguardavam as ordens do presidente, mas elas não vinham e a vulnerabilidade do governo ficou visível. Sindicalistas e sargentos também ficaram aguardando. O coronel-aviador Rui Moreira Lima, comandante da Base Aérea de Santa Cruz, chegou a fazer um voo de reconhecimento sobre a coluna mineira no dia 1 e deixou quatro jatos F-8 (Gloster Meteor) prontos para um ataque, que poderia ter interrompido a ofensiva. Porém, não recebeu ordens. O general Luís Tavares da Cunha Melo, enviado contra a coluna mineira com forças superiores, estava disposto a avançar até Juiz de Fora mas recebeu apenas ordens defensivas.
Em Porto Alegre em 2 de abril, com a resistência ainda possível mas já fadada à derrota, Goulart vetou o derramamento de sangue em defesa de seu mandato e deixou a cidade. Sua inação em ordenar a ofensiva foi fundamental para sua queda. Para Elio Gaspari o presidente precisaria não só de usar o dispositivo militar como também radicalizar, mobilizando os sargentos e sindicalistas e atacando o Congresso e os governadores da Guanabara, Minas Gerais e São Paulo. Porém, para ele a atribuição da derrota a Goulart foi um “acordo historiográfico entre vencedores e vencidos”, pois seus aliados também agiram com passividade.
Entre os oficiais governistas, fatores unificadores tornaram a unidade militar mais importante do que a lealdade ao presidente. O dispositivo militar do governo foi pego num momento de fragilidade: o ministro da Guerra Jair Dantas Ribeiro, cujo respeito entre os oficiais poderia ter dificultado o golpe, estava hospitalizado. A política de nomeação tinha muitos erros, deixando oficiais conspiradores com comandos, as informações não eram usadas apropriadamente e a doutrinação ideológica dos conspiradores foi ignorada: a Doutrina de Guerra Revolucionária era difundida pelos canais oficais em publicações, cursos e palestras, pois o Estado-Maior do Exército e as escolas militares eram usados como “arquivo” para os oficais direitistas. As ideias da ESG eram disseminadas entre os oficiais, o sentimento anticomunista era amplo e a radicalização da esquerda teve efeito unificador. As revoltas das baixas patentes convenciam mesmo oficiais reformistas que a instituição militar, com incentivo do presidente, estava em desagregação.

#### Cálculos do presidente

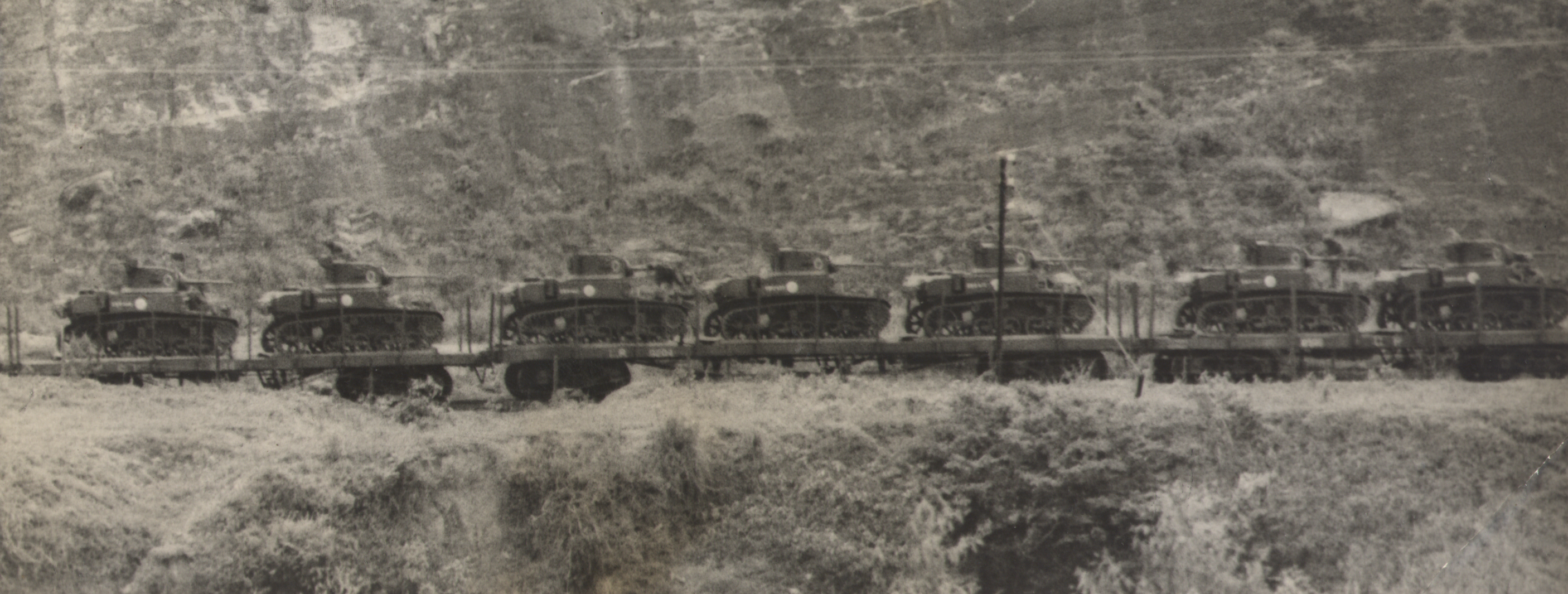
Blindados do Segundo Exército de Amaury Kruel

A atitude de não lutar tem sido interpretada como covardia ou como prudência. Goulart tinha algumas considerações. Ele percebia a força do golpe e a larga coalizão interna que o atacava e sabia que teria os Estados Unidos como inimigo. Na manhã de 1.º de abril, foi informado por San Tiago Dantas que um governo alternativo oposicionista seria reconhecido, e estava ciente do apoio militar americano. Além disso, tanto ele quanto seus aliados provavelmente calcularam que logo haveria um novo governo civil, como nas intervenções militares anteriores em 1945, 1954, 1955 e 1961, não imaginando uma ditadura prolongada. Assim, tal como Vargas, Jango poderia ter aguardado em São Borja até a chance de voltar à política. Há a tese de que suas atitudes finais no governo foram um “suicídio incruento”.
A negociação com os rebeldes em Minas Gerais foi proposta por San Tiago Dantas num telefonema a Afonso Arinos. Porém, Magalhães Pinto só aceitaria conversar com Jango se ambos renunciassem. O presidente recebeu algumas soluções políticas. Peri Constant Bevilacqua, chefe do Estado-Maior das Forças Armadas, ofereceu-se como mediador sob as condições do presidente “proibir a greve geral anunciada pelos trabalhadores, intervir nos sindicatos, governar com os partidos e não com o CGT, apoiando-se nas Forças Armadas”. Juscelino Kubitschek sugeriu “a substituição do ministério por outro marcadamente conservador, o lançamento de um manifesto repudiando o comunismo, a punição dos marinheiros e outras iniciativas de igual teor”. Amaury Kruel ofereceu o Segundo Exército em troca do “fechamento da CGT, da UNE e outras organizações populares, intervenção nos sindicatos e afastamento de auxiliares do presidente da República apontados como comunistas”. Jair Dantas Ribeiro fez proposta parecida à de Kruel no dia 1.
Jango avaliou que estaria ainda mais fraco do que no parlamentarismo e recusou. “Mesmo que cedesse aos apelos de Kruel e conseguisse se manter na Presidência, seria um homem tutelado por generais, impedido de realizar as reformas e, mais grave, cúmplice da repressão sobre os sindicatos e as esquerdas (...) Preferia cair”.

## Operações militares e exílio do presidente

### Sudeste

#### 31 de março

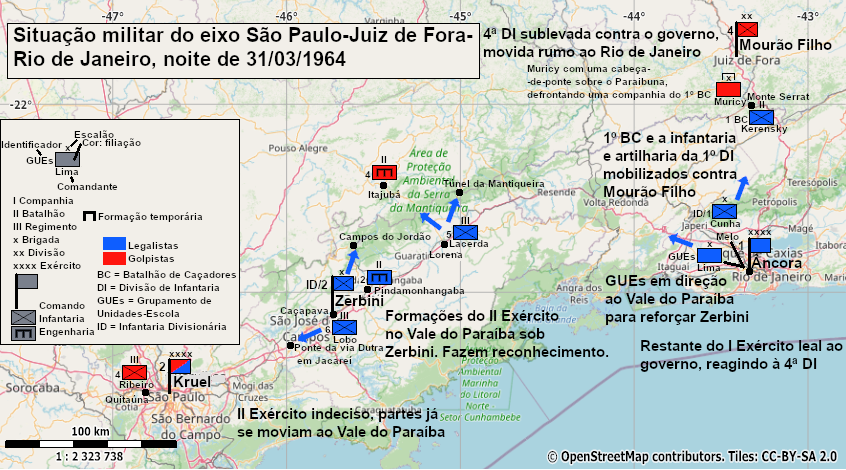
Situação militar na noite de 31 de março

Em Juiz de Fora, às 05h00 da manhã de 31 de março Mourão Filho realizou diversos telefonemas anunciando a rebelião. Emissários mineiros conseguiram a adesão da guarnição do Espírito Santo. Castelo Branco achava o movimento prematuro e queria que a cúpula mineira voltasse atrás, mas já era tarde. O primeiro deslocamento da ofensiva foi a 2ª Companhia do 10º Regimento de Infantaria (RI), enviada às 09-10h00 para ocupar a ponte sobre o rio Paraibuna, na fronteira com o Rio de Janeiro.
Ao redor das 09h00 Carlos Lacerda tinha a Polícia Militar defendendo seu Palácio Guanabara. Castelo Branco foi trabalhar no EME, no Palácio Duque de Caxias, sede do Ministério da Guerra. Costa e Silva também compareceu. Os legalistas cercaram o Palácio e o general Armando de Moraes Âncora, comandante do Primeiro Exército, tinha em mãos a ordem para prender Castelo. Porém, as horas passaram, os reforços legalistas saíram, os líderes golpistas deixaram o prédio sem incômodo e somente às 18h00 Âncora deu a ordem, com o gabinete já vazio. O governo perdeu assim a oportunidade de prender Castelo Branco e Costa e Silva, que se esconderam em aparelhos na cidade.

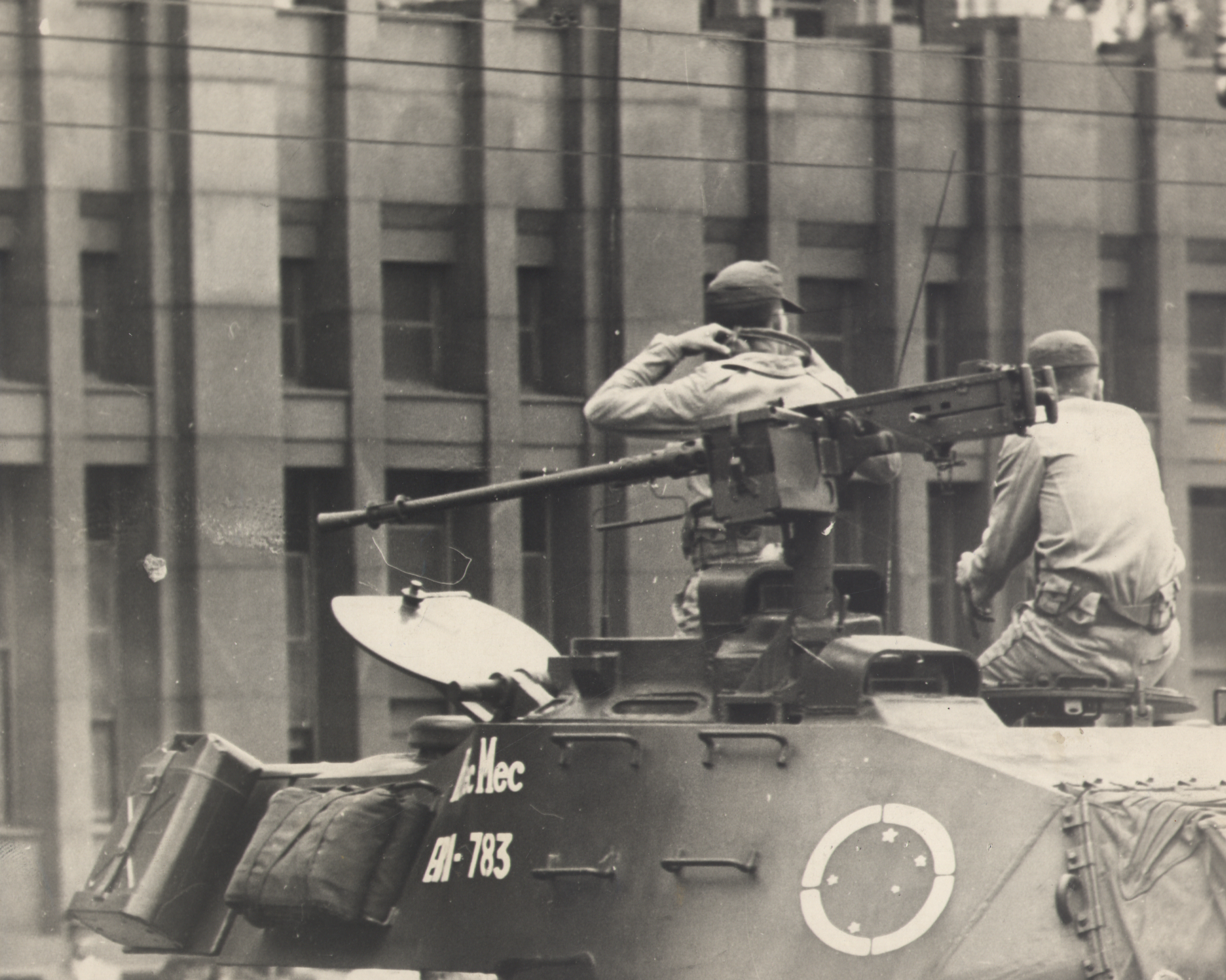
Blindado em frente ao Ministério da Guerra

Mourão Filho delegou o comando de suas forças na frente fluminense, o Destacamento Tiradentes, ao general Muricy. Era uma formação mista do Exército e PMMG com 2 714 homens, mais da metade recrutas mal instruídos, e munição para poucas horas. A forte reação legalista foi delegada ao general Cunha Melo, com o 1.º, 2.º e 3.º RIs, da Vila Militar e São Gonçalo. Ele estava confiante. Enquanto eles partiam no final da tarde, o 1.º Batalhão de Caçadores (BC), de Petrópolis, seguiu à frente como o primeiro elemento legalista. Mourão divulgou seu manifesto à imprensa às 17h00. Nesse momento o 10º RI inteiro já estava numa cabeça de ponte no povoado fluminense de Monte Serrat. Desde pelo menos as 18h00 o 1.º BC, do tenente-coronel Kerensky Túlio Motta, ocupou posições em frente aos mineiros. Kerensky era legalista, mas dois de seus pelotões aderiram ao oponente ao redor da meia-noite e ele teve que recuar.
O Segundo Exército permanecia indeciso. O general Kruel, amigo pessoal de Goulart, tinha como prioridade forçar a guinada do governo à direita e não a deposição do presidente. Ao ter suas exigências recusadas, aderiu ao golpe à meia-noite e ordenou uma ofensiva pelo vale do Paraíba. Se decidisse permanecer fiel a Jango, alguns de seus subordinados já estavam prontos para depor seu comando e prendê-lo. Já outro subordinado, o general legalista Euryale de Jesus Zerbini, reteve os regimentos paulistas no vale do Paraíba, obstruindo a ofensiva. O governo federal prometeu reforçá-lo com o Grupamento de Unidades-Escola (GUEs).
No Palácio Guanabara, houve muita apreensão após as 21-22h00 da noite com o temor de uma invasão pelos fuzileiros navais do almirante legalista Cândido Aragão. Um comboio passou perto, mas os fuzileiros apenas reforçaram a guarda do presidente no Palácio Laranjeiras, a poucas quadras do Guanabara. Numerosos voluntários seguiam ao Palácio para defender Carlos Lacerda e as vias eram obstruídas com caminhões de lixo, mas os defensores estariam em esmagadora desvantagem contra um ataque dos fuzileiros navais. Aragão queria atacar, mas não tinha ordens do presidente.

#### 1 de abril

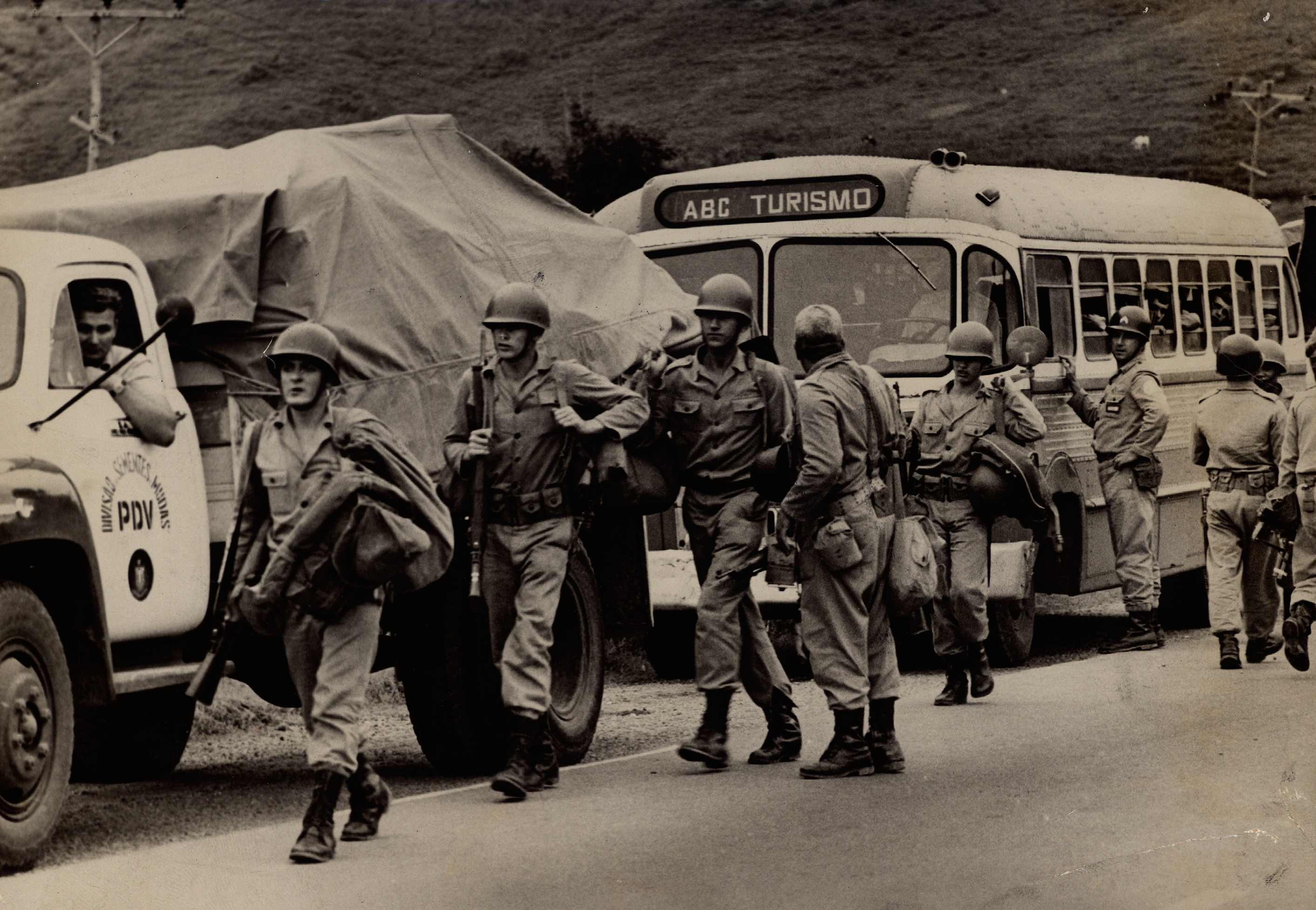
Deslocamentos no Vale do Paraíba

Às 02h00 da madrugada do dia 1, o general Âncora ordenou a Aragão que não atentasse contra Lacerda. Ainda assim, o governador teve mais vários alarmes falsos de uma invasão ao longo do dia e desafiou o almirante pelo rádio. No vale do Paraíba, de madrugada os regimentos paulistas rejeitaram a autoridade de Zerbini e aceitaram a de Kruel, iniciando seu deslocamento rumo ao Rio de Janeiro, enquanto na Academia Militar das Agulhas Negras (AMAN), a meio caminho, o general Emílio Garrastazu Médici aderiu à causa de Costa e Silva e Kruel.
Na madrugada a guarnição do Rio de Janeiro permanecia leal. Só na Urca a Escola de Comando e Estado-Maior do Exército (ECEME), golpista desde a manhã do dia 31, propagou a rebelião às escolas vizinhas. A ECEME seguia as ordens de Castelo Branco e tinha papel coordenador. O Forte de Copacabana aderiu às 07h00, e o vizinho QG da Artilharia de Costa foi tomado à força por 21 oficiais depois do meio-dia.

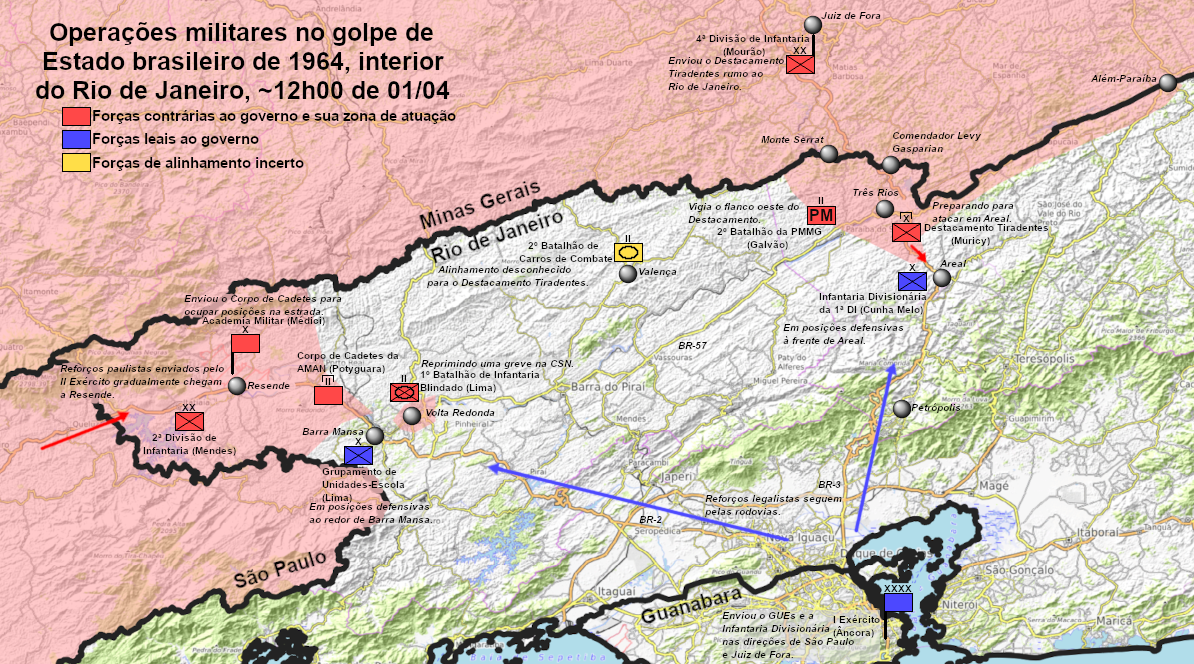
Situação nas frentes mineira e paulista ao redor do meio-dia

Na estrada União e Indústria o 1.º RI (Regimento Sampaio), vanguarda de Cunha Melo, deveria entrincheirar-se em Três Rios, mas seguiu adiante e aderiu ao Destacamento Tiradentes às 05h00 da manhã. Fortalecido pela adesão, Muricy avançou e às 11h00 foram avistadas as forças oponentes de Cunha Melo, do 2º RI, em posições defensivas à frente de Areal. Na via Dutra o general Médici entrincheirou pela manhã os cadetes da AMAN entre Resende e Barra Mansa como barreira psicológica às tropas de elite do GUEs, que vinham da Guanabara sob o general legalista Anfrísio da Rocha Lima. Das 11h30 às 13h00 chegaram unidades paulistas, que foram acolhidas em Resende, e legalistas, que ficaram do outro lado da linha de frente.

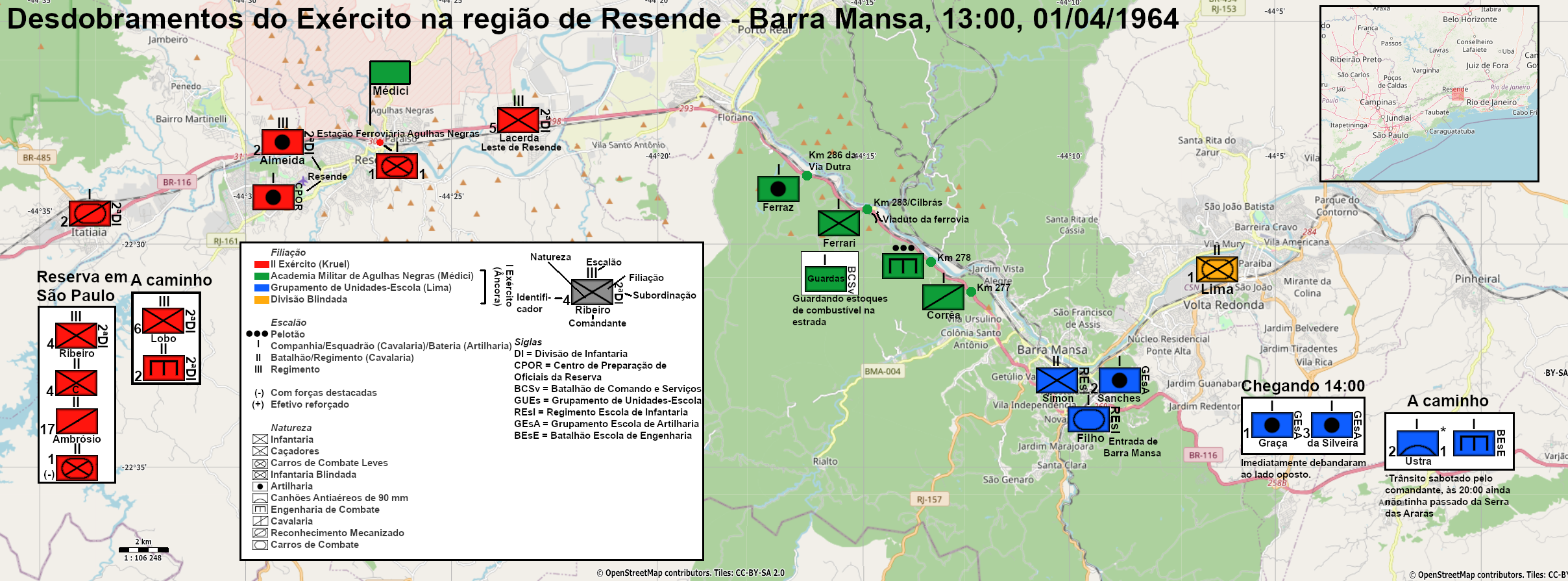
Encontro de forças na frente paulista

Ao redor das 09:00 da manhã, Goulart comunicou ao Palácio do Planalto que seguiria a Brasília. Além do impacto da adesão do Regimento Sampaio e Segundo Exército e o aviso de San Tiago Dantas sobre os Estados Unidos, seria preso se continuasse na cidade. O general Âncora havia aconselhado sua saída: os fuzileiros navais do almirante Aragão haviam sido imobilizados pelo almirantado e as forças leais restantes, a Polícia do Exército e Batalhão de Guardas, não seriam capazes de enfrentar as outras unidades. O avião presidencial decolou às 12h45. Os oficiais leais não foram informados. A partida foi vista como fuga e precipitou a dissolução do dispositivo militar no Rio de Janeiro.
O pelotão de tanques responsável pela defesa do Palácio Laranjeiras dividiu-se, parte seguindo ao Palácio Guanabara e outra à ECEME. O general Âncora foi informado por Assis Brasil que Jango não queria um choque militar. Quando recebeu um telefonema de Costa e Silva às 13h30, concordou em negociar com Kruel na AMAN. Às 15h00 o Primeiro Exército determinou o fim da resistência. Cunha Melo negociou a passagem sem resistência do Destacamento Tiradentes. Em Resende, às 18h00 Kruel reuniu-se com Âncora, que reconheceu a derrota do Primeiro Exército. Enquanto ele estava na AMAN, às 17h00 Costa e Silva entrou no Palácio Duque de Caxias e autonomeou-se ministro da Guerra; o ministro interino era Âncora. Os golpistas também tomaram o controle na Marinha e Aeronáutica. O Destacamento Tiradentes entrou na Guanabara no dia 2.

### Centro-Oeste

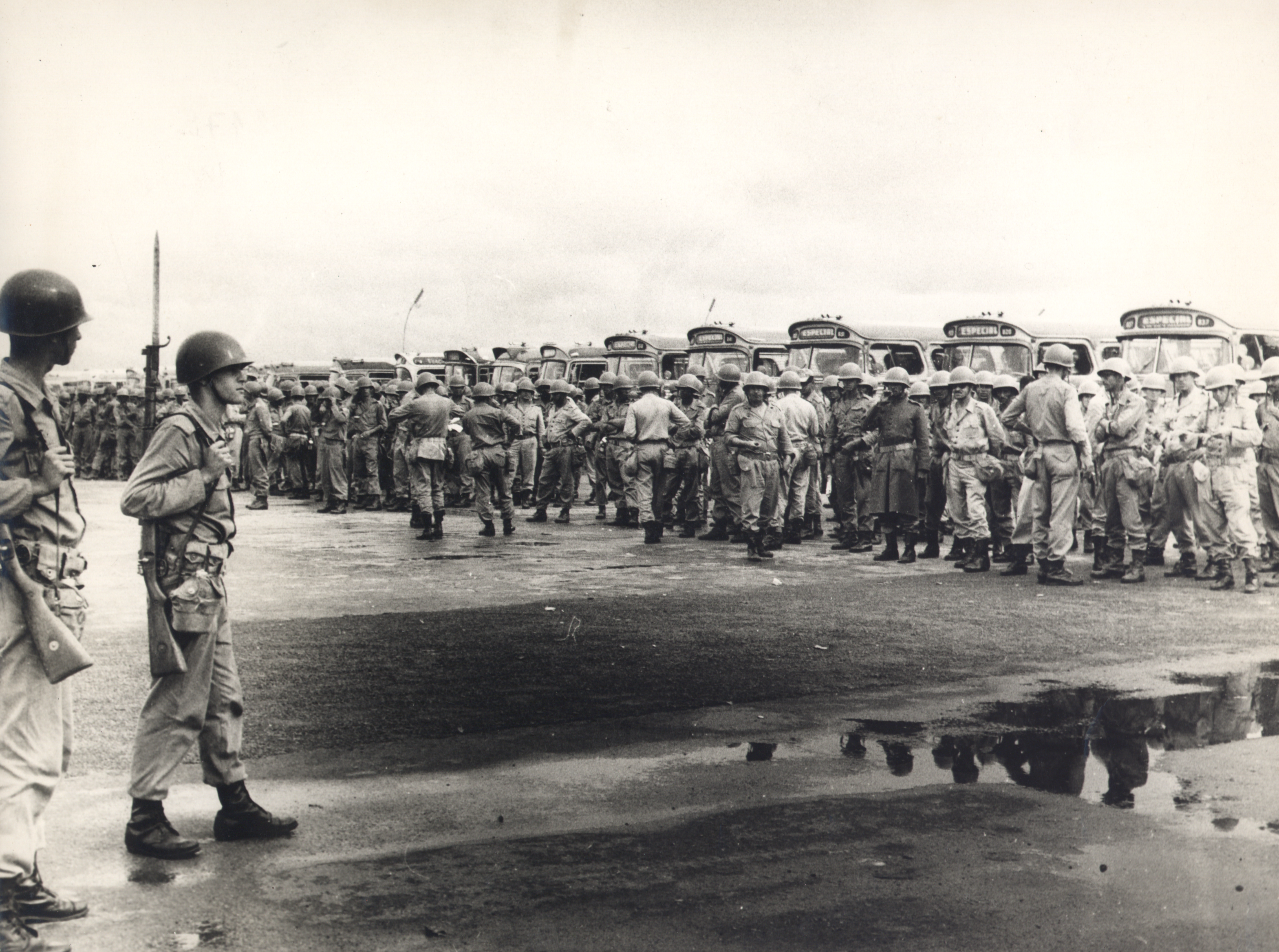
Soldados em Brasília nos primeiros dias de abril

Em Mato Grosso a 4ª Divisão de Cavalaria e 9ª Região Militar, subordinadas ao Segundo Exército, aderiram no dia 31. O coronel Carlos de Meira Mattos, comandante do 16º BC, de Cuiabá, avançou rumo a Brasília ainda no dia 31 e pela tarde do dia 1 uma de suas colunas já havia sido aerotransportada a Jataí, no sul goiano. O 10º BC, de Goiânia, foi convencido a não obstruir a passagem. Enquanto isso o general Nicolau Fico, do Comando Militar de Brasília e 11ª Região Militar, enviou de manhã uma companhia do Batalhão da Guarda Presidencial (BGP) para defender a fronteira goiana com Minas Gerais. Em resposta, o 10º Batalhão da PMMG seguiu de Montes Claros a Paracatu, do lado mineiro da fronteira. Após a notícia do fim da resistência no Primeiro Exército, a companhia do BGP recuou.
Goulart chegou a Brasília às 15h00 ou 16h30 da tarde. Seus aliados discutiam se ele deveria permanecer na capital e montar resistência ou seguir ao Rio Grande do Sul. Brasília tinha unicamente a vantagem de oferecer a legitimidade da sede de poder. Ali Goulart estava isolado, longe do apoio popular e ameaçado por forças de fora do Distrito Federal. O general Fico jurava lealdade, mas suas forças eram mínimas e muitos de seus oficiais já rejeitavam a autoridade do presidente. Depois das 16h00 o Terceiro Exército foi informado da decisão de Goulart de seguir a Porto Alegre, onde ainda esperava contar com apoio. Pelo temor do avião presidencial ser interceptado pela FAB, a viagem deveria ser num Coronado, mas o avião teve uma pane, a viagem atrasou e foi feita num avião menor. Ele decolou por volta das 23h30.
Darcy Ribeiro, chefe do Gabinete Civil, permaneceu na cidade para manter o governo até a ação do Terceiro Exército. O governo contava com a cooperação do general Fico, que deveria deixar o Congresso vigiado pela polícia e não protegê-lo com o Exército. Já Auro de Moura Andrade, presidente do Senado e já rompido com o governo, queria justamente o contrário e temia a invasão do Congresso pelos candangos reunidos por Darcy Ribeiro no Teatro Experimental. O general Fico tomou seu lado e, obedecendo Costa e Silva, o novo ministro da Guerra, posicionou o Exército na Esplanada dos Ministérios. O Congresso reunido declarou vaga a Presidência da República na madrugada. No dia 2, as Forças Armadas leais a Costa e Silva estavam em pleno controle. O coronel Meira Mattos chegou por via aérea, e o Destacamento Caicó, força mista do Exército e PMMG, veio pela rodovia.

### Norte e Nordeste

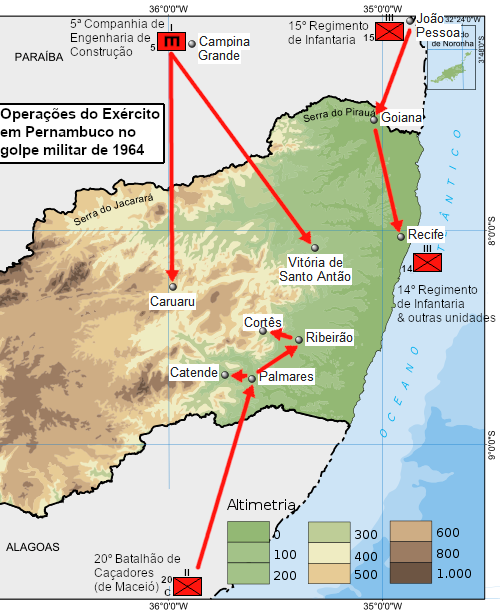
Operações em Pernambuco

O Quarto Exército do general Justino publicou seu manifesto de adesão ao golpe às 09h00 da manhã do dia 1. Nas palavras do general, “ninguém pôde opor-se às armas do 4º Exército”. Antes de tornar a adesão pública ele já havia proibido manifestações, ocupado pontos sensíveis e iniciado deslocamentos da Paraíba e Alagoas até Pernambuco, ocupando Vitória do Santo Antão, Caruaru, Palmares, Catende e Goiana e cortando o estado de norte a sul. O alvo era o governador Miguel Arraes, cercado no Palácio das Princesas pela guarnição local. A guarda da Polícia Militar foi mandada embora, e após as 15h00 o governador foi preso. O coronel Hangho Trench, comandante da PM pernambucana e fiel a Arraes, quis entrincheirar sua sede no quartel do Derby mas foi preso pelo Exército. No interior ocorreram reações das Ligas Camponesas, como em Vitória do Santo Antão e Caruaru. Seixas Dória, governador do Sergipe, foi deposto e preso como Arraes.
O Comando Militar da Amazônia aderiu ao redor das 15h00 de 1.º de abril.

### Sul

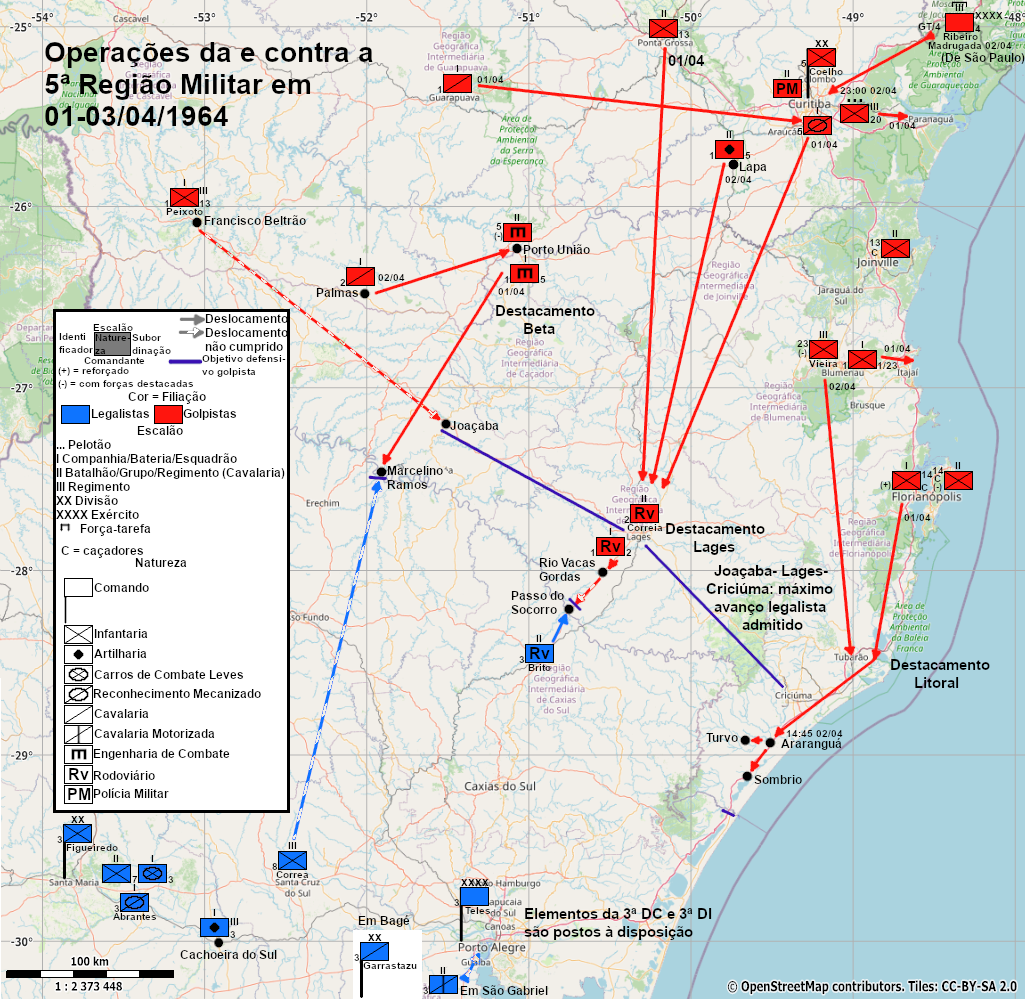
Operações no eixo Paraná-Rio Grande do Sul

Às 21h55 do dia 31 o general Ladário Pereira Telles, que deveria tomar posse do Terceiro Exército, decolou do Rio de Janeiro em companhia de Silvino Castor da Nóbrega, comandante da 5ª Região Militar/Divisão de Infantaria (5ª RM/DI), do Paraná e Santa Catarina. Ambos eram legalistas. Silvino estava de férias e o avião deveria pousar em Curitiba no caminho, mas os golpistas na 5ª RM/DI conspiraram com a Base Aérea para impedir o pouso. Em Porto Alegre Ildo Meneghetti, governador do Rio Grande do Sul, preparava-se para aderir ao golpe com o general Galhardo, que prometeu prender Ladário quando ele chegasse, mas isso era bravata e ele entregou o comando às 02h50 da madrugada.
Ladário aliou-se a Leonel Brizola, agora apenas um deputado federal, em sua tentativa de reeditar a Campanha da Legalidade. Assim, enviou um ofício requisitando a Brigada Militar. Somado ao risco de uma invasão do Palácio Piratini por uma multidão de manifestantes pró-Jango e Brizola, isso levou à saída do governador da capital, no início da tarde. Na Operação Farroupilha, o governo estadual foi transferido a Passo Fundo, aonde chegou na noite do dia 1. Enquanto isso, a requisição da Brigada Militar falhou e ela permaneceu leal ao governador.
O general Dário Coelho assumiu a 5ª RM/DI e às 07h00 proclamou sua adesão ao golpe e organizou os destacamentos Beta, Lages e Litoral para avançar ao Rio Grande do Sul. O mais ao sul que eles chegaram foi Araranguá, Santa Catarina, atingida por uma companhia do destacamento Litoral às 14h45 do dia seguinte. No dia 1 o general Silvino tentou dar ordens de Porto Alegre, mas elas foram recusadas. Ladário organizou três grupamentos táticos no interior gaúcho para marchar à 5ª RM/DI sob o comando de Silvino, mas isso também foi recusado — às 10h00 da manhã o general Mário Poppe de Figueiredo, da 3ª DI, havia aderido ao golpe, como já haviam feito a 2ª Divisão de Cavalaria (DC), de Uruguaiana, e a 3ª DC, de Bagé.
A 3ª DI tinha efetivos consideráveis e sede em Santa Maria, entroncamento ferroviário crucial no interior gaúcho. As outras duas divisões eram a 1ª DC, de Santiago, e 6ª DI, de Porto Alegre. O general João de Deus Nunes Saraiva, da 1ª DC, obedeceu o chamado de Ladário de comparecer a Porto Alegre. Adalberto Pereira dos Santos, da 6ª DI, foi exonerado mas fugiu a uma de suas unidades em Cruz Alta, enquanto na capital assumiu o coronel Jarbas Ferreira de Souza, considerado simpatizante do PCB. Ladário considerava leais (com ressalvas) apenas a 1ª DC e as guarnições da capital, São Leopoldo e Vacaria. A Aeronáutica estava a seu favor. A unidade de Vacaria era um batalhão de engenharia de construção e mantinha o controle da ponte sobre o rio Pelotas, na fronteira catarinense. Porto Alegre permanecia como um baluarte legalista, com a mobilização governista civil concentrada na prefeitura. Mas não era possível repetir 1961: a maior parte do Terceiro Exército obedecia a Costa e Silva.

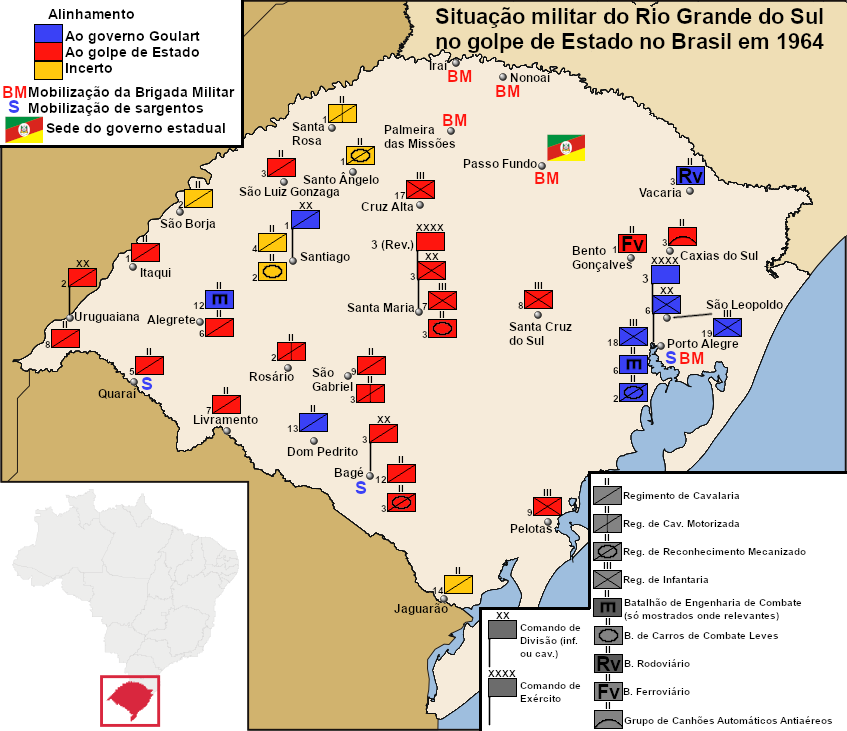
Adesão ao golpe entre as guarnições no Rio Grande do Sul

Goulart chegou em Porto Alegre às 03h58 de 2 de abril. Às 08h00, reuniu-se com Brizola, Ladário e seus generais. Ladário e Brizola queriam a luta: armar cinco mil voluntários, mobilizar a opinião pública nacional e reconstituir o governo em Porto Alegre, com Ladário como ministro da Guerra, e Brizola, da Justiça. Goulart poderia aguardar os acontecimentos em São Borja. Porém, os generais estavam pessimistas, e o próprio Ladário admitiu a gravidade da situação: “minha mentalidade de soldado é de que enquanto se dispõe de um punhado de homens se resista, até esperar que a vitória se conquiste por milagre”. As Forças Armadas convergiam a uma guerra civil no Rio Grande do Sul. A 5ª RM/DI seguia à fronteira gaúcha e foi reforçada pelo Grupamento Tático 4, de São Paulo. As divisões no Rio Grande do Sul, assim como o governo estadual, preparavam-se para atacar Porto Alegre. A Marinha e a Aeronáutica nacionais atuariam em seu apoio.
Jango não quis a guerra civil. Possivelmente, no Rio de Janeiro já havia decidido não resistir e passou por Brasília e Porto Alegre apenas para ver sua esposa e Brizola. Não renunciou, mas aquele momento foi efetivamente sua renúncia. Às 11h30 decolou a São Borja, onde ficou em 3 de abril na sua fazenda até ouvir que o regimento local estava à sua procura. Seu destino, após 4 de abril, foi o exílio, onde ficaria até sua morte em 1976. Após as 09h10 do dia 2 o general Poppe declarou-se comandante do “Terceiro Exército Revolucionário”, unificando as várias divisões que haviam aderido ao golpe. Ladário aceitou entregar seu cargo; para Castelo Branco, o último bolsão de resistência militar chegava ao fim. As primeiras prisões em Porto Alegre foram feitas naquele mesmo dia. Em 3 de abril, o governador Meneghetti e o general Poppe convergiram suas forças a Porto Alegre, onde assumiram o controle.

## Reações

### Posição dos governadores

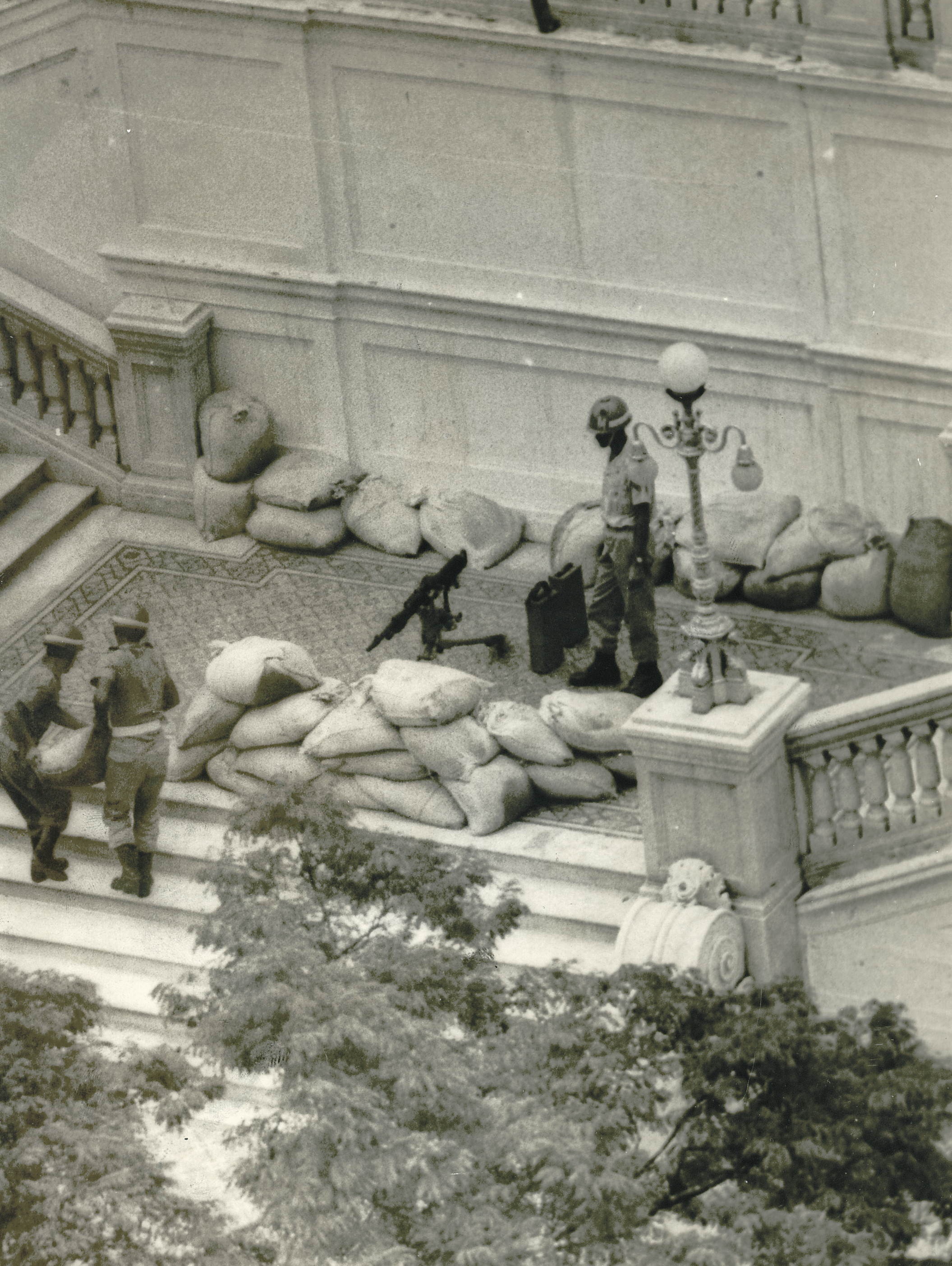
Polícia Militar defende o Palácio Guanabara

Os governadores eram relevantes por conferirem legitimidade civil e comandarem as Polícias Militares.
Às 02h00 da madrugada do dia 1, Ademar de Barros (PSP), governador de São Paulo, anunciou que seis estados já estavam rebelados contra o governo federal: São Paulo, a Guanabara de Carlos Lacerda (UDN), Minas Gerais de Magalhães Pinto (UDN), o Paraná de Ney Braga (PDC), Goiás de Mauro Borges (PSD) e Mato Grosso de Fernando Correia da Costa (UDN). Desses seis, ao menos Ademar, Lacerda e Magalhães eram conspiradores. Ademar era politicamente errático, não queria correr o risco de uma derrota militar e recusou-se a começar o golpe em seu estado, citando o exemplo da Revolução Constitucionalista. Sua adesão veio na noite do dia 31. Francisco Lacerda de Aguiar (PSD), do Espírito Santo, combinou sua participação com os mineiros no mês de março e confirmou-a às 09h00 da manhã do dia 31. Ney Braga era conspirador, assim como Ildo Meneghetti (PSD), do Rio Grande do Sul, e Luís de Sousa Cavalcanti (UDN), de Alagoas.
Aluízio Alves (PSD), do Rio Grande do Norte, Petrônio Portella, do Piauí, e Lomanto Júnior (PL), da Bahia, inicialmente se declararam a favor do governo federal e depois voltaram atrás. Alguns militares exaltados quiseram derrubar Lomanto Júnior e Virgílio Távora (UDN), do Ceará, mas o Quarto Exército não permitiu. Pedro Gondim (PSD), da Paraíba, aderiu sob pressão militar. Plínio Coelho (PTB), do Amazonas, e Aurélio do Carmo (PSD), do Pará, estavam na Guanabara durante o golpe e apoiaram o presidente. No pós-golpe, voltaram atrás mas perderam seus mandatos. Badger da Silveira (PTB), do Rio de Janeiro, e José Augusto de Araújo (PTB), do Acre, também caíram no pós-golpe. Miguel Arraes e Seixas Dória eram alvos desde o início do golpe. Mauro Borges, apesar de seu apoio ao golpe, foi destituído em novembro de 1964 por intervenção federal de Castelo Branco.

### Greves e manifestações

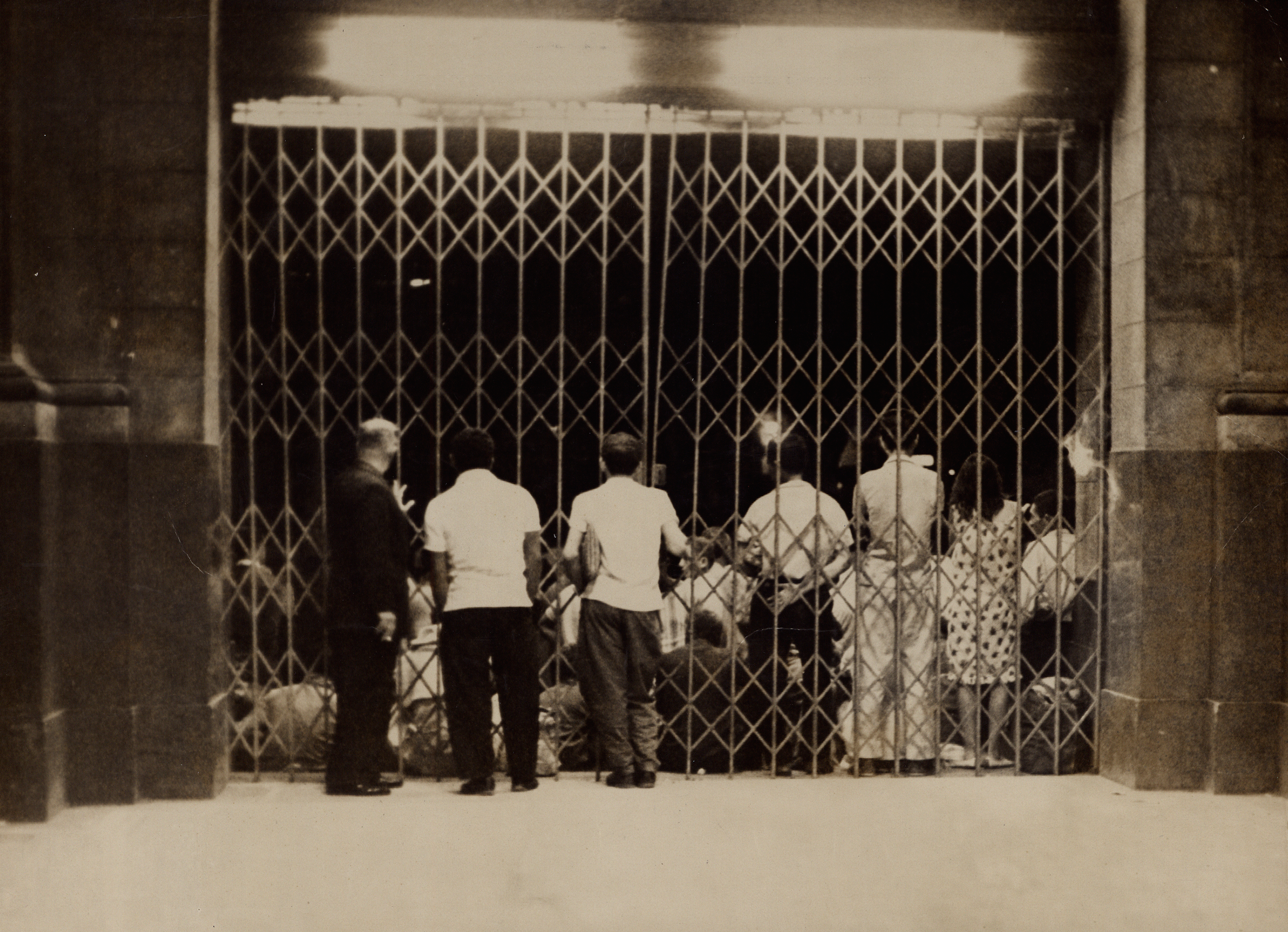
Greve dos trens da Leopoldina

A UNE defendeu a greve geral e alguns estudantes ficaram à espera de armas. Porém, entre os estudantes em geral alguns setores apoiaram o golpe, refletindo o sentimento da classe média. O CGT também convocou a greve geral, mas estava desarticulado pela prisão de dirigentes sindicais pelo DOPS de Carlos Lacerda, ainda no dia 30. Na Guanabara a ofensiva policial continuou no dia seguinte. No prédio do IAPTEC, a batida policial contra os dirigentes foi interrompida pela proteção concedida pela Terceira Zona Aérea e fuzileiros navais. Os portos, os bondes e os trens da Central e Leopoldina pararam. A paralisação dos transportes beneficiou os golpistas, pois impediu a mobilização de trabalhadores governistas de suas casas até o centro da cidade. Goulart foi contra a greve geral.
Na Companhia Siderúrgica Nacional, em Volta Redonda, a gerência e o Exército facilmente desarticularam a greve. Na Baixada Santista houve paralisação do porto e indústria de Santos,refinaria de Cubatão e Companhia Siderúrgica Paulista, mas o Exército ocupou a refinaria ainda na noite do dia 31. No ABC paulista, a ameaça de greve foi reprimida. Os bondes de Porto Alegre estavam parados, e em Santa Maria o sindicato dos ferroviários entrou em greve, mas teve suas lideranças presas. Um início de greve no porto do Recife foi reprimido pela Marinha. A zona industrial de Rio Tinto, na Paraíba, ficou paralisada. Na Bahia, houve greve na refinaria de Mataripe.
Para Edmar Morel, a greve impediu a movimentação legalista no Rio de Janeiro ao mesmo tempo que não prejudicou São Paulo e Minas Gerais e foi obra de uma quinta-coluna. Diversos autores questionam sua concretização efetiva. Porém, embora ela não tenha sido suficiente para preservar o mandato do presidente, sua escala foi nacional.
Em Porto Alegre, a Segunda Campanha da Legalidade iniciada por Brizola encontrou apoio popular e uma multidão compareceu a um comício do prefeito Sereno Chaise. Porém, ela não tinha a base social ampla da primeira Campanha e nem o apoio dentro das instituições; em 3 de abril chegou ao fim e seus líderes seguiram ao exílio. Como parte da nova Campanha, Brizola recorreu aos discursos no rádio numa nova Cadeia da Legalidade. A estratégia da cadeia radiofônica também foi usada por seus inimigos, que transmitiram as Cadeias da Liberdade, em Minas Gerais, e Verde e Amarela, em São Paulo. Pelo país os militares dispersaram várias manifestações contra o golpe, como na Cinelândia, no Rio de Janeiro, no Recife, e na avenida W3 Sul, em Brasília. Brizolistas ocupavam prefeituras em Porto Alegre, Bagé e Uruguaiana. Ocorreram também manifestações favoráveis. As Marchas da Família prosseguiram até junho, agora com tom celebratório. A Marcha da Vitória, no Rio de Janeiro, foi a maior do ano.

### Repercussão internacional
O governo norte-americano reconheceu a posse de Ranieri Mazzilli ainda na noite do dia 2, o que foi motivo de perplexidade interna e internacional devido à precocidade do ato. O Departamento de Estado e o Itamaraty trabalharam para conseguir o reconhecimento internacional do novo governo brasileiro. Ele foi rapidamente conseguido na maior parte da América Latina, enquanto os governos europeus duvidaram da versão norte-americana mas consideraram que o problema não era deles.
Na imprensa americana, a Time recebeu bem a “revolução”, assim como o New York Times, que, porém, também mostrou seu caráter autoritário. No exterior também havia condenação; na Itália, circulava o entendimento de Goulart como um reformista de centro-esquerda derrubado com a ajuda dos Estados Unidos. Na França, o posicionamento dos jornais incomodou o Itamaraty: para os correspondentes de Le Monde e Le Figaro, o ocorrido era “reação da direita contra os avanços sociais propostos pela esquerda” e o rótulo de comunista estava sendo aplicado genericamente aos opositores.

## A transição de regimes

Ranieri Mazzilli transmite a faixa presidencial a Castelo Branco

Na madrugada de 2 de abril, numa rápida sessão do Congresso, o presidente do Senado Auro de Moura Andrade declarou vago o cargo de Goulart. Essa vacância não foi votada, mas apenas comunicada. Esse gesto não tinha sustentação constitucional. As formas legais de afastar um presidente eram o impeachment, a renúncia e a vacância se o presidente saísse do país, nenhum dos quais havia ocorrido. Goulart estava num voo de Brasília a Porto Alegre, e o Congresso foi informado de sua presença em território nacional num ofício lido na sessão. Às 03h45 Ranieri Mazzilli, presidente da Câmara dos Deputados e próximo na linha de sucessão, tomou posse como presidente da República. Se Goulart reinstalasse sua administração em Porto Alegre haveria dualidade de governo no país, mas ele chegou ao exílio em 4 de abril.
A atitude do Congresso legitimava o golpe, e o Judiciário deu sua aprovação pelo comparecimento do presidente do STF à posse. A imprensa favorável ao golpe, ignorando as circunstâncias da vacância, elogiou a constitucionalidade da linha de sucessão: a posse de Mazzilli seguida da eleição indireta de um presidente para terminar o mandato de Goulart. Porém, o poder de fato estava no Comando Supremo da Revolução composto pelo general Costa e Silva, o almirante Augusto Rademaker Grünewald e o brigadeiro Francisco de Assis Correia de Melo.
Enquanto ocorria a “divisão do butim militar”, com confusas disputas pelas nomeações aos comandos, Castelo Branco emergiu como o provável próximo presidente, embora oposto por Costa e Silva. O Ato Institucional de 9 de abril antecipou as eleições. Castelo, preferido entre os oficiais, governadores e partidos, tomou posse no dia 15 e o Comando Supremo encerrou suas atividades. O AI-1 esclarecia que a “revolução” poderia ter dissolvido o Congresso e abolido a Constituição, mas escolheu preservá-los com ressalvas.
Nos dias após o golpe foram feitas milhares de prisões, atingindo as lideranças de sindicatos importantes, do CGT, das Ligas Camponesas e da Ação Popular. A UNE teve a sede ocupada e depois incendiada. Houve intervenção em universidades. O AI-1 então definiu as diretrizes de um expurgo conduzido nos primeiros anos da ditadura, majoritariamente em 1964. Seus alvos eram a “subversão e corrupção”, mas a erradicação da corrupção pareceu impossível ao governo. 70% dos sindicatos com mais de mil membros sofreram intervenção. As listas e inquéritos atingiram políticos, especialmente aqueles ligados ao presidente deposto, 1 530 funcionários públicos e 1 228 militares, incluindo 24 dos 91 generais. Para garantir a coesão das Forças Armadas, a “depuração” atingiu também os baixos escalões.
A classe política brasileira não esperava uma ditadura prolongada, mas no governo de Castelo Branco ela foi institucionalizada e uma sucessão de generais-presidentes prosseguiu até a redemocratização e a Nova República de 1985. Militares e setores civis montaram um novo sistema político com caráter autoritário e seu próprio arcabouço jurídico, ambição de desenvolvimento e sistemas de informação, censura e repressão política. Os “novos surtos revolucionários” ou “reativações da revolução”, com a imposição de novas regras ao jogo político, como nos Atos Institucionais, ocorreram várias vezes e sua possibilidade permaneceu aberta até o final do período.

## Reflexos na ditadura

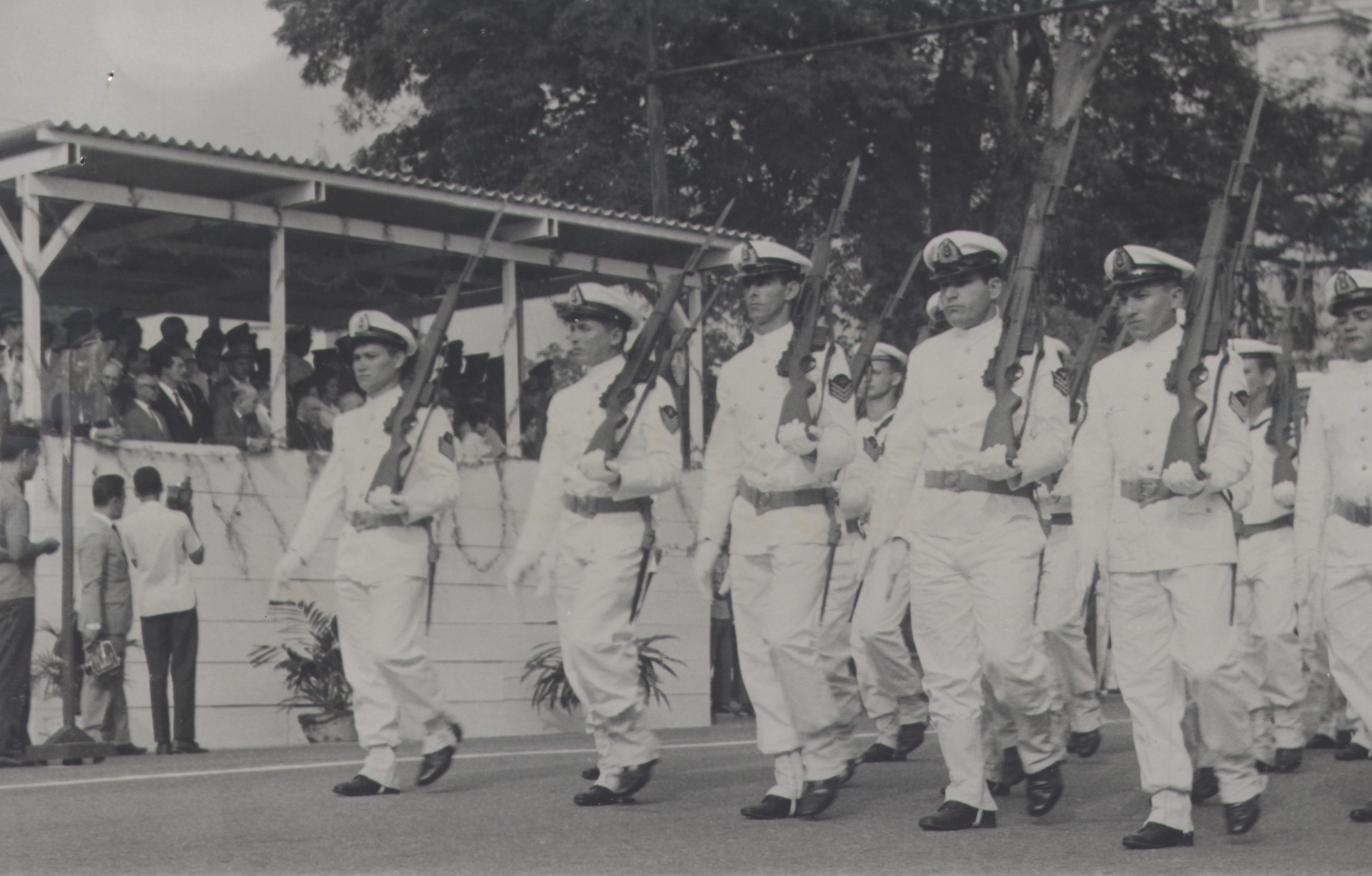
Desfile do primeiro aniversário do golpe em 1965

Os cinco presidentes na ditadura tiveram alguma participação no golpe. Além dos papéis de Castelo Branco (1964-1967), Costa e Silva (1967-1969) e Médici (1969-1974), Ernesto Geisel (1974-1979) estava junto com Castelo Branco no EME e posteriormente em seu QG, enquanto João Figueiredo (1979-1985) estava na ECEME e forneceu os oficiais usados na tomada do QG da Artilharia de Costa. Todos os cinco declaravam-se herdeiros da “Revolução de 1964”. Muitos outros oficiais escreveram memórias exaltando seu próprio papel no golpe, mesmo os que só aderiram quando o desfecho já era claro ou tiveram atuação reativa e não ativa.
Não havia um projeto preciso de Estado entre os golpistas à exceção da vanguarda esguiana e seus aliados civis. Desde o início surgiram fissuras na coalizão que derrubou Jango. Seus participantes divergiram desde a oposição ao autoritarismo do novo regime até a insistência da “linha-dura” de que o expurgo deveria ser mais profundo. Os esguianos perderam espaço com a posse de Costa e Silva e a ascensão dos oficiais de linha-dura, mas os objetivos da ESG não foram derrotados.
Entre os protagonistas do golpe, nem todos tiveram destinos muito frutíferos. Os golpistas mineiros foram desde o início escanteados pelos cariocas e paulistas: Magalhães Pinto viu frustrada sua ambição de tornar-se presidente em 1965, enquanto Mourão Filho foi nomeado ao Superior Tribunal Militar, onde não tinha relevância política. Em São Paulo, Ademar de Barros e Kruel, aliados a Justino, participaram de um plano frustrado de contragolpe contra Castelo Branco. Carlos Lacerda uniu-se a seus antigos inimigos, JK e Goulart, na Frente Ampla contra a ditadura e acabou cassado.
O paradigma de reformas de base deu lugar ao da modernização conservadora. Houve transformação radical na economia, o aumento da concentração de renda, o milagre econômico de 1968 a 1973 e a grave crise econômica nos anos 80. Na política agrária foram propostas medidas bastante criticadas pelos grandes proprietários, mas o que se consolidou foi a manutenção da concentração fundiária. A política econômica refletia o predomínio de ipesianos nos ministérios da Fazenda e Planejamento, o ideal de Brasil grande potência da DSN, o debate pré-golpe entre economistas estruturalistas e liberais e as necessidades políticas do momento — a “legitimação pela eficácia”. A grande expansão do setor público no período foi considerada uma traição dos ideais de 1964 por alguns empresários.
O novo regime foi marcado pelo nacionalismo dos militares, incluindo o conceito de nacionalismo da ESG e DSN. O pensamento econômico e geopolítico da ESG era contrário ao dos militares autodenominados nacionalistas durante a República Populista; esses militares, por sua vez, chamavam os esguianos de “entreguistas”. No governo Geisel o nacionalismo e entreguismo foram termos controversos nas disputas dentro do bloco de poder da ditadura.
As relações com os Estados Unidos eram controvérsia entre os militares pelo menos desde os anos 50. Ainda em 1962, Lincoln Gordon notou os militares brasileiros como favoráveis aos EUA. Castelo Branco alinhou o país a Washington e foi retribuído com considerável apoio americano. No seu governo também houve abertura ao capital internacional. Posteriormente houve resfriamento das relações bilaterais ao longo da ditadura, chegando a um período de crise durante o governo Geisel. A relação de Castelo Branco com os EUA foi criticada pelos oficiais de linha-dura, entre os quais havia certo antiamericanismo. Com o bloco socialista, as relações com Cuba foram logo cortadas, mas as relações com a União Soviética restabelecidas por Jango continuaram. Apesar do predomínio americano, a ditadura também cultivou relações econômicas com os soviéticos.
Na esquerda radical, a implantação da ditadura foi vista como confirmação da crítica à ideia das etapas do PCB. Assim, foi importante para o início da luta armada. Porém, não há uma causalidade pura, pois a ideia da luta armada já era discutida antes do golpe, como demonstra o projeto de guerrilha ligado às Ligas, e é possível que algum movimento teria surgido mesmo sem a ditadura.

### Citações
1. ↑  Vitale 2013, p. 264.
2. ↑  Chirio 2012, p. 47.
3. ↑  Rodrigues & Vasconcelos 2014, p. 517.
4. ↑  Cardoso 2011.
5. ↑  Toledo 2004, p. 14.
6. ↑  Cardoso 2011, p. 120.
7. ↑  Chaves 2011, p. 118.
8. ↑  Silva 2017, p. 74-76.
9. ↑  Rocha 2016, p. 33-36.
10. ↑  Pereira 2015, p. 870-874.
11. ↑  Melo & Hoeveler 2014, p. 28-29.
12. ↑  Fico 2017, p. 51-53.
13. ↑  Fico 2004, p. 55.
14. ↑  Pinto 2015, p. 20.
15. 1 2  Ferreira & Delgado 2019a, cap. 11.
16. ↑  Silva 2014b, p. 69.
17. 1 2  Carvalho 2007.
18. 1 2 3 4 5 6 7 8 9 10 11 12 13 14  Ferreira & Delgado 2019a, cap. 13.
19. ↑  Schwarcz & Starling 2015, cap. 16.
20. ↑  Atassio 2007, p. 47-49.
21. ↑  Oliveira 2018, p. 57-58 e 74-75.
22. 1 2  Loureiro 2012, p. 442.
23. ↑  Fonseca 2004.
24. 1 2 3 4 5 6  Ferreira & Gomes 2014, cap. 22.
25. 1 2  Oliveira 2016.
26. ↑  Fox 1979.
27. ↑  Morais 2000, p. 6.
28. 1 2  Ferreira & Gomes 2014, cap. 11.
29. ↑  Dezemone 2014.
30. ↑  Borba 2012.
31. ↑  Pereira 2008.
32. ↑  Parucker 2006, p. 29.
33. 1 2  Ferreira 2004.
34. ↑  Oliveira 2016, p. 74-75.
35. 1 2  Parucker 2006.
36. ↑  Baldisserra 2003.
37. 1 2 3 4 5 6 7 8 9 10 11 12 13 14  Schwarcz & Starling 2015, cap. 17.
38. 1 2 3 4  Pereira 2018.
39. ↑  Fico 2008, p. 19-22.
40. ↑  Lara 2019, p. 42.
41. 1 2 3 4 5  Loureiro 2017b.
42. ↑  Fico 2008, p. 26-27.
43. ↑  Bandeira 2014.
44. ↑  Lara 2019, p. 6 e 185.
45. 1 2  Sales 2011.
46. ↑  Zourek 2020.
47. ↑  Gerhard 2015, p. 40.
48. ↑  1964: Entrevistas | Plínio de Arruda Sampaio. Youtube/UNIVESP. 3 Dezembro 2014. Consultado em 13 Julho 2024
49. ↑  Loureiro 2012, p. 250-257.
50. ↑  Melo 2009.
51. 1 2  Ferreira & Gomes 2014, cap. 8.
52. ↑  Veja, 9 de março de 1977.
53. ↑  Ribeiro 2013, p. 148-149.
54. ↑  Oliveira 2008, p. 12-13.
55. ↑  Estado de Minas, 14 de março de 2015.
56. ↑  Dines et al. 1964, p. 103.
57. ↑  Pinto 2015, p. 16-17.
58. ↑  Motta 2000, p. 336.
59. 1 2  Fico 2004, p. 50-51 e 54-56.
60. ↑  Carvalho 2014, p. 10.
61. ↑  Shiota 2017.
62. ↑  Mendonça 2006, p. 240.
63. ↑  Tibola 2007, p. 91-92.
64. ↑  Faria 2013, p. 353.
65. ↑  Faria 2013, p. 358.
66. ↑  Atassio 2007, p. 95-96.
67. ↑  Motta 2000, p. 335-336.
68. ↑  Mendonça 2006, p. 409.
69. ↑  Skidmore 1982, p. 320-321.
70. ↑  Atassio 2007, p. 80-88.
71. ↑  Delgado 2010, p. 131-134.
72. ↑  Fico 2004, p. 49.
73. ↑  Silva 2014b, p. 74-75.
74. ↑  Demier 2012, p. 274-280.
75. ↑  Ferreira & Gomes 2014, cap. 20.
76. ↑  Oliveira 2016, p. 69-70.
77. ↑  Atassio 2007, p. 70-71.
78. ↑  Loureiro 2017a.
79. ↑  Parucker 2006, p. 97.
80. ↑  Zimmermann 2013, p. 69.
81. ↑  Parucker 2006, p. 50-52.
82. ↑  Parucker 2006, p. 190-191.
83. ↑  Parucker 2006, p. 63-65.
84. 1 2 3 4 5 6 7 8  Gaspari 2014.
85. ↑  Fico 2004, p. 53-54.
86. ↑  Zimmermann 2013.
87. 1 2 3  Silva 2014a, p. 378.
88. ↑  Motta 2000, p. 335-337.
89. ↑  Toledo 2004.
90. ↑  Ribeiro 2013, p. 96-97.
91. 1 2  Mendonça 2006, p. 394.
92. ↑  El Sayed 2013, p. 35-36.
93. ↑  Motta 2003, p. 335-337.
94. ↑  Ferreira & Gomes 2014, cap. 6.
95. ↑  Ribeiro 2013, p. 114.
96. ↑  Delgado 2010, p. 137-139.
97. ↑  Melo & Hoeveler 2014, p. 32-35.
98. 1 2  Fico 2017, p. 11-12.
99. ↑  Domingos 2010.
100. ↑  Pinto 2015, p. 21-25 e 32.
101. ↑  Motta 2000, p. 286-288 e 302.
102. ↑  Tibola 2007, p. 75.
103. ↑  Motta 2000, p. 289-290.
104. ↑  Motta 2000, p. 337-338.
105. ↑  Atassio 2007, p. 69.
106. ↑  Gomes 2011, p. 13.
107. ↑  Silva 2010, par. 23-24.
108. 1 2 3 4  Green & Jones 2009.
109. 1 2  Motta 2000, p. 339-341.
110. ↑  Faria 2013, p. 146.
111. ↑  Duarte 2010.
112. ↑  Faria 2013, p. 144.
113. ↑  Atassio 2007, p. 63.
114. ↑  Faria 2013, p. 152-153.
115. ↑  Faria 2013, p. 145-147.
116. ↑  Toledo 2004, p. 21.
117. ↑  Dezemone 2014, p. 5-6.
118. ↑  Sales 2005, p. 127-147.
119. ↑  Borba 2012, p. 8.
120. 1 2  D'Aguiar 1976, p. 173.
121. 1 2  Ferreira 2004, p. 199-200.
122. ↑  Baldisserra 2003, p. 62-74.
123. ↑  Mendonça 2006, p. 389-370.
124. ↑  Napolitano 2011, p. 214.
125. ↑  Cordeiro 2021, p. 15.
126. ↑  Motta 2000, p. 306.
127. 1 2  Parucker 2006, p. 200.
128. 1 2 3  Miranda 2018, p. 180-182.
129. ↑  Ferreira & Gomes 2014, cap. 19.
130. ↑  Rollemberg 2008.
131. ↑  Chirio 2012, p. 41-42.
132. ↑  Atassio 2007, p. 116-118.
133. ↑  Cordeiro 2021, p. 15-16.
134. ↑  Faria 2013, p. 368.
135. ↑  Ribeiro 2013, p. 207.
136. ↑  Faria 2013, p. 308.
137. ↑  Mendonça 2006, p. 409-410.
138. ↑  Motta 2000, p. 334.
139. 1 2  Ferreira & Gomes 2014, cap. 18.
140. ↑  Kieling 2016, p. 10.
141. ↑  Araújo 2020, p. 526.
142. ↑  Atassio 2007, p. 61.
143. ↑  Fico 2017, p. 9-11 e 16.
144. ↑  Faria 2013, p. 217-221 e 253-256.
145. ↑  Skidmore 1982, p. 318-320.
146. ↑  Toledo 2014, p. 118.
147. ↑  Faria 2013, p. 236.
148. ↑  Bandeira 1978, p. 131.
149. ↑  Motta 2014, p. 19.
150. ↑  Atassio 2007, p. 84-85, 125 e 130-131.
151. ↑  Fico 2017, p. 33-34.
152. 1 2  Fico 2004, p. 52.
153. 1 2  Cordato & Oliveira 2004, p. 279.
154. ↑  Mendes 2005, p. 245.
155. ↑  Cordato & Oliveira 2004, p. 280.
156. ↑  Cordato & Oliveira 2004, p. 275.
157. ↑  Cordato & Oliveira 2004, p. 273-274.
158. ↑  Cordeiro 2021, p. 9-11.
159. ↑  Motta 2000, p. 303-305.
160. ↑  Dias 2014.
161. ↑  Dantas 2014, p. 65-69.
162. ↑  Kieling 2016.
163. ↑  CPDOC FGV 2001, SEMANÁRIO, O.
164. 1 2 3  Motta 2014.
165. ↑  Carvalho 2014, p. 11.
166. 1 2 3 4 5 6  Ferreira & Gomes 2014, cap. 21.
167. 1 2  Pereira 2018, p. 6.
168. ↑  Loureiro 2013, p. 571-572.
169. ↑  Lara 2019.
170. ↑  Spektor 2018, p. 1.
171. ↑  Fico 2008, p. 100.
172. ↑  Spektor 2018, p. 12.
173. ↑  Loureiro 2013.
174. ↑  Fico 2008, p. 86.
175. 1 2  Casa Branca, 30 de julho de 1962.
176. ↑  Pereira 2018, p. 14.
177. 1 2  Fico 2008, p. 89-93.
178. ↑  Fico 2008, p. 94-95 e 101.
179. 1 2  Fico 2008, p. 98.
180. ↑  JFK Presidential Library, 7 de outubro de 1963, p. 7-8.
181. ↑  Fico 2004, p. 49-50.
182. 1 2  Melo & Hoeveler 2014.
183. ↑  Benevides 2003, p. 256.
184. 1 2  Lacerda 2017, p. 91.
185. ↑  Benevides 2003, p. 260-261.
186. ↑  Melo 2013, p. 3.
187. ↑  Benevides 2003, p. 257-259.
188. ↑  Melo & Hoeveler 2014, p. 33.
189. ↑  Fico 2004, p. 53.
190. ↑  Fico 2008, p. 75-76.
191. ↑  Pinto 2015, p. 27-28.
192. 1 2  CPDOC FGV 2001, Golpe de 1964.
193. ↑  Pinto 2015, p. 38.
194. ↑  Silva 2014c, p. 12.
195. ↑  Tibola 2007, p. 39-43.
196. 1 2  Tibola 2007, p. 114-115.
197. ↑  Chirio 2012, p. 19-26.
198. ↑  Faria 2013, p. 148.
199. ↑  Mendonça 2006, p. 19-27.
200. ↑  Fico 2017, p. 13-14.
201. ↑  Pinto 2015, p. 21.
202. ↑  D'Aguiar 1976, p. 129.
203. ↑  Ferreira & Gomes 2014, cap.20.
204. 1 2 3  Silva 2014a, p. 275-276.
205. 1 2  Atassio 2007, p. 90.
206. 1 2  Axt 2020, p. 315.
207. ↑  Silva 2014c, p. 115-126.
208. ↑  Silva 2014c, p. 180-181.
209. ↑  Faria 2013, p. 327-328.
210. ↑  Skidmore 1982, p. 361-362.
211. ↑  Silva 2014a, p. 339.
212. 1 2  Silva 2014c, p. 227-228.
213. ↑  Ruiz 2018, p. 52-53.
214. ↑  Faria 2013, p. 359-361.
215. ↑  Lacerda 2017, p. 108-110.
216. ↑  Lacerda 2017, p. 105-106.
217. ↑  Pinto 2015, p. 106-108.
218. 1 2  Pinto 2015, p. 115.
219. 1 2  Faria 2013, p. 361-363 e 370-371.
220. ↑  Pinto 2015, p. 121.
221. ↑  Pinto 2015, p. 116.
222. ↑  Faria 2013, p. 361-362.
223. ↑  Pinto 2015, p. 115-116 e 121.
224. ↑  Faria 2013, p. 364-367.
225. ↑  Mourão Filho 2011, p. 363.
226. ↑  Faria 2013, p. 363-364.
227. ↑  Faria 2013, p. 368-369.
228. ↑  Silva 2014a, p. 333-334.
229. ↑  Silva 2014c, p. 173-174.
230. ↑  Departamento de Estado, 27 de março de 1964, p. 6-9.
231. 1 2  CIA, 30 de março de 1964.
232. ↑  JCS, 30 de março de 1964.
233. ↑  Dines et al. 1964, p. 304.
234. ↑  Fico 2014, p. 61.
235. ↑  Muricy 1981, p. 542.
236. ↑  O Estado de S. Paulo, 28 de março de 1965. Citado em Formação do Brasil e unidade nacional (1980), de Luiz Toledo Machado.
237. ↑  O Cruzeiro, 10 de abril de 1964.
238. ↑  Dines et al. 1964, p. 108, 115 e 304.
239. ↑  Dines et al. 1964, p. 147 e 153.
240. ↑  Ferreira & Gomes 2014, cap.21.
241. ↑  Motta 2014, p. 18.
242. ↑  Dines et al. 1964, p. 118.
243. ↑  D'Aguiar 1976, p. 159-160.
244. 1 2  Faria 2013, p. 358-359.
245. 1 2 3  Silva 2014c, p. 229.
246. ↑  Tibola 2007, p. 35 e 91.
247. ↑  Chirio 2012, p. 17.
248. ↑  D'Aguiar 1976, p. 146.
249. ↑  Silva 2014c, p. 204.
250. ↑  Fico 2014, p. 48-50.
251. ↑  Dines et al. 1964, p. 147.
252. ↑  Silva 2014c, p. 175-176.
253. 1 2  Silva 2014c, p. 201.
254. ↑  Faria 2013, p. 387-388.
255. ↑  Fico 2008, p. 70.
256. ↑  Silva 2014a, p. 365-367.
257. 1 2 3 4  Axt 2020, p. 324.
258. ↑  Carvalho 2014, p. 14-16.
259. ↑  Atassio 2007, p. 100.
260. ↑  Dines et al. 1964, p. 119.
261. ↑  Faria 2013, p. 346-350 e 360.
262. ↑  Faria 2013, p. 351-355.
263. ↑  Faria 2013, p. 277-278.
264. ↑  Chirio 2012, p. 25.
265. ↑  Tibola 2007, p. 75-76 e 92-93.
266. ↑  Parucker 2006, p. 149-150 e 180-181.
267. ↑  Fico 2008, p. 70-71.
268. ↑  Carvalho 2014, p. 14.
269. ↑  Dines et al. 1964, p. 115-116.
270. 1 2  Ruiz 2018, p. 53-54.
271. 1 2  Silva 2014c, p. 206.
272. ↑  Pinto 2015, p. 116-117.
273. ↑  Faria 2013, p. 374-379.
274. ↑  Motta 2003, p. 177-179 e 307-308, Tomo 3.
275. 1 2  Pinto 2015, p. 118.
276. ↑  Muricy 1981, p. 527-534.
277. 1 2  Neto 2004, “Na boca do lobo”.
278. ↑  D'Aguiar 1976, p. 143-148.
279. ↑  Faria 2013, p. 378-379 e 401-402.
280. ↑  Silva 2014c, p. 177.
281. ↑  Pinto 2015, p. 119.
282. ↑  Silva 2014c, p. 188.
283. ↑  Faria 2013, p. 394-395.
284. ↑  Muricy 1981, p. 546-547.
285. 1 2  D'Aguiar 1976, p. 136-137.
286. ↑  D'Aguiar 1976, p. 142.
287. ↑  Faria 2013, p. 342-343.
288. ↑  Dines et al. 1964, p. 144-145.
289. ↑  Silva 2014c, p. 200.
290. ↑  Faria 2013, p. 406-407.
291. ↑  Silva 2014a, p. 352-353.
292. ↑  Dines et al. 1964, p. 176-179.
293. ↑  Faria 2013, p. 386-387 e 458-459.
294. ↑  Faria 2013, p. 387.
295. ↑  Dines et al. 1964, p. 181-184.
296. ↑  Silva 2014a, p. 353.
297. ↑  Faria 2013, p. 416-417.
298. ↑  Silva 2014c, p. 205.
299. ↑  D'Aguiar 1976, p. 144-148.
300. ↑  D'Aguiar 1976, p. 156-161.
301. ↑  Silva 2014c, p. 203-205.
302. ↑  Muricy 1981, p. 549.
303. ↑  Dines et al. 1964, p. 150.
304. ↑  D'Aguiar 1976, p. 140-141.
305. ↑  Motta 2003, p. 36-41, Tomo 1.
306. 1 2  Ustra 2007, p. 98-99.
307. 1 2  Faria 2013, p. 429.
308. ↑  Silva 2014c, p. 207.
309. ↑  D'Aguiar 1976, p. 161-164.
310. ↑  Skidmore 1982, p. 364.
311. ↑  Faria 2013, p. 432.
312. ↑  Mourão Filho 2011, p. 386.
313. ↑  Faria 2013, p. 433-436.
314. ↑  Faria 2013, p. 436 e 441.
315. ↑  Dines et al. 1964, p. 122.
316. ↑  Pinto 2015, p. 124.
317. ↑  Dines et al. 1964, p. 146-147.
318. 1 2  D'Aguiar 1976, p. 171-172.
319. ↑  Motta 2003, Tomo 15, p. 261-266, Tomo 5, p. 287-293, e Tomo 7, p. 213-217.
320. ↑  Silva 2014b, p. 189-192.
321. 1 2  Silva 2014a, p. 378-379.
322. ↑  Inácio 2010, p. 60.
323. ↑  Faria 2013, p. 437.
324. ↑  D'Aguiar 1976, p. 169.
325. ↑  Faria 2013, p. 450.
326. ↑  Silva 2014a, p. 380.
327. ↑  Inácio 2010, p. 61.
328. 1 2 3  Ribeiro 2013, p. 205.
329. ↑  Silva 2014a, p. 376-380.
330. ↑  Faria 2013, p. 452.
331. ↑  Inácio 2010, p. 67.
332. ↑  Motta 2003, Tomo 3, p. 223-225 e 350-354, Tomo 10, p. 320-326 e Tomo 14, p. 227-231.
333. ↑  Diario de Pernambuco, 2 de abril de 1964, p. 3.
334. 1 2  Silva 2014a, p. 368.
335. 1 2  Faria 2013, p. 379.
336. ↑  Motta 2003, p. 181-182, Tomo 2, e p. 180-181, Tomo 6.
337. 1 2  D'Aguiar 1976, p. 173-174.
338. ↑  Silva 2014a, p. 369.
339. ↑  Diario de Pernambuco, 2 de abril de 1964, p. 7.
340. ↑  Motta 2003, p. 176, Tomo 6.
341. ↑  D'Aguiar 1976, p. 176.
342. ↑  Petit & Cuéllar 2012, p. 171-172.
343. ↑  Silva 2014c, p. 392-393.
344. ↑  Dutra 2004, p. 198-199.
345. ↑  Zardo 2010, p. 42-44.
346. ↑  Silva 2014a, p. 394.
347. 1 2  Abreu 2013.
348. ↑  Zardo 2010, p. 39 e 59-61.
349. ↑  Motta 2003, p. 116-117, Tomo 8.
350. ↑  Motta 2003, p. 121, Tomo 8.
351. ↑  Motta 2003, p. 114-115, Tomo 8.
352. ↑  Silva 2014a, p. 395-396.
353. ↑  Motta 2003, p. 59-61, Tomo 13.
354. ↑  Axt 2020, p. 317-318.
355. ↑  Silva 2014a, p. 396.
356. ↑  Axt 2020, p. 316-317.
357. ↑  Axt 2020, p. 319-320.
358. ↑  Motta 2003, p. 119-120, Tomo 8.
359. ↑  Silva 2014a, p. 398.
360. ↑  Abreu 2013, p. 131.
361. ↑  Zardo 2010, p. 52-53.
362. ↑  D'Aguiar 1976, p. 180.
363. 1 2  Faria 2013, p. 455-456.
364. ↑  Fico 2008, p. 71.
365. ↑  Motta 2003, p. 69 e 76, Tomo 13.
366. 1 2  Zardo 2010, p. 54-55.
367. ↑  Corrêa 1977, p. 133.
368. ↑  Lacerda 2017, p. 106.
369. ↑  Ruiz 2018, p. 47.
370. 1 2  D'Aguiar 1976, p. 140.
371. ↑  Dines et al. 1964, p. 146.
372. ↑  Silva 2014a, p. 274.
373. ↑  Silva 2014c, p. 221.
374. ↑  Ruiz 2018, p. 15.
375. ↑  Silva 2014a, p. 343.
376. ↑  Silva 2014c, p. 180.
377. ↑  Dines et al. 1964, p. 107.
378. ↑  Batistella 2014.
379. ↑  Zardo 2010, p. 36.
380. ↑  Faria 2013, p. 365.
381. 1 2  D'Aguiar 1976, p. 173-176.
382. ↑  Nunes 2011, p. 7-8.
383. ↑  CPDOC FGV 2001, BORGES, Mauro.
384. ↑  Toledo 2014, p. 106.
385. ↑  Skidmore 1982, p. 362-364.
386. ↑  Dines et al. 1964, p. 237-240.
387. 1 2  Morel 1965, p. 103-105.
388. ↑  Silva 2014a, p. 358-359.
389. ↑  Faria 2013, p. 399.
390. ↑  Carneiro & Assis 2019.
391. ↑  Dines et al. 1964, p. 148.
392. ↑  Faria 2013, p. 408-409.
393. ↑  Axt 2020, p. 318.
394. 1 2  Silva 2014a, p. 370.
395. ↑  Vale 2009.
396. ↑  Ivo 2016.
397. ↑  Toledo 2014, p. 58-59.
398. ↑  Silva 2014a, p. 360.
399. ↑  D'Aguiar 1976, p. 170.
400. ↑  Cordeiro 2021, p. 3.
401. ↑  Fico 2008, p. 108-109 e 127-135.
402. ↑  Alves 2008, p. 191.
403. ↑  Itagyba 2013, p. 49-58.
404. ↑  Fico 2008, p. 131.
405. ↑  Gomes 2015.
406. ↑  Forattini 2019, p. 150.
407. ↑  Inácio 2010, p. 63-65.
408. ↑  Silva 2014a, p. 386.
409. ↑  Axt 2020, p. 325.
410. ↑  Inácio 2010, p. 78.
411. ↑  Inácio 2010, p. 66-67.
412. ↑  Forattini 2019, p. 151.
413. 1 2 3 4 5 6  Ferreira & Delgado 2019b, cap. 1.
414. ↑  Forattini 2019, p. 152-157.
415. ↑  Parucker 2006, p. 185-181.
416. ↑  Schwarcz 2001.
417. ↑  Fico 2017, p. 58-60.
418. ↑  Faria 2013, p. 269.
419. ↑  Faria 2013, p. 462.
420. ↑  Tibola 2007, p. 111-113.
421. ↑  Silva 2014c, p. 227.
422. ↑  Lacerda 2017, p. 111-112.
423. ↑  Ruiz 2018.
424. ↑  Ferreira & Delgado 2019b, cap. 7.
425. 1 2  Ferreira & Delgado 2019b, cap. 6.
426. 1 2  Ferreira & Delgado 2019b, cap. 9.
427. ↑  Ferreira & Delgado 2019b, cap. 5.
428. ↑  Tibola 2007, p. 44.
429. ↑  Benevides 2003.
430. ↑  Tibola 2007, p. 102-103 e 116.
431. ↑  Ayerbe 2002, p. 229.
432. 1 2  Fico 2008, p. 277-279.
433. 1 2  Itagyba 2013, p. 12-39 e 94-95.
434. ↑  Chirio 2012, p. 51.
435. ↑  Gerhard 2015.